# Liste des porte-avions et porte-aéronefs

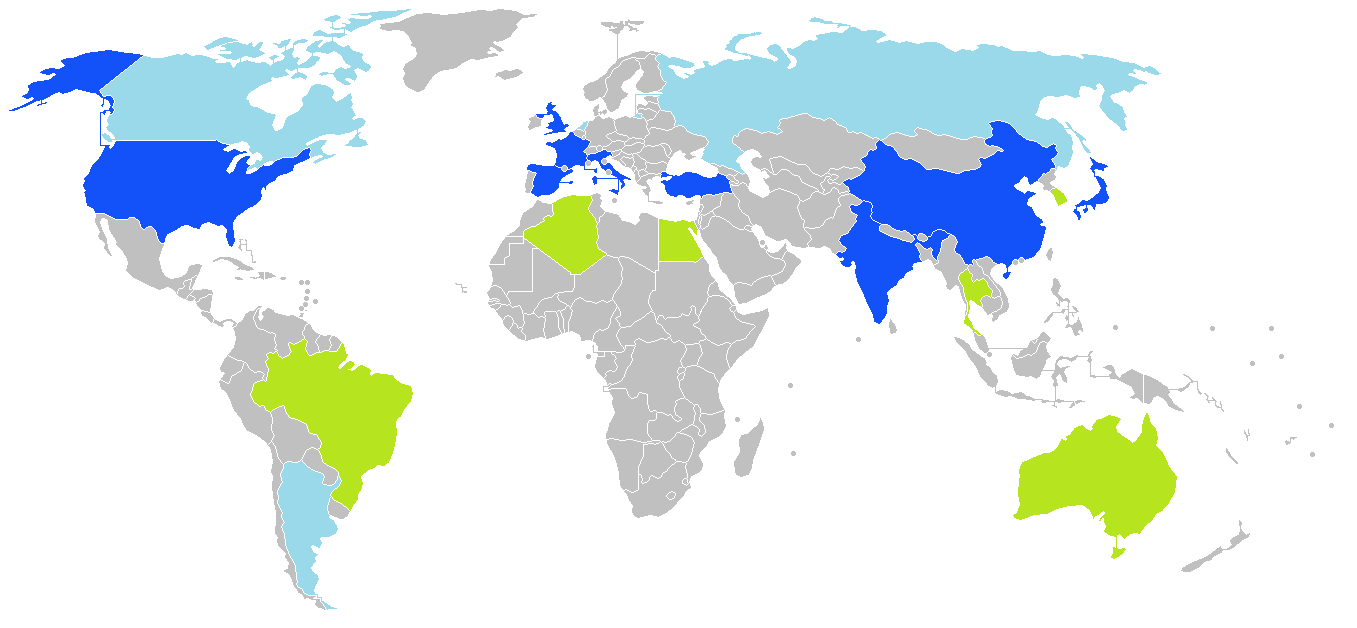
Pays utilisant des porte aéronefs.
Pays utilisant des porte-avions (9)
Pays utilisant uniquement des porte-hélicoptères (6)
Pays n'ayant plus de porte-aéronefs (4)

Comparaison des principaux porte-aéronefs en service dans les années 2010-2020.

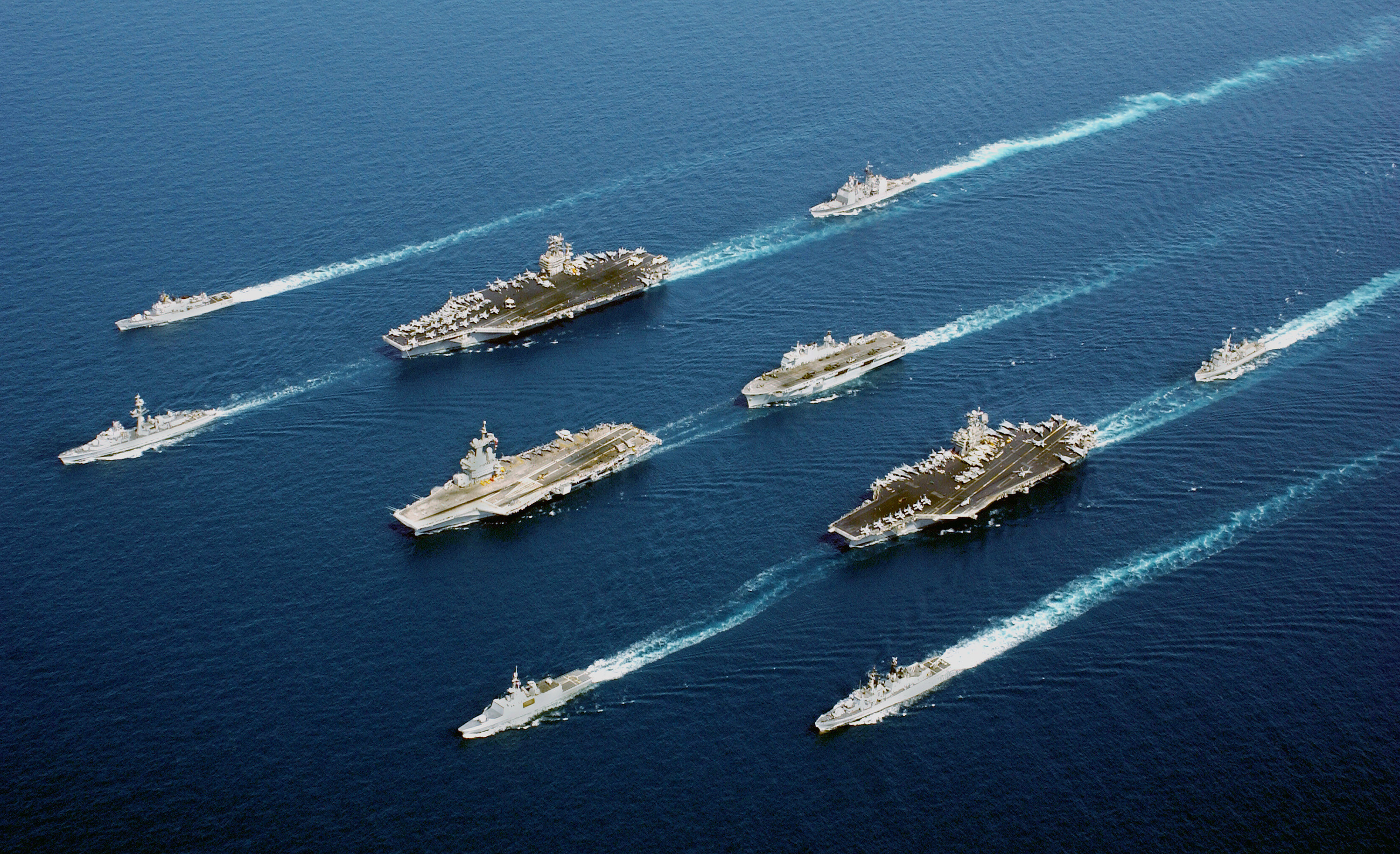
Image de bâtiments de cinq nations engagées dans l'opération Enduring Freedom en mer d'Arabie. En quatre colonnes, d'en haut à gauche à en bas à droite :
Maestrale, De Grasse,,, Charles de Gaulle,, Surcouf,, Van Amstel et Luigi Durand de la Penne (18 avril 2002).

Voici la liste des porte-avions, porte-aéronefs et porte-hélicoptères construits dans le monde (actuels, prévus et retirés du service) et classés par pays.

## Préambule
Depuis les années 1960 on distingue :
- les porte-avions qui disposent de catapultes, de hangar et d'ateliers et qui peuvent mettre en œuvre un nombre important d'avions (de vingt à soixante) lourdement chargés et d'hélicoptères.
- les porte-aéronefs qui sont des bâtiments « à pont continu », pouvant mettre en œuvre des avions à décollage court ou vertical en nombre limité (de cinq à vingt) faiblement chargés et des hélicoptères. Ces bâtiments ont également souvent une fonction amphibie.
- les porte-hélicoptères sont des navires avec ou sans pont continu mais dont la mise en œuvre d'hélicoptères est la fonction essentielle ou unique.

Précisons que certains navires à pont continu tels que les Landing Platform Dock (LPD) de classe Osumi (marine japonaise), de classe San Giorgio (marine italienne) ou le Kalaat Béni Abbès (marine algérienne) pour lesquels la capacité hélicoptère est secondaire ne sauraient, tout comme n'importe quel LPD ou TCD (transport de chalands de débarquement), être classés dans les catégories Landing Helicopter Dock (LHD) ou porte-hélicoptères.

## Classification des porte-avions et porte-aéronefs selon l'OTAN
La classification de l'OTAN à base d'abréviations d'appellations anglophones est la plus détaillée et la plus couramment utilisée.
- AV : Seaplane Tender, transport d'hydravions (désignation désuète) ;
- CV : Aircraft Carrier, porte-avions à propulsion classique [i.e. : non nucléaire] ;
- CVA : Attack Aircraft Carrier catégorie différenciée des CVE (plus utilisé) ;
- CVL : Light Aircraft Carrier, porte-avions léger (plus utilisé) ;
- CVE : Escort Aircraft Carrier, porte-avions d'escorte (plus utilisé) ;
- CVH : Helicopter Aircraft Carrier, ou porte-hélicoptères ;
- CVN : Nuclear Aircraft Carrier, porte-avions/aéronefs à propulsion nucléaire ;
- CVS : Anti-Submarine Aircraft Carrier, porte-aéronefs à vocation prioritaire de lutte anti-sous-marine ;
- CVSG : porte-aéronefs à vocation prioritaire de lutte anti-sous-marine et armé de missiles balistiques (classes Kiev et Kouznetsov) ;
- DDH : destroyer porte-hélicoptères : désignation utilisée par la marine japonaise ;
- LHD : Landing Helicopter Dock, porte-aéronefs à pont d'envol continu, disposant d'un grand radier inondable ;
- LHA : Landing Helicopter Assault, porte-aéronefs à pont d'envol continu, disposant ou pas d'un radier inondable qui sera dès lors de capacité réduite ;
- LPH : Landing Platform Helicopter, porte-hélicoptères à pont d'envol continu, sans radier (plus utilisé) ;
- SCS : Sea Control Ship, porte-aéronefs d'escorte destiné à assurer la couverture aérienne d'une escadre en plus de moyens ASM ;

Observation : la désignation "CV" ne correspondant pas à l'abréviation de l'appellation officielle "Aircraft Carrier", son origine est incertaine.

L'explication la plus probable est l'évolution de l'appellation "AV", dont le sens original au début de l'aéronavale américaine est celui de navire auxiliaire (désignés par "A") ayant la capacité de porter des "aéronefs plus denses que l'air" (désignés par "V", en opposition aux "AZ" pour les auxiliaires aux aéronefs "moins denses que l'air",).
Les premiers porte-avions étant ainsi des conversions d'AV, et passant au statut "d'auxiliaire" à celui de "croiseur" (cruiser), ils adoptent donc l'appellation "CV", avec "AV" gardant la même signification, mais dont le rôle s'est restreint au "transport d'hydravions".

D'autres propositions de significations sont:
- "Cruiser Voler" (en anglais et français), appellation découlant de l'explication ci-dessus, mais impropre et probablement jamais utilisée.
- "Cruiser aViation", signifiant "croiseur d'aviation", avec l'abréviation "CA" étant déjà utilisée pour désigner les croiseur lourds,
- "Carrier Vessel" signifiant "vaisseau/navire porteur".

Ainsi, la lettre "V" maintient son sens dans les types dérivés de "CV", sauf pour les quelques cas où il prend le sens de "Vertical" (ex. : CVV).

## Classification des porte-avions selon les techniques de décollage et d'appontage
- CTOBAR : Conventional Take Off But Arrested Recovery, sans catapultes avec brins d'arrêt sur une unique piste axiale; permet la mise en œuvre d'avions CTOL (Conventional Take Off and Landing) équipés d'une crosse d'appontage et d'hélicoptères. Ces porte-avions définis dès les années 1930 furent tous retirés ou transformés en CATOBAR durant les années 1950.
- CATOBAR : Catapult Assisted Take Off But Arrested Recovery, avec catapultes et brins d'arrêt sur piste oblique ; permet la mise en œuvre d'avions navals équipés d'une crosse d'appontage et d'un train avant renforcé pour être catapulté, dont les grands porte-avions américains et français sont les seuls représentants (avec le Foch devenu Sao Paulo). L'usage des catapultes permet de diminuer les contraintes liées à la force et à la direction du vent qui gêneront STOBAR et STOVL.
- STOBAR : Short Take-Off But Arrested Recovery, avec tremplin et brins d'arrêt sur piste oblique; permet la mise en œuvre d'avions navals équipés d'une crosse d'appontage, d'hélicoptères et de convertibles.
- STOVL : Short Take-Off and Vertical Landing. STOVL avec tremplin et à piste unique axiale (cf. CVS, SCS, LHA, LHD, CVF) ; STOVL sans tremplin à pont et continu sur piste unique axiale (US Navy et marine japonaise) ou sur piste unique oblique (classe Kiev): tous sont sans catapultes et brins d'arrêt mettant en œuvre ADAC/ADAV à voilure fixe et tournantes ainsi que les convertibles.

## Tableau récapitulatif
| Pays         | Total en service | Porte-avions nucléaires CATOBAR | Porte-avions classiques STOBAR | Porte-aéronefs STOVL | porte-hélicoptères VTOL | En construction | Retirés du service | Total historique |
| ------------ | ---------------- | ------------------------------- | ------------------------------ | -------------------- | ----------------------- | --------------- | ------------------ | ---------------- |
| Argentine    | 0                | 0                               | 0                              | 0                    | 0                       | 0               | 2                  | 2                |
| Australie    | 2                | 0                               | 0                              | 2                    | 0                       | 0               | 3                  | 5                |
| Brésil       | 1                | 0                               | 0                              | 0                    | 1                       | 0               | 2                  | 3                |
| Canada       | 0                | 0                               | 0                              | 0                    | 0                       | 0               | 5                  | 5                |
| Chine        | 5                | 1                               | 2                              | 0                    | 3                       | 0               | 0                  | 5                |
| Corée du Sud | 2                | 0                               | 0                              | 0                    | 2                       | 0               | 0                  | 2                |
| Égypte       | 2                | 0                               | 0                              | 0                    | 2                       | 0               | 0                  | 2                |
| Espagne      | 1                | 0                               | 0                              | 1                    | 0                       | 0               | 2                  | 3                |
| États-Unis   | 20               | 11                              | 0                              | 9                    | 0                       | 4               | 56                 | 76               |
| France       | 4                | 1                               | 0                              | 0                    | 3                       | 0               | 10                 | 14               |
| Inde         | 2                | 0                               | 2                              | 0                    | 0                       | 0               | 2                  | 4                |
| Italie       | 2                | 0                               | 0                              | 2                    | 0                       | 0               | 2                  | 4                |
| Japon        | 7                | 0                               | 0                              | 0                    | 7                       | 0               | 42                 | 49               |
| Pays-Bas     | 0                | 0                               | 0                              | 0                    | 0                       | 0               | 2                  | 2                |
| Royaume-Uni  | 2                | 0                               | 0                              | 2                    | 0                       | 0               | 53                 | 55               |
| Russie       | 0                | 0                               | 0                              | 0                    | 0                       | 2               | 7                  | 7                |
| Thaïlande    | 1                | 0                               | 0                              | 0                    | 1                       | 0               | 0                  | 1                |
| Turquie      | 1                | 0                               | 0                              | 0                    | 1                       | 1               | 0                  | 0                |

Mis à jour : mars 2025
Un navire mis à l'eau mais pas encore entré en service est compté dans la colonne "Porte-avion" ou "Porte-aéronefs".

## En service
| Marine                                 | Navire                   | Classe            | Type    | Classification               | Propulsion      | Mise en service |
| -------------------------------------- | ------------------------ | ----------------- | ------- | ---------------------------- | --------------- | --------------- |
| Royal Australian Navy                  | HMAS Adelaide            | Juan Carlos I     | STOVL   | LHD                          | Conventionnelle | 2016            |
| Royal Australian Navy                  | HMAS Canberra            | Juan Carlos I     | STOVL   | LHD                          | Conventionnelle | 2015            |
| Marine brésilienne                     | PHM Atlântico            | —                 | VTOL    | LPH                          | Conventionnelle | 1998            |
| Marine chinoise                        | Liaoning                 | Amiral Kouznetsov | STOBAR  | Porte-avions                 | Conventionnelle | 2011            |
| Marine chinoise                        | Shandong                 | Type 001A         | STOBAR  | Porte-avions                 | Conventionnelle | 2019            |
| Marine chinoise                        | Hainan                   | Type 075          | VTOL    | LHD                          | Conventionnelle | 2021            |
| Marine chinoise                        | Guangxi                  | Type 075          | VTOL    | LHD                          | Conventionnelle | 2021            |
| Marine chinoise                        | Anhui                    | Type 075          | VTOL    | LHD                          | Conventionnelle | 2022            |
| Marine de la république de Corée       | ROKS Dokdo               | Dokdo             | VTOL    | LPH                          | Conventionnelle | 2007            |
| Marine de la république de Corée       | ROKS Marado              | Dokdo             | VTOL    | LPH                          | Conventionnelle | 2020            |
| Marine égyptienne                      | Gamal Abdel Nasser       | Mistral           | VTOL    | LHD                          | Conventionnelle | 2016            |
| Marine égyptienne                      | Anouar el Sadate         | Mistral           | VTOL    | LHD                          | Conventionnelle | 2016            |
| Marine espagnole                       | Juan Carlos I            | Juan Carlos I     | STOVL   | LHD                          | Conventionnelle | 2010            |
| United States Navy                     | USS Nimitz               | Nimitz            | CATOBAR | Porte-avions                 | Nucléaire       | 1975            |
| United States Navy                     | USS Dwight D. Eisenhower | Nimitz            | CATOBAR | Porte-avions                 | Nucléaire       | 1977            |
| United States Navy                     | USS Carl Vinson          | Nimitz            | CATOBAR | Porte-avions                 | Nucléaire       | 1982            |
| United States Navy                     | USS Theodore Roosevelt   | Nimitz            | CATOBAR | Porte-avions                 | Nucléaire       | 1986            |
| United States Navy                     | USS Abraham Lincoln      | Nimitz            | CATOBAR | Porte-avions                 | Nucléaire       | 1989            |
| United States Navy                     | USS George Washington    | Nimitz            | CATOBAR | Porte-avions                 | Nucléaire       | 1992            |
| United States Navy                     | USS John C. Stennis      | Nimitz            | CATOBAR | Porte-avions                 | Nucléaire       | 1995            |
| United States Navy                     | USS Harry S. Truman      | Nimitz            | CATOBAR | Porte-avions                 | Nucléaire       | 1998            |
| United States Navy                     | USS Ronald Reagan        | Nimitz            | CATOBAR | Porte-avions                 | Nucléaire       | 2003            |
| United States Navy                     | USS George H. W. Bush    | Nimitz            | CATOBAR | Porte-avions                 | Nucléaire       | 2009            |
| United States Navy                     | USS Gerald R. Ford       | Gerald R. Ford    | CATOBAR | Porte-avions                 | Nucléaire       | 2017            |
| United States Navy                     | USS Wasp                 | Wasp              | STOVL   | LHD                          | Conventionnelle | 1989            |
| United States Navy                     | USS Essex                | Wasp              | STOVL   | LHD                          | Conventionnelle | 1992            |
| United States Navy                     | USS Kearsarge            | Wasp              | STOVL   | LHD                          | Conventionnelle | 1993            |
| United States Navy                     | USS Boxer                | Wasp              | STOVL   | LHD                          | Conventionnelle | 1995            |
| United States Navy                     | USS Bataan               | Wasp              | STOVL   | LHD                          | Conventionnelle | 1997            |
| United States Navy                     | USS Iwo Jima             | Wasp              | STOVL   | LHD                          | Conventionnelle | 2001            |
| United States Navy                     | USS Makin Island         | Wasp              | STOVL   | LHD                          | Conventionnelle | 2009            |
| United States Navy                     | USS America              | America           | STOVL   | LHA                          | Conventionnelle | 2014            |
| United States Navy                     | USS Tripoli              | America           | STOVL   | LHA                          | Conventionnelle | 2020            |
| Marine nationale                       | Charles de Gaulle        | modèle unique     | CATOBAR | Porte-avions                 | Nucléaire       | 2001            |
| Marine nationale                       | Mistral                  | Mistral           | VTOL    | LHD                          | Conventionnelle | 2005            |
| Marine nationale                       | Tonnerre                 | Mistral           | VTOL    | LHD                          | Conventionnelle | 2007            |
| Marine nationale                       | Dixmude                  | Mistral           | VTOL    | LHD                          | Conventionnelle | 2012            |
| Marine indienne                        | INS Vikramaditya         | Kiev              | STOBAR  | Porte-avions                 | Conventionnelle | 1987            |
| Marine indienne                        | INS Vikrant              | Vikrant           | STOBAR  | Porte-avions                 | Conventionnelle | 2022            |
| Marina Militare                        | Trieste                  | modèle unique     | STOVL   | Porte-avions                 | Conventionnelle | 2024            |
| Marina Militare                        | Cavour                   | modèle unique     | STOVL   | Porte-avions                 | Conventionnelle | 2009            |
| Force maritime d'autodéfense japonaise | JDS Hyūga                | Hyūga             | VTOL    | Destroyer porte-hélicoptères | Conventionnelle | 2009            |
| Force maritime d'autodéfense japonaise | JDS Ise                  | Hyūga             | VTOL    | Destroyer porte-hélicoptères | Conventionnelle | 2011            |
| Force maritime d'autodéfense japonaise | JDS Izumo                | Izumo             | VTOL    | Destroyer porte-hélicoptères | Conventionnelle | 2015            |
| Force maritime d'autodéfense japonaise | JDS Kaga                 | Izumo             | VTOL    | Destroyer porte-hélicoptères | Conventionnelle | 2017            |
| Royal Navy                             | HMS Queen Elizabeth      | Queen Elizabeth   | STOVL   | Porte-avions                 | Conventionnelle | 2017            |
| Royal Navy                             | HMS Prince of Wales      | Queen Elizabeth   | STOVL   | Porte-avions                 | Conventionnelle | 2019            |
| Marine russe                           | Amiral Kouznetsov        | Amiral Kouznetsov | STOBAR  | Porte-avions                 | Conventionnelle | 1995            |
| Marine royale thaïlandaise             | Chakri Naruebet          | —                 | STOVL   | Porte-hélicoptères           | Conventionnelle | 1997            |
| Marine turque                          | TCG Anadolu              | Juan Carlos I     | STOVL   | LHD                          | Conventionnelle | 2023            |

## En construction
| Marine             | Navire              | Classe            | Type          | Classification           | Propulsion      | Mise en service |
| ------------------ | ------------------- | ----------------- | ------------- | ------------------------ | --------------- | --------------- |
| Marine chinoise    | Fujian              | Type 003          | CVN / CATOBAR | Porte-avions             | Nucléaire       |                 |
| United States Navy | USS John F. Kennedy | Gerald R. Ford    | CVN / CATOBAR | Porte-avions             | Nucléaire       |                 |
| United States Navy | USS Enterprise      | Gerald R. Ford    | CVN / CATOBAR | Porte-avions             | Nucléaire       |                 |
| United States Navy | USS Doris Miller    | Gerald R. Ford    | CVN / CATOBAR | Porte-avions             | Nucléaire       |                 |
| United States Navy | USS Bougainville    | America           | STOVL         | LHA                      | Conventionnelle |                 |
| Marine turque      | MUGEM               | Milli Uçak Gemisi | STOVL         | Porte-avions             | Conventionnelle |                 |
| Marine russe       | Ivan Rogov          | Ivan Rogov        | STOVL         | Navire d'assaut amphibie | Conventionnelle |                 |
| Marine russe       | Mitrofan Moskalenko | Ivan Rogov        | STOVL         | Navire d'assaut amphibie | Conventionnelle |                 |

## Histoire et projets

### Allemagne

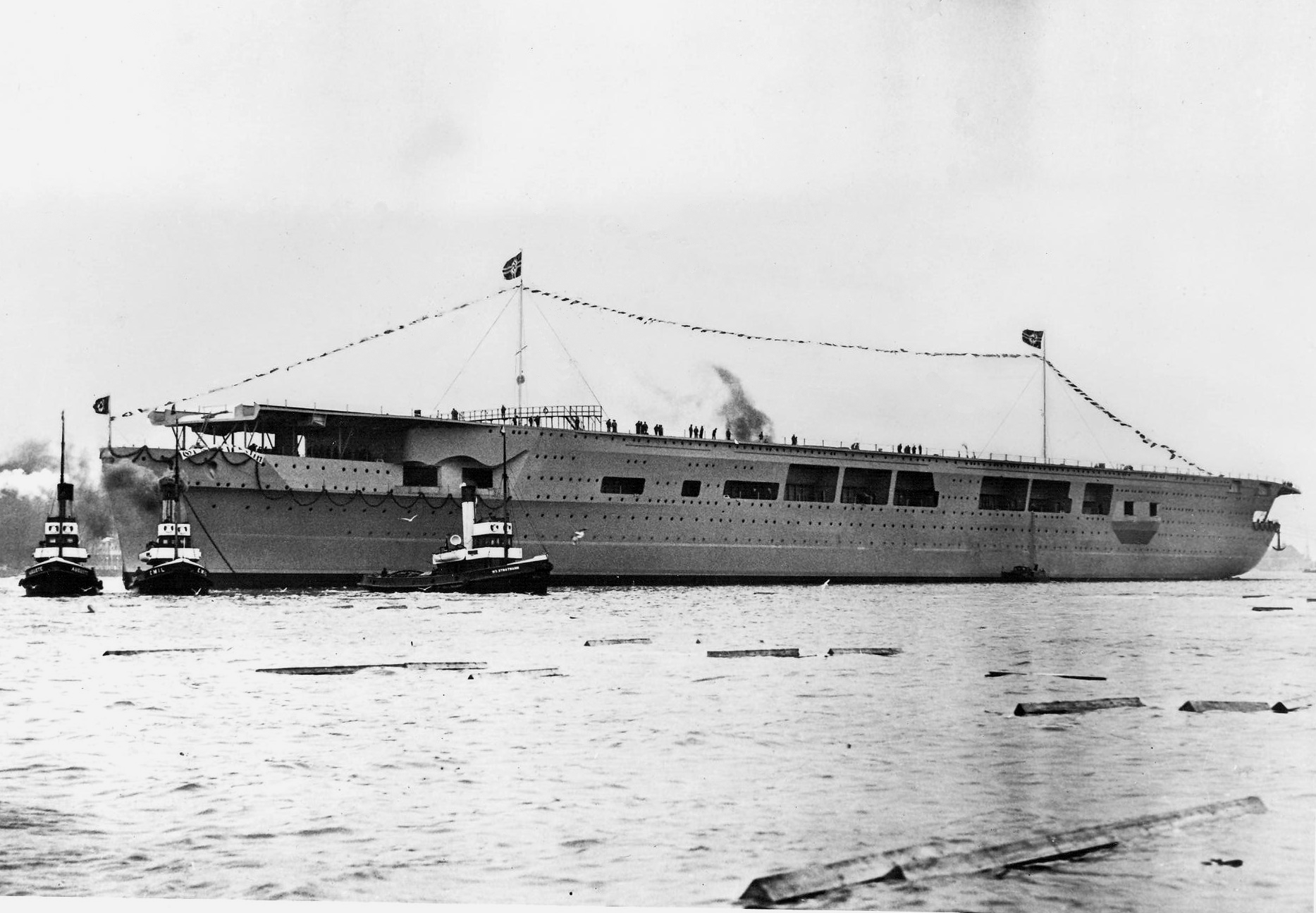
Le Graf Zeppelin à son lancement.

Dans l'entre deux guerres, l'Allemagne Nazi décida de se doter d'un porte-avions afin de renforcer la Kriegsmarine. Ainsi, la construction du porte avion Graf Zeppelin fut commandée le 16 novembre 1935 et débuta le 28 décembre 1936, utilisant le savoir faire partagé par le Japon avec sont porte-avion Akagi. Il fut mis à la mer le 8 décembre 1938, mais il ne fut jamais entièrement achevé ni mis en service et ne participa donc pas aux combats. Il manquait notamment d'un groupe aéroporté, l'empêchant d'accomplir quelque opération que ce soit. Après la guerre, il fut récupéré par les soviétiques qui souhaitaient le réparer, mais il fut finalement coulé en 1947, en tant que navire cible pour la marine et l'aviation soviétique.
D'autres projets de porte-avions furent envisagés dans la même période, mais aucun n'aboutit.
La marine allemande actuelle n'emploie pas de porte avions ou porte aéronefs à proprement parler, mais dispose tout de même de plusieurs corvettes et frégates capables de déployer des hélicoptères et autres petits aéronefs, disposant également d'une branche aéronavale, la Marineflieger.
Projet abandonné
- Graf Zeppelin, presque complété, sans mise en service.

### Argentine

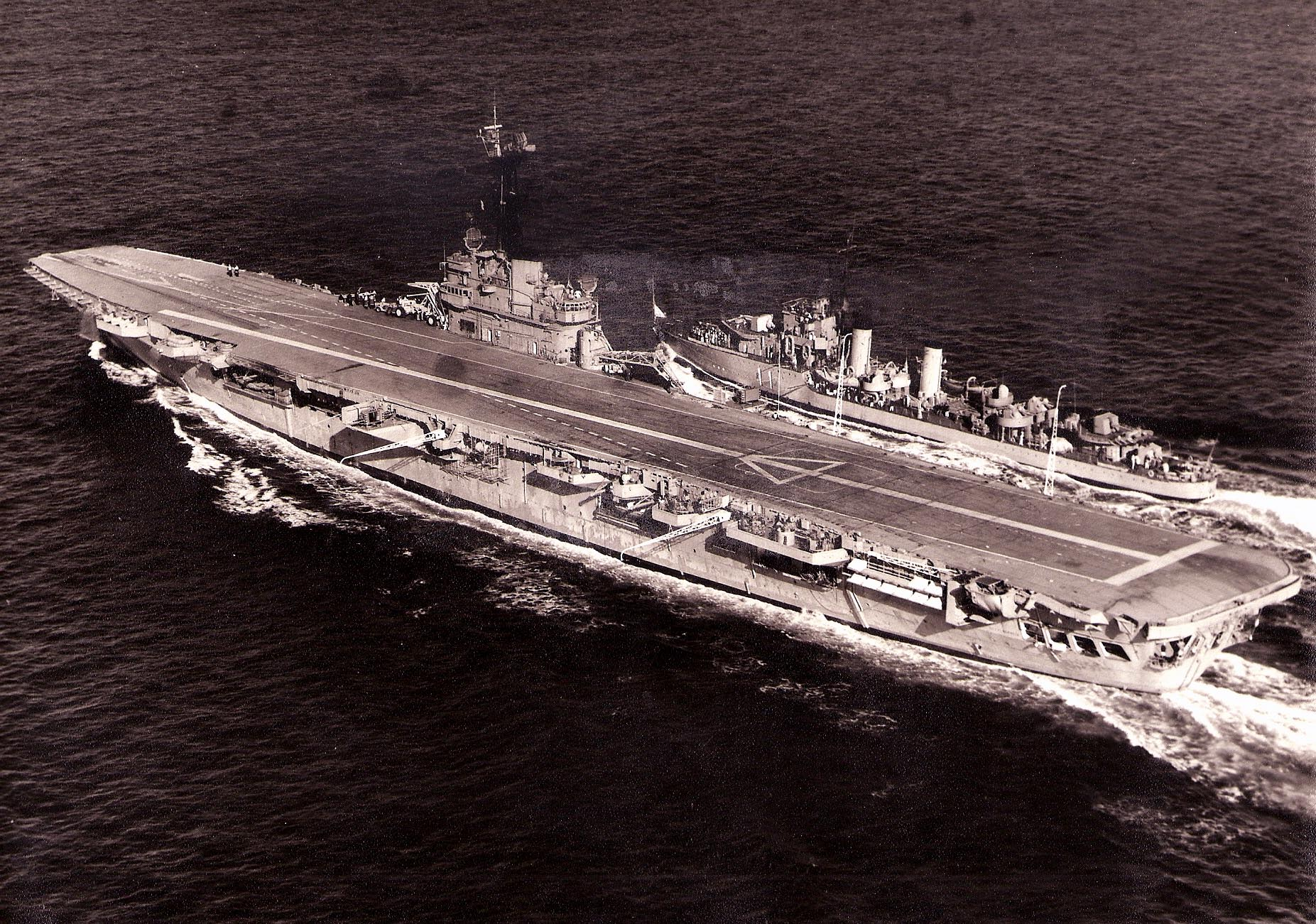
L’Independencia en 1965.

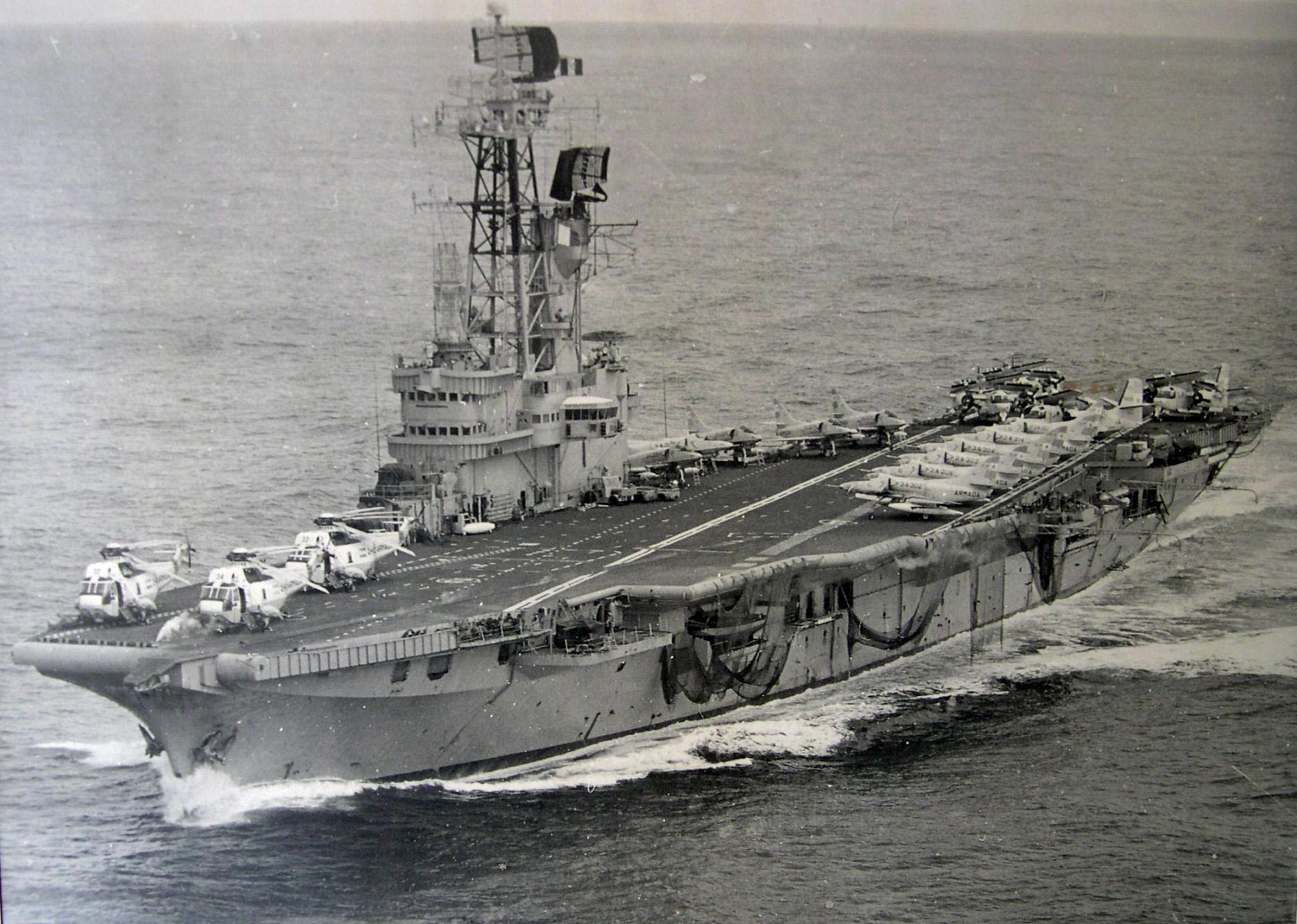
L’ARA Veinticinco de Mayo entre 1969 et 1987.

Après l’étude de la situation stratégique de l’Argentine par le Comando de Aviación Naval en 1942, et une fois analysés les probables théâtres d’opérations, la nécessité de posséder deux porte-avions se fait sentir. La situation économique et politique intérieure retarde cependant l’acquisition du HMS Warrior de classe Colossus durant 13 ans jusqu’en 1958, date de la vente de divers bâtiments pour couvrir les frais.
Le 30 décembre 1958, l’Independencia et ses 18 300 t arrive à la base aéronavale de Puerto Belgrano et les opérations aériennes du Grupo Aéreo Embarcado (GAE) commencent le 8 juin 1959 (avant que le bâtiment ne soit officiellement commissionné) avec le décollage et l’appontage de cinq avions d’entraînement SNJ-5Cs Texan. Pour l’heure, le GAE ne comprend que quelques Corsair avant son voyage aux États-Unis en avril 1962 durant lequel il réceptionne six Grumman S-2 Tracker ASM, deux hélicoptères de SAR Sikorsky S-55 de même que des Panther et sa version à ailes en flèche Cougar d’attaque.
L’Independencia est commissionné le 24 mai 1962 et attaché à la base de Puerto Belgrano. Il participe à partir de cette date aux manœuvres UNITAS puis à divers exercices avec la Royal Navy, la Marina Militare italienne, la Marine nationale française et l’Armada del Uruguay. Après l’arrivée du Veinticinco de Mayo (V-2) racheté aux Pays-Bas le 15 octobre 1968 et commissionné le 22 août 1969 après un changement de chaudières, l’Independencia est proposé sans succès à la Marina de Guerra del Perú, placé en réserve puis mis à la ferraille en 1971.
L’ARA Veinticinco de Mayo, d’un tonnage sensiblement égal à son prédécesseur est équipé à l’origine de Skyhawk, de Grumman S-2 Tracker et d’hélicoptères SH34. En 1980, son pont d’envol est renforcé afin d’embarquer des Super-Étendard. Durant la guerre des Malouines (Guerra de las Malvinas), le Veinticinco de Mayo est prépositionné le 1er mai 1982, au nord des îles avec le General Belgrano au sud.
La Royal Navy assigne le SNA HMS Spartan à la chasse au porte-avions et, éventuellement, sa destruction. Le lendemain, le Veinticinco de Mayo échoue en raison de sa faible vitesse (25 nœuds) à lancer une bordée de Skyhawk contre la flotte anglaise, détectée par ses Grumman S-2 Tracker. Néanmoins, le bâtiment reste sur zone plusieurs jours, échappant à une torpille lancée du HMS Splendid avant de retourner au port. En 1983, le Veinticinco de Mayo est modifié mais, peu après, des problèmes de propulsion confinent le plus souvent le navire à Puerto Belgrano avec une immobilisation totale à partir de juin 1986. Dans les années 1990, deux projets de remise en service sont étudiés, mais dans l’impossibilité financière de les réaliser, l’Argentine retire du service le porte-avions en 1997 avant de l’envoyer au démantèlement à Alang (Inde) en 1999.
Retirés
- 1 CATOBAR CV (ARA Independencia (V-1), ex-HMS Warrior (R31), 1959-1970) ;
- 1 CATOBAR CV (ARA Veinticinco de Mayo (V-2), ex-HNLMS Karel Doorman, ex-HMS Venerable (R63), 1969-1997).

### Australie

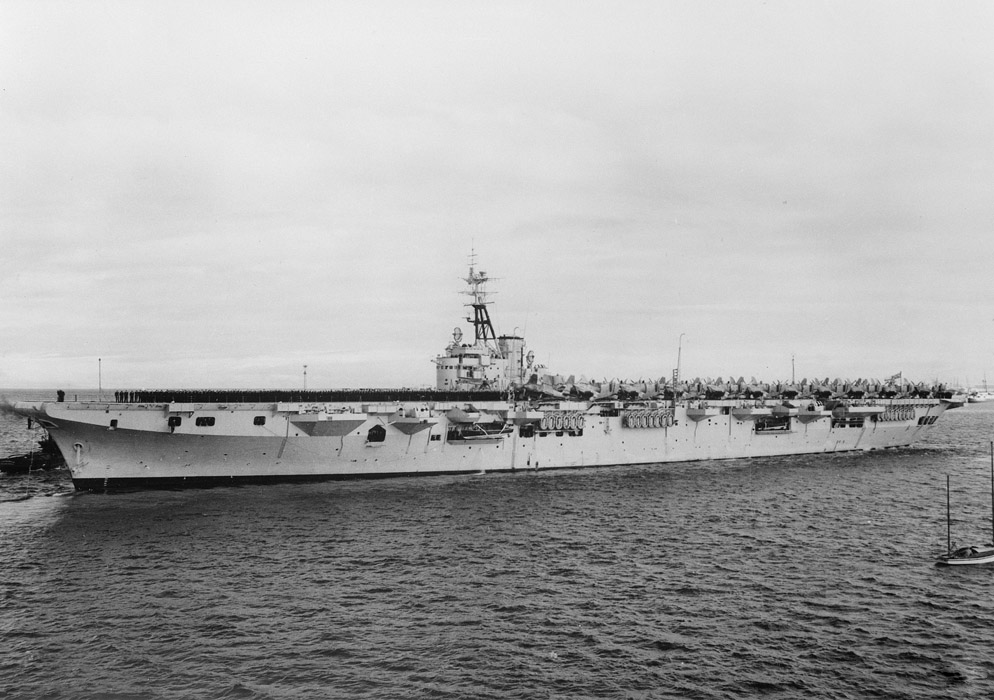
L'HMAS Sydney à Port Melbourne (20 mai 1949).

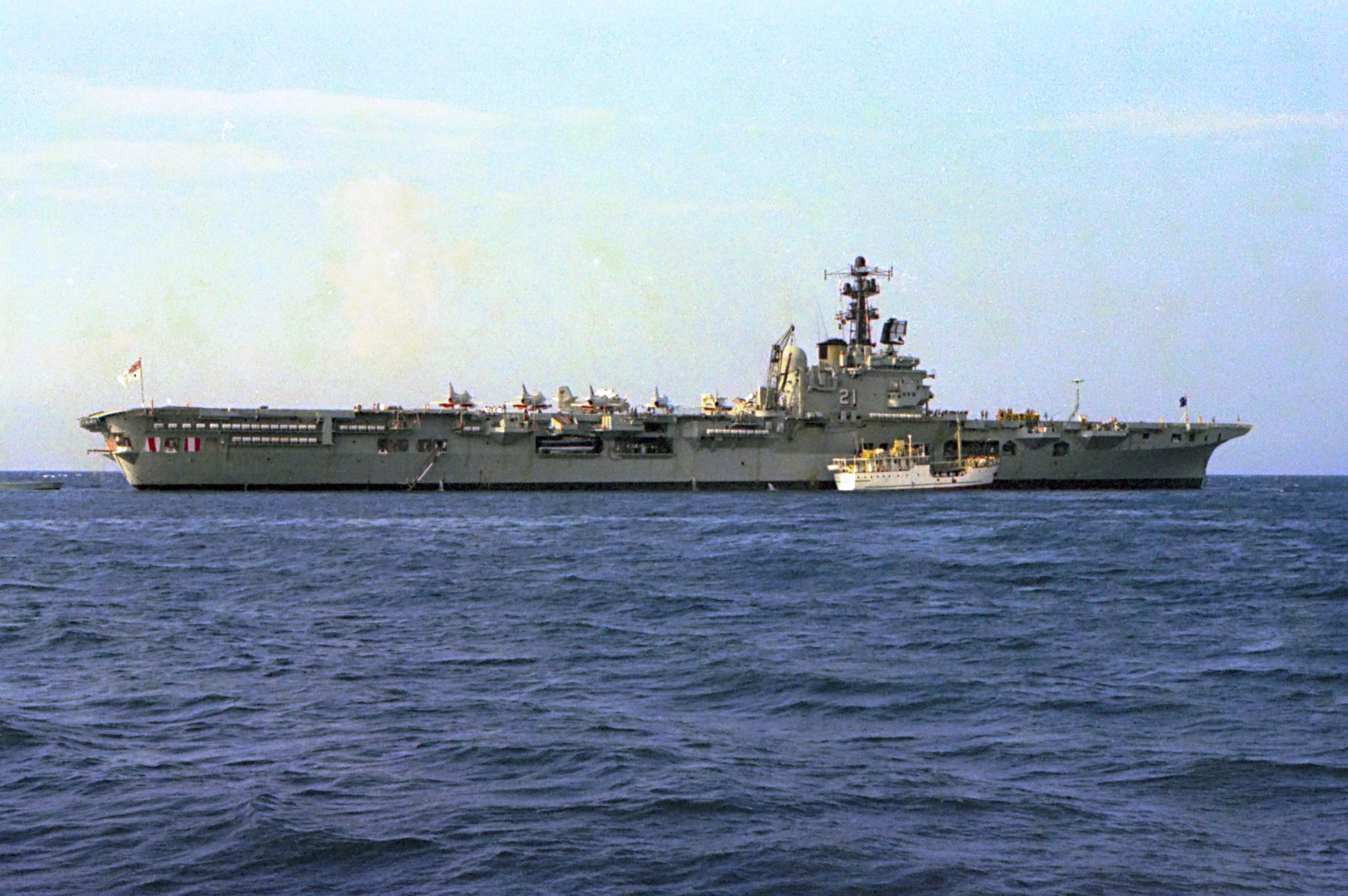
L'HMAS Melbourne au mouillage à Honiara (avril 1980).

De 1928 à 1933, l’Australie dispose d’un transport d'hydravions de construction locale, l'HMAS Albatross. Durant la guerre du Pacifique, c’est la Royal Navy qui fournit l’essentiel des bâtiments de haute mer de l’ex-marine coloniale. Il faut attendre la fin de la Seconde Guerre mondiale pour qu’un rapport du comité de défense recommande à la Royal Australian Navy (RAN) de s’articuler autour de task-forces comprenant jusqu’à trois porte-avions (deux en service et un en réserve).
En juin 1947, des considérations budgétaires réduisent à deux les bâtiments achetés pour 2,75 millions de livres : l’HMS Terrible et son sister-ship de classe Majestic l’HMS Majestic. Plus avancé en construction, le Terrible est terminé sans modifications et commissionné le 16 décembre 1948 sous le nom d'HMAS Sydney tandis que le Majestic ne l’est que le 28 octobre 1955 sous le nom d'HMAS Melbourne et qui est doté d’un pont oblique à 5° et d’une catapulte. Le Sydney de 15 740 t embarque à l’origine 2 escadrons de Firefly (816 Squadron) et de Sea Fury (805 Squadron) de la Fleet Air Arm, qui seront complétés par d’autres aéronefs lors d’exercices au Royaume-Uni de juillet à décembre 1950 puis dans les eaux australiennes de janvier à septembre 1951. À partir de cette date, le navire remplace le HMS Glory pour suppléer les forces de l’ONU déployées durant la guerre de Corée. Il s’acquitte de sept patrouilles durant 64 jours de mer, dont plusieurs au combat. Notamment, la seconde, du 18 au 26 octobre 1951, qui totalise 389 sorties, 96 280 tirs de munitions et 1 472 de roquettes, et le largage de 43 tonnes de bombes.
On retrouve le Sydney au large des îles Montebello (Australie de l’Ouest) pour surveiller le 1er essai nucléaire britannique (Opération Hurricane), le 3 octobre 1952. Le 22 avril 1955, il transfère son aviation embarquée sur le Melbourne, est confiné à l’entraînement, rôle dévolu jusqu’alors au HMAS Vengeance loué à la Royal Navy de 1952 à 1955, puis est placé en réserve le 30 mai 1958,.
Désormais navire amiral, le Melbourne dispose de huit chasseurs Sea Venom, de seize Fairey Gannet de lutte anti-sous-marine (ASM) à ailes fixes et jusqu’à deux hélicoptères Bristol Sycamore. En prévision de son obsolescence à la fin des années 1950, la Royal Australian Navy envisage l’achat d’appareils français et italiens voire d’un nouveau porte-avions (l’HMS Albion ou un navire américain de la classe Essex). Finalement, en 1959, il est décidé que le Melbourne devienne un porte-hélicoptère à l’issue de sa modernisation de 1963 avec vingt-sept Westland Wessex remplaçant les avions. Après une nouvelle rénovation du 22 novembre 1967 au 24 novembre 1968 sont embarqués jusqu’en 1972 quatre (puis huit) chasseurs-bombardiers A-4G Skyhawk, six Tracker et dix hélicoptères ASM Westland Wessex (puis dix Sea King).
Le remplacement du Melbourne fait régulièrement surface en raison des coûts de maintenance du navire avec les offres ou projets d’acquisition du HMS Hermes en 1966, d’un STOVL CV de 1977 à 1981 (un LHD Iwo Jima modifié.
Après deux autres modernisations de novembre 1972 à juillet 1973 puis en 1978 (pour le faire durer jusqu’en 1985), le porte-avions est finalement retiré du service le 30 juin 1982. Durant sa carrière, le Melbourne est déployé hors-Australie à trente-cinq occasions, fait escale dans vingt-deux pays mais perd ou endommage une trentaine d’avions, heurte et coule deux bâtiments d’escorte : les destroyers HMAS Voyager le 10 février 1964 (82 morts) puis l’USS Frank E. Evans le 2 juin 1969 (74 morts). 
Malgré de nouveaux projets d'achat, un exemplaire du Giuseppe Garibaldi ou du futur Príncipe de Asturias) puis du HMS Invincible, bradé à 285 millions de dollars en 1981, le 14 mars 1983, le gouvernement annonce que le Melbourne ne serait pas remplacé. 
Dès lors, la Royal Australian Navy glisse du rang de 1re marine de l’océan Pacifique au 6e jusqu’en août 2005 date à laquelle est lancé l’Amphibious Ship Program d’acquisition de deux LHD. Deux unités, les HMAS Canberra et Adelaide, basées sur le Juan Carlos I espagnol, ont respectivement été mis en service les 28 novembre 2014 et 4 décembre 2015. Ils devraient embarquer des F-35.
Retirés
- 1 CATOBAR CV (HMAS Sydney (R17), ex-HMS Terrible de classe Majestic, 1948-1958) ;
- 1 CATOBAR CV (HMAS Vengeance (R71), ex-HMS Vengeance de classe Colossus, 1952-1955) ;
- 1 CATOBAR CV (HMAS Melbourne (R21), ex-HMS Majestic de classe Majestic, 1955-1982).

En service
- 2 STOVL CV de la classe Canberra sur le modèle du Juan Carlos I construit par Navantia pour l’Armada espagnole[18],[19].
  - le HMAS Adelaide
  - le HMAS Canberra

### Brésil

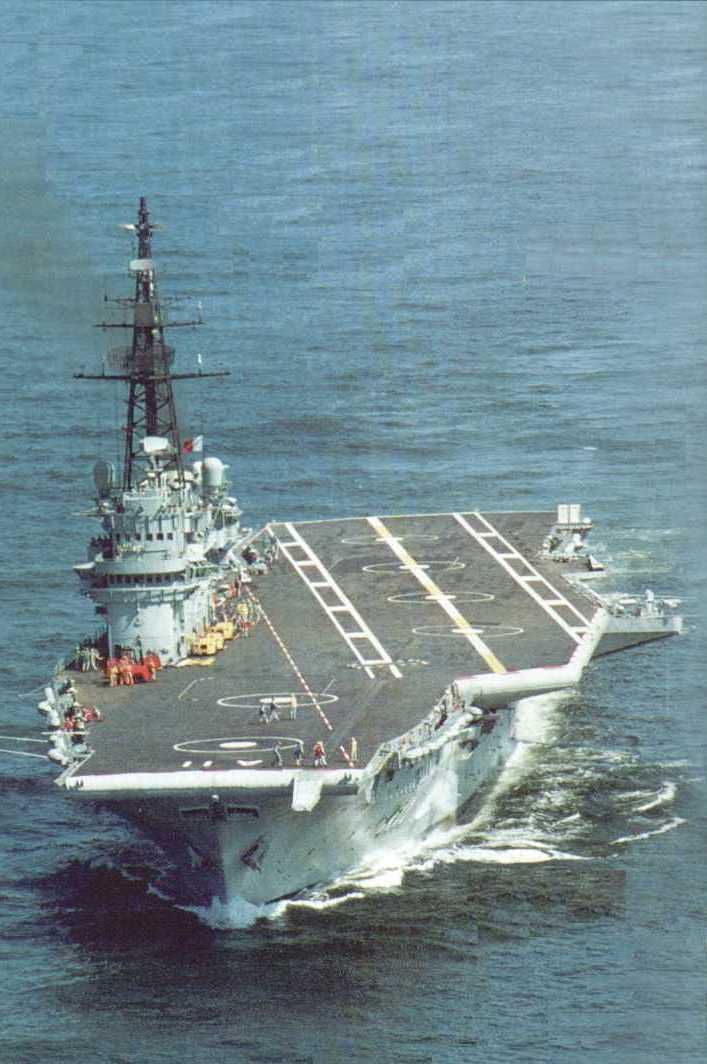
Le NAeL Minas Gerais

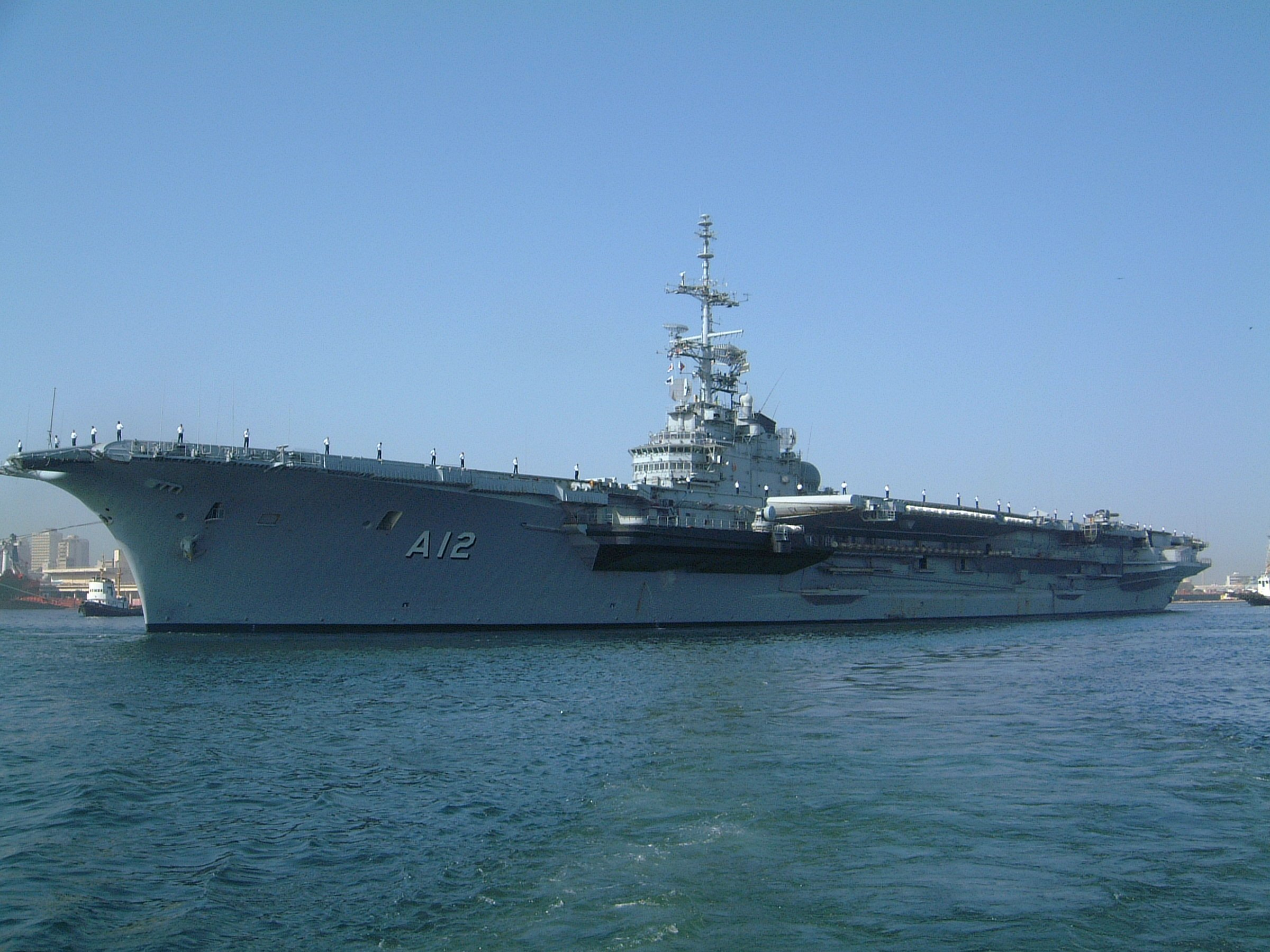
Le NAeL São Paulo au mouillage

La Marine brésilienne (Marinha do Brasil) est, depuis les années 1950, la plus importante d’Amérique latine. Son premier porte-avions (Navio-Aeródromo) est un bâtiment datant de 1945, l’ex-HMS Vengeance, appartenant à la classe Colossus. Les dimensions et vitesse maximale des bâtiments de cette classe étant trop modestes pour des emplois de première ligne, la Royal Navy les relègue dans les rôles secondaires de porte-avions ASM et de porte-hélicoptères d’assaut. Après avoir été prêté à la Marine australienne au milieu des années 1950, HMS Vengeance est acquis par le Brésil en décembre 1956, pour 9 millions de dollars, sous la présidence de Juscelino Kubitschek. Ce dernier lui donne le nom de sa province d’origine, Minas Gerais, pour contenter à la fois la Marinha do Brasil et la Força Aérea Brasileira. Le porte-avions est remis en service en 1960 après une refonte complète aux Pays-Bas, où il reçoit un nouvel armement, un radar américain, un bloc passerelle (îlot) agrandi, une catapulte à vapeur, et une piste oblique inclinée à 8,5°, et qui coûte 27 millions de dollars. En raison d’un désaccord majeur entre les deux armées rivales (la marine et la force aérienne), le Minas Gerais n’est autorisé à déployer que des appareils à voilures tournantes et des avions de lutte anti-sous-marine, à l'exclusion des avions de chasse. Son parc aérien comprend donc 4 à 6 Sea King, jusqu’à 5 hélicoptères de transport Puma, des Fennec et 6 Grumman S-2 Tracker.
Il poursuit donc sa mission principale de lutte anti-sous-marine, jusques et y compris dans les années 1990, après sa refonte de 1976-1981. Du 13 au 24 janvier 2001 ont enfin lieu les premiers appontages et catapultages de chasseurs (3 A-4U Skyhawk) sur le pont d’envol du Minas Gerais (exercice Catrapo). Limité par ses performances, le Minas Gerais (A11) (ayant effectué sa dernière sortie en mer le 16 février 2001) est désarmé le 15 novembre 2001, le jour même où la Marinha do Brasil réceptionne le São Paulo (A12) dans sa flotte (ce dernier ne sera commissionné qu’en février 2002). Proposé sans succès (à cause de son mauvais état) à l’Argentine, qui l’a utilisé pour l’entraînement de ses propres pilotes pendant que le Veinticinco de Mayo connaissait des problèmes de machine (propulsion), le bâtiment est (en 2004) toujours à quai, à Rio de Janeiro avec 350 hommes à bord, avant d’être mis à la ferraille à Alang (Inde) à l’âge de 45 ans.
Alors âgé de 38 ans, l’ex-Foch est acheté en 2001, pour 90 millions de francs français, à la Marine nationale française. Bien que cantonné, pour des raisons budgétaires, à des missions côtières, le São Paulo, basé à Porto do Santos, participe de temps en temps à des missions hauturières (telle l’opération internationale ARAEX) et sert à nouveau à l’entraînement des pilotes de la Fuerza Aérea Argentina et de la Força Aérea Brasileira, cette dernière avec son avion d'attaque au sol léger italo-brésilien AF-1. Si le groupe aérien embarqué (Destacamento Aéreo Embarcado) présente une certaine crédibilité sur le plan militaire, pour sa part le bâtiment accuse sérieusement son âge et il est retiré du service en février 2017.
Retiré
- 1 CATOBAR CV (NAeL Minas Gerais, (ex-HMS Vengeance (R71), ex-HMAS Vengeance de classe Colossus, 1960-2001)).
- 1 CATOBAR CV (NAeL São Paulo, (ex-Foch, 2000-2017)).

En service
- Navire d'assaut amphibie brésilien Atlântico, ex-HMS Ocean (L12)

### Canada

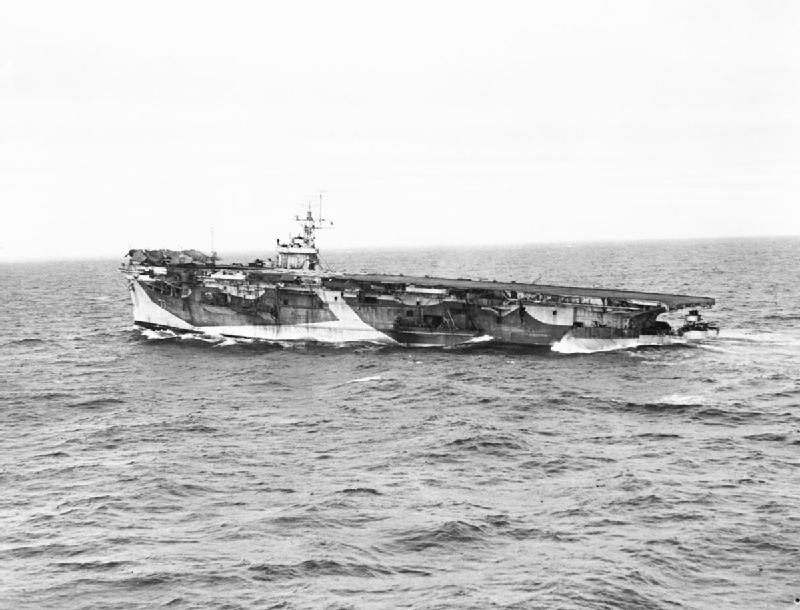
Le après son torpillage le 22 août 1944 par un U-Boot

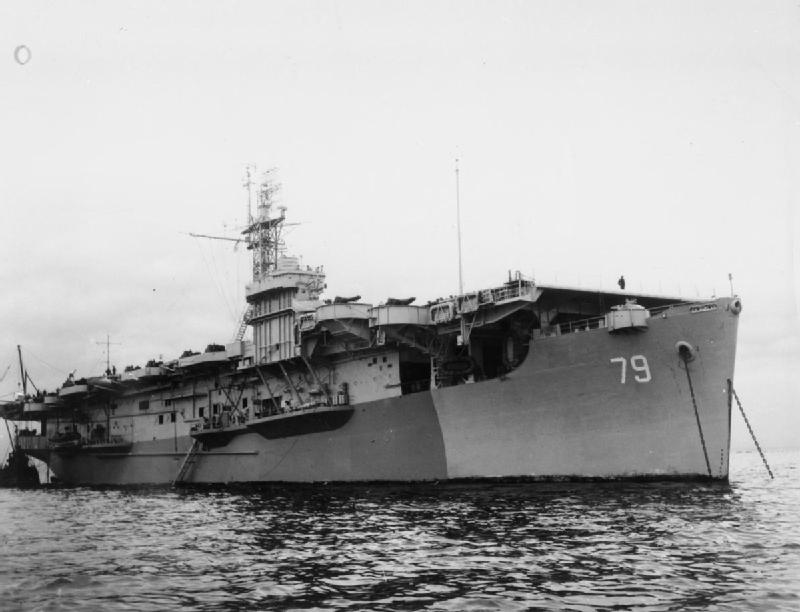
Le HMS Puncher, armé par le Canada

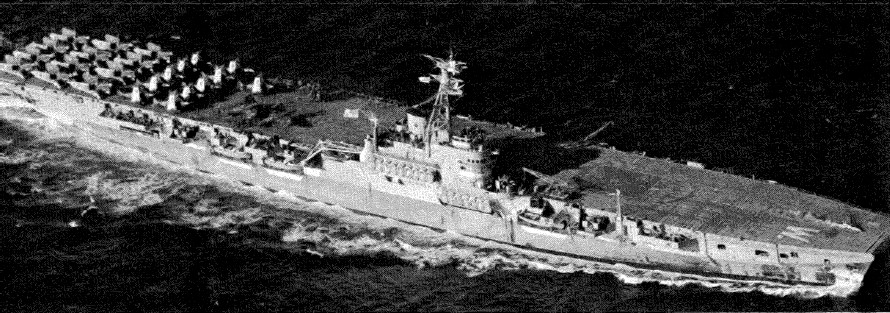
Le HMCS Warrior en 1947

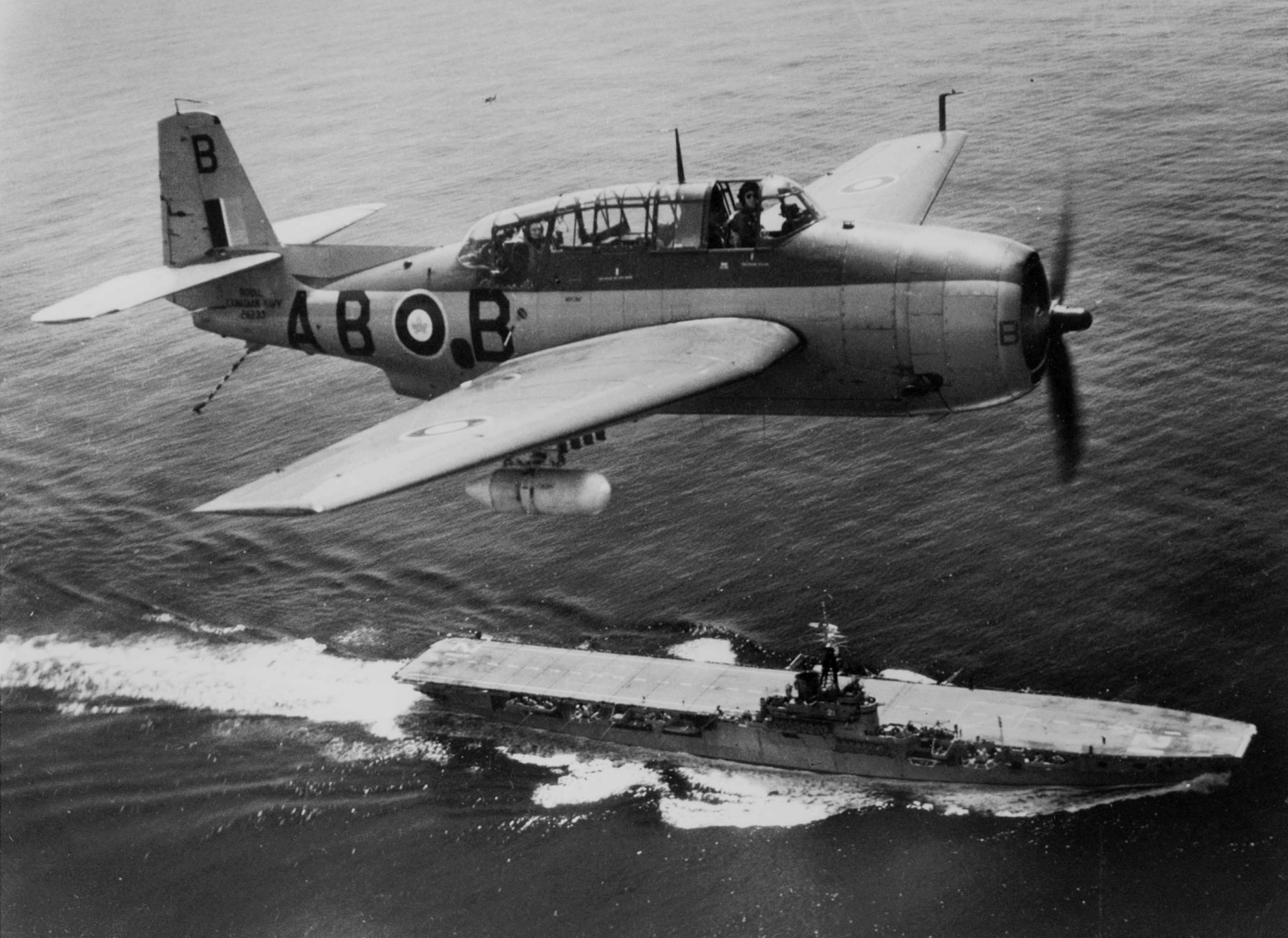
Avion Avenger en vol au-dessus du en mer en 1953

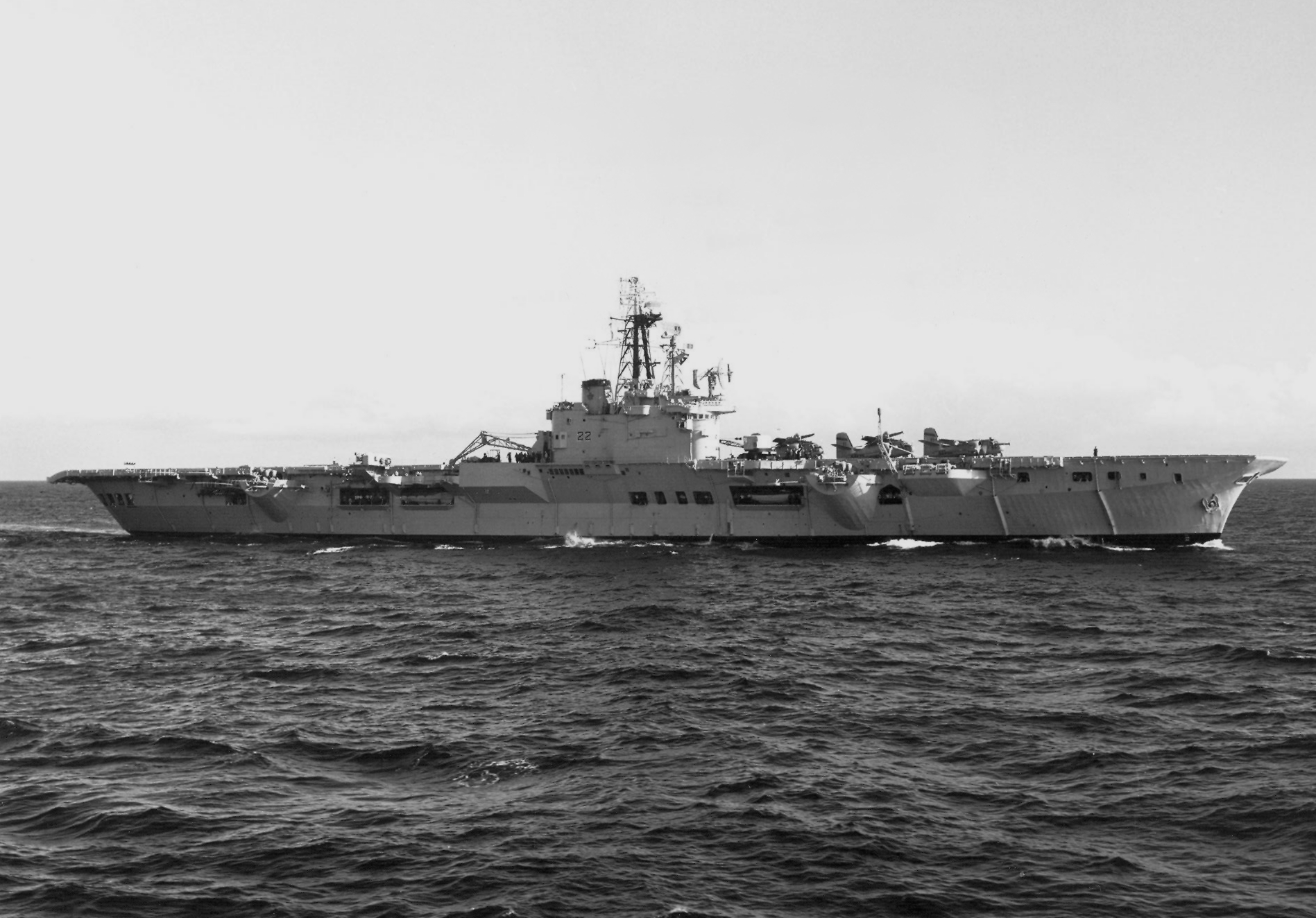
Le en mer en 1961, photo prise depuis le USS Essex (CV-9).

La Marine royale canadienne a disposé au total de cinq porte-avions de 1943 à 1970 dont deux porte-avions d'escorte durant la bataille de l'Atlantique qui bien que sous pavillon britannique avait des équipages canadiens. Dès mai 1944, il est décidé que la Marine royale canadienne doit avoir un rôle accru dans l’océan Pacifique et ne peut plus se contenter de ses précédents porte-avions d'escorte. L’État-major recommande donc le retour du Nabob et du Puncher à la Royal Navy (ce qui sera fait en 1946) et la location avec option d’achat des HMS Warrior et Magnificent en mai 1945. Le NCSM Warrior (R31) de 18 300 tonnes est commissionné le 24 janvier 1946 et arrive à la base navale d’Halifax le 31 mars avec ses 37 aéronefs (Seafire et Firefly). Du fait de son inaptitude à opérer par grand froid dans le nord de l’océan Atlantique, le Warrior est transféré en novembre à la base navale d’Esquimalt sur l’océan Pacifique. Par ailleurs, il est désormais clair que la Marine royale canadienne ne peut financièrement mettre en œuvre deux porte-avions, si bien que le Warrior passe l’hiver 1947 à l’entraînement, en attendant son sistership le HMS Magnificent. Le bâtiment de 19 500 tonnes est commissionné le 4 avril 1948 à Halifax sous le nom de NCSM Magnificent et le surnom de « Maggie » avec à son bord des Sea Fury, Firefly et des hélicoptères et passe 9 ans autour du monde (Oslo, La Havane, Lisbonne, San Francisco, etc.) tout en participant aux manœuvres OTAN Mainbrace et Mariner. Le 20 mars 1949, débutant sur le Magnificent, une vague de mutineries touche deux autres navires de la Marine royale canadienne. Le Magnificent subit une rénovation majeure de décembre 1951 à avril 1952 avant d’être transformé en ferry sous l’indicatif RML21 en 1954, tout en poursuivant ses opérations aéronavales jusqu’au 10 octobre 1956. Improvisé transport de troupes, il participe dès le 29 décembre 1956 aux opérations de maintien de la paix de l’ONU durant la crise du canal de Suez, avant d’être retiré du service le 14 juin 1957 et retourné à la Royal Navy. Quelques mois plus tôt, le 17 janvier 1957, l’HMS Powerful (R95) de 19 920 t, est commissionné sous le nom de NCSM Bonaventure (CVL 22) et le surnom de « Bonnie ». La construction du Powerful s’interrompt trois mois avant son lancement en 1945, se termine en 1952 avec des ajouts notables : catapulte, système d’appontage et pont oblique, d’où un sensible accroissement de la surface du pont d’envol. Néanmoins, les 34 Banshee d’attaque, Tracker et hélicoptères HO4S de lutte anti-sous-marine (ASM) sont à l’étroit. Ce qui n’empêche pas dès 1958 à l’aviation embarquée du NCSM Bonaventure de conduire des SUSTOP (SUSTained OPerations) continues avec quatre Tracker et deux HO4S surveillant en permanence une zone de 670 km², comme assigné par l’OTAN : contrôle du nord de l’océan Atlantique, chasse aux sous-marins soviétiques et soutien aux destroyers et frégates ASM. En septembre 1962, les Banshee sont retirés du service et remplacés par 6 hélicoptères Sea King, plus conformes à la mission de souveraineté que des jets. Cependant, le Bonaventure prend également part à la flotte de patrouille lors de la crise des missiles de Cuba fin octobre 1962 et à l’opération de maintien de la paix à Chypre en mars 1964. Après une rénovation majeure au début 1963, le bâtiment subit une refonte de mi-vie d’avril 1966 à septembre 1967. Malheureusement, le 1er février 1968, la Marine royale canadienne est dissoute et intégrée dans les Forces canadiennes sous le nom de Maritime Command (MARCOM) tandis que le 3 avril 1969, le gouvernement annonce « une réduction progressive de la contribution du Canada à l’OTAN ». Le sort est joué pour le Bonaventure, qui compte pour la moitié des forces mises à disposition de l’Alliance atlantique. Le dernier appontage a lieu le 28 octobre 1969 et le bâtiment est retiré du service le 3 juillet 1970 puis envoyé à la ferraille fin 1971. Actuellement, le MARCOM hésite entre missions de souveraineté et opérations expéditionnaires et pourrait se doter d'un navire amphibie.
Retirés
- 1 CATOBAR CV (HMS Nabob (D77), ex-USS Edisto (CVE-41) de classe Bogue, appartenant à la Royal Navy et armée par la Marine royale canadienne, 1943-1944)[25] ;
- 1 CATOBAR CV (HMS Puncher (D79), ex-USS Willapa (CVE-53) de classe Bogue, appartenant à la Royal Navy et armée par la Marine royale canadienne, 1944-1946) ;
- 1 CATOBAR CV (HMCS Warrior, ex-HMS Warrior de classe Colossus, 1946-1948) ;
- 1 CATOBAR CV (NCSM Magnificent (CVL 21) de classe Majestic, 1948–1957) ;
- 1 CATOBAR CV (NCSM Bonaventure (CVL 22), ex-HMS Powerful de classe Majestic, 1957-1970).

Envisagé
- 1 LHD ou un LPD (NCSM ?)

### Chine

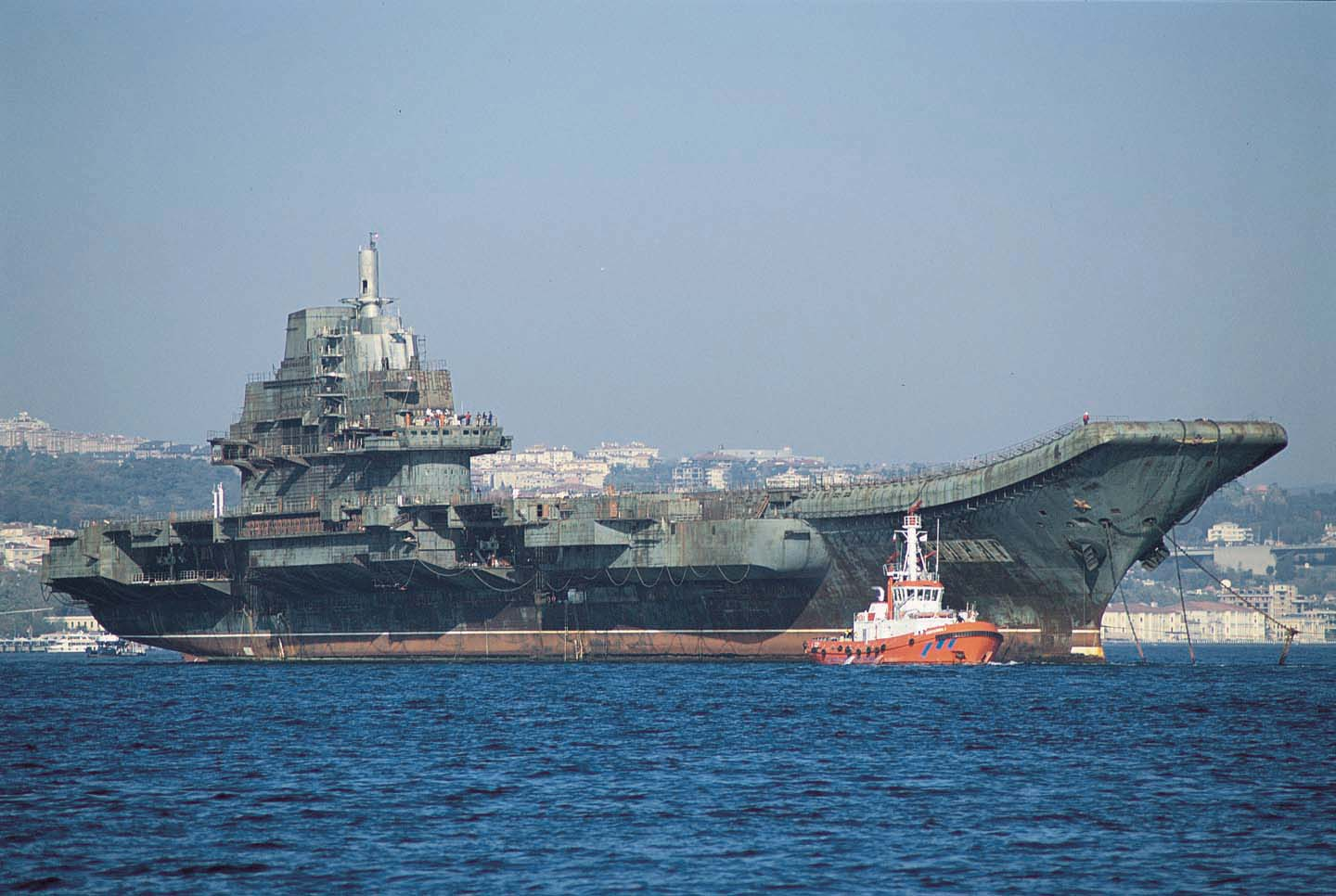
Le Liaoning (16).

De 1982 à 1997, l’amiral Liu Huaqing, en tant que commandant en chef de la Marine de l’armée populaire de libération puis vice-président de la commission centrale militaire, a la possibilité de mettre en pratique sa doctrine en deux phases de passage d’une marine de souveraineté (eaux territoriales plus détroit de Taïwan et mer de Chine méridionale) en 2000 à une force de haute mer dans l’ouest de l’océan Pacifique en 2010. Pour diverses raisons (financement insuffisant de la marine, absence de savoir-faire, visées territoriales sur Taïwan, etc.), ces plans ne se réalisent pas. Dans les années 1990, la marine chinoise se laisse courtiser par la France, la Russie, l'Espagne,, l'Ukraine et l'Argentine avec pour but d'obtenir un porte-avions de seconde main ou les plans pour en construire un. La rétro-ingénierie est utilisée sans succès sur le HMAS Melbourne australien de 15 000 t acheté en 1985 et les porte-aéronefs Minsk et Kiev russes livrés en juin 1998 et mai 2000. De 1997 à 2000, une série d’articles rapportent que la Chine aurait décidé de construire son propre porte-hélicoptères, puis 2 porte-avions pour 2009, enfin un bâtiment de 48 000 t doté de 34 Su-27K pour 2005. Le porte-avions ukrainien Varyag de 67 500 t, sistership de l'Amiral Kuznetzov russe, acheté 20 millions de dollars (19 millions d'euros) en 2000 par une société de Macao pour être transformé en casino flottant, rejoint finalement la république populaire de Chine pendant l'hiver 2002. De type STOBAR CV, le Varyag, renommé Shi Lang, puis finalement "Liaoning (16)" résoudrait le problème de l'acquisition de catapultes, technique sous monopole américain. Aujourd'hui en travaux dans un chantier de Dalian, le navire est peint en gris clair, livrée officielle de la marine chinoise. La plupart des experts estiment alors que la finition des 30 % restants du Liaoning (16) est hors de portée de la technique chinoise (problèmes de corrosion, absence de moteurs et d'équipements, etc.) mais pourrait servir de bâtiment d'entraînement ou de plan à un futur porte-avions,. En effet, on prête à la république populaire de Chine l'intention de mettre en œuvre des porte-avions, à la suite des déclarations de Sun Laiyan, directeur général du Bureau d'État de la navigation en octobre 2006 : « La Chine, dont les eaux territoriales s'étendent à plus de 3 millions de kilomètres carrés, est sans nul doute un grand pays maritime. Avec la croissance rapide de son industrie de construction navale, elle sera capable petit à petit de construire ce genre de bâtiment de guerre ». En effet, avec 424 bâtiments de combat pour 788 870 t au 1er janvier 2005, la marine chinoise est la 3e au monde par le tonnage et prétend accéder au statut de puissance navale globale. Au-delà, elle ambitionne d'assurer la protection de ses lignes maritimes (approvisionnement en pétrole et gaz) et d’asseoir son influence sur la mer de Chine méridionale, l'Océan Indien et de peser sur Taïwan, ce qu'un porte-parole de la Marine de l’armée populaire de libération traduit fin 2008 par : les porte-avions sont « un reflet de la force générale d'une nation et doivent répondre aux besoins de la marine du pays (...). La Chine possède un long littoral, et la sauvegarde de la sécurité maritime du pays et de la souveraineté des régions côtières et des mers territoriales relève du devoir sacré des forces armées de Chine ».
Le 7 juin 2011, Chen Bingde, chef d'état-major des armées chinoise confirme qu'un porte-avions de construction nationale est en chantier. Fin juillet, une source anonyme déclare que « Deux porte-avions sont en cours de construction dans le chantier naval de Jiangnan près de Shanghai et l’on estime que l'armée populaire de libération pourrait mettre en service un navire de 48 000 t vers 2015 (« Plan 9985 » ou « Projet 9935 »)
Les premiers essais en mer du Liaoning (16) ont commencé le 10 août 2011 débute ses essais en mer en 2012.
Le 26 août 2012 au matin, le conflit de la Chine continentale et Taïwan contre le Japon sur les îles Diaoyu précipitent les choses. Le porte-avion Liaoning (16) stationné à Dalian est présenté à la population, via les journaux, comme prêt pour partir vers les îles. Il entre en service actif un mois plus tard, le 24 septembre 2012.
Le 31 décembre 2015, le ministère de la défense chinois confirma la construction d'un porte-avions à propulsion classique à Dalian.
En service
- 1 STOBAR CV (Liaoning, ex-Varyag russe racheté en 2000) de 60 000 tonnes à propulsion classique, doté d'un tremplin et d’une piste oblique avec brins d’arrêt. Début 2016? il n’a encore participé à aucune grande manœuvre internationale et n'est toujours pas considéré comme opérationnel par les marines occidentales. Long de 304 mètres et affichant un déplacement d’environ 60 000 tonnes en charge, le Liaoning devrait pouvoir à terme mettre en œuvre jusqu’à 40 hélicoptères et avions, dont des chasseurs bombardiers J-10 et des intercepteurs Shenyang J-15 (version chinoise du Su-33 russe)[40].
- 1 STOBAR CV (Shandong) de 70 000 tonnes et 315 m à propulsion classique, doté comme le premier porte-avions chinois d’un tremplin et d’une piste oblique avec brins d’arrêt[42]Le porte-avions est finalement admis au service actif le 17 décembre 2019 à sa base de Yulin, sur l’île de Hainan[43].

En essai
- 1 CATOBAR CVN, le Fujian (18) est en essai en mer depuis mai 2024, construit au Chantier naval de Jiangnan pour une mise en service fin 2025[44].

Envisagés
Depuis la fin des années 2000, des responsables chinois annoncent leur intention de se doter de quatre porte-avions à moyen terme. Le quatrième prévu pour être opérationnel au cours de la décennie 2020-2030 serait doté d'une propulsion nucléaire, il pourrait être développé sur la base des plans de l’Ulyanovsk russe (300 mètres, 85 000 tonnes), mis sur cale en 1988 et abandonné en 1991 après la chute de l’URSS. En 2017, des experts chinois estiment que l’objectif final est une flotte de six porte-avions.

### Corée du Sud

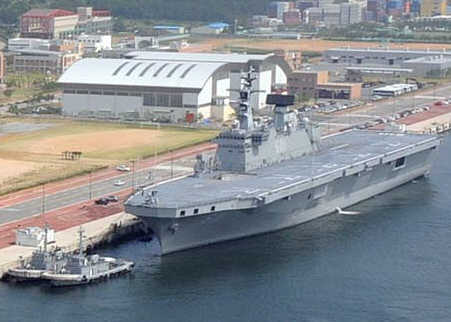
Le Dokdo en 2009.

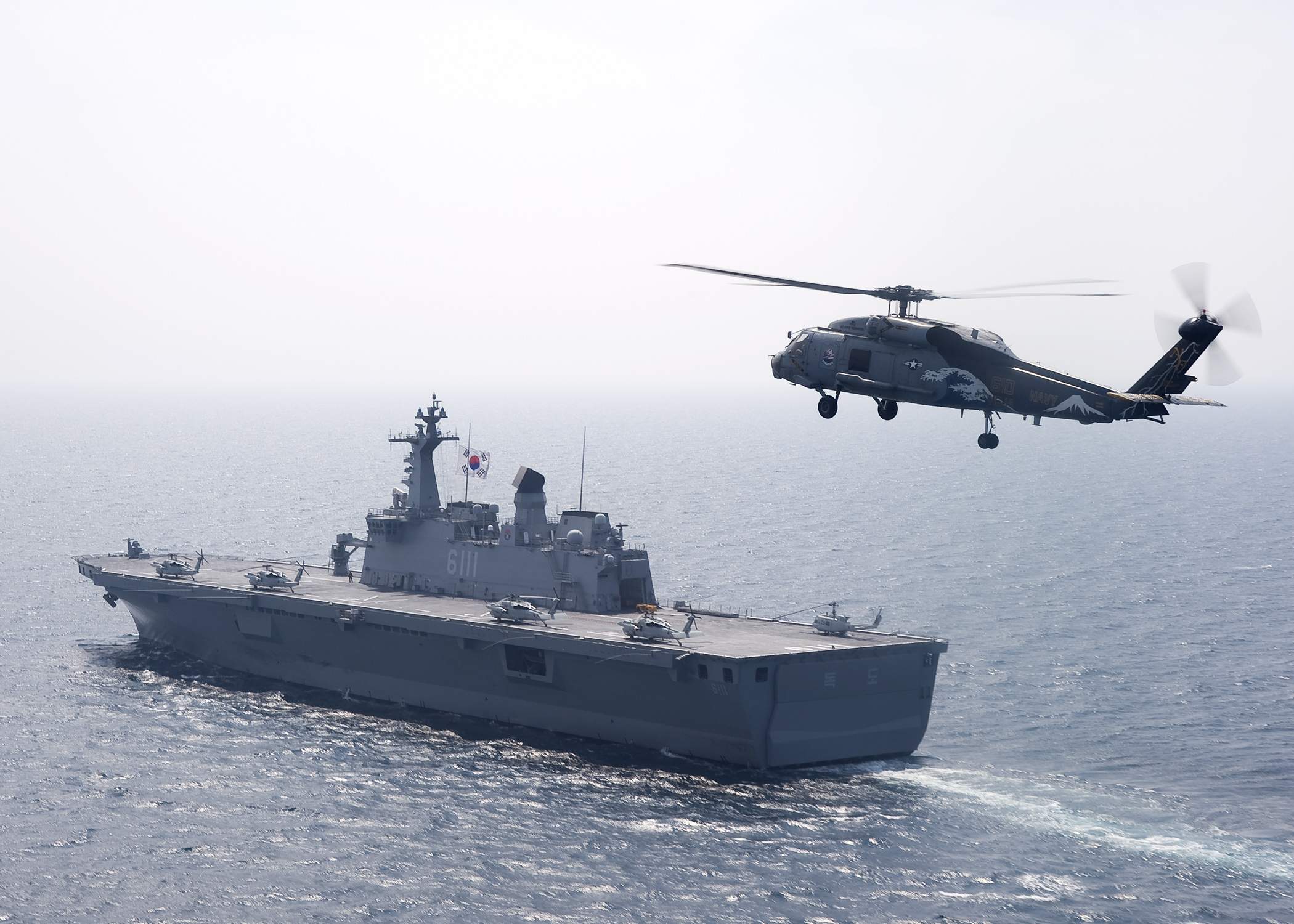
Un SH-60F Sea Hawk se posant sur le Dokdo (LPH 6111) en 2010

Avec un petit retard sur le Japon, la Corée du Sud annonce en mars 2001 par la voix de son président Kim Dae Jung que sa Marine (ROKN) « défendra ses intérêts nationaux sur les cinq océans en défendant la paix mondiale ». Le 16 septembre 2002, un document du ministère de la Défense nationale adressé au comité pour la Défense nationale confirme la construction de deux bâtiments amphibies de 14 340 t, le LP-X, dont la tête de série est le Dokdo.
Fin 2004, le programme est officiellement lancé. Similaire au projet BPC 160 de 16 700 tonnes de DCNS, proche de lpm9a classe Osumi japonaise, la classe Dokdo affiche un déplacement nettement plus élevé de 18 860 tonnes à pleine charge et dispose d’infrastructures de commandement (C4ISR) surdimensionnées pour un simple LHD censé mettre en œuvre dix hélicoptères UH-60 (dont cinq simultanément). Comme Tokyo, Séoul avance donc à pas de loup vis-à-vis de son opinion publique, le dessin de la proue permettant aisément l’adjonction d’un tremplin pour AV-8B Harrier II ou autres F-35 et le pont d’envol de 200 mètres est renforcé à cet effet contre la chaleur des tuyères. Au même moment, l’US Navy encourage la création de forces de projections régionales tout en laissant à ses porte-avions le contrôle effectif des mers.
En service
- 2 LPH (Dokdo[51] et Marado).

Le Marado a été annulé puis son budget a été restauré en 2012. Il est entré en service en 2021.
L'annulation avalisée par le président Lee Myung-bak (2008 - 2013) de la commande du troisième LPX, le Baengnyeongdo, aurait servi à dégager des ressources au lancement du programme LPX-II.

### Égypte
Lors de l'implication russe dans la crise ukrainienne de 2013-2014, la France décide d'annuler la livraison à la Russie et de vendre les deux bâtiments à l'Égypte,,.
En service actif
- 2 LHD de la classe Mistral :
  - le Gamal Abdel Nasser (ex Sebastopol, livré le 2 juin 2016 à la marine égyptienne qui devient la première marine d'Afrique et du Proche-Orient à mettre un LHD. Ce BPC reçoit les hélicoptères d'attaque Kamov Ka-52K initialement destinés aux BPC russes[56]
  - le Anouar el Sadate (ex Vladivostok), livré le 16 septembre 2016.

### Espagne

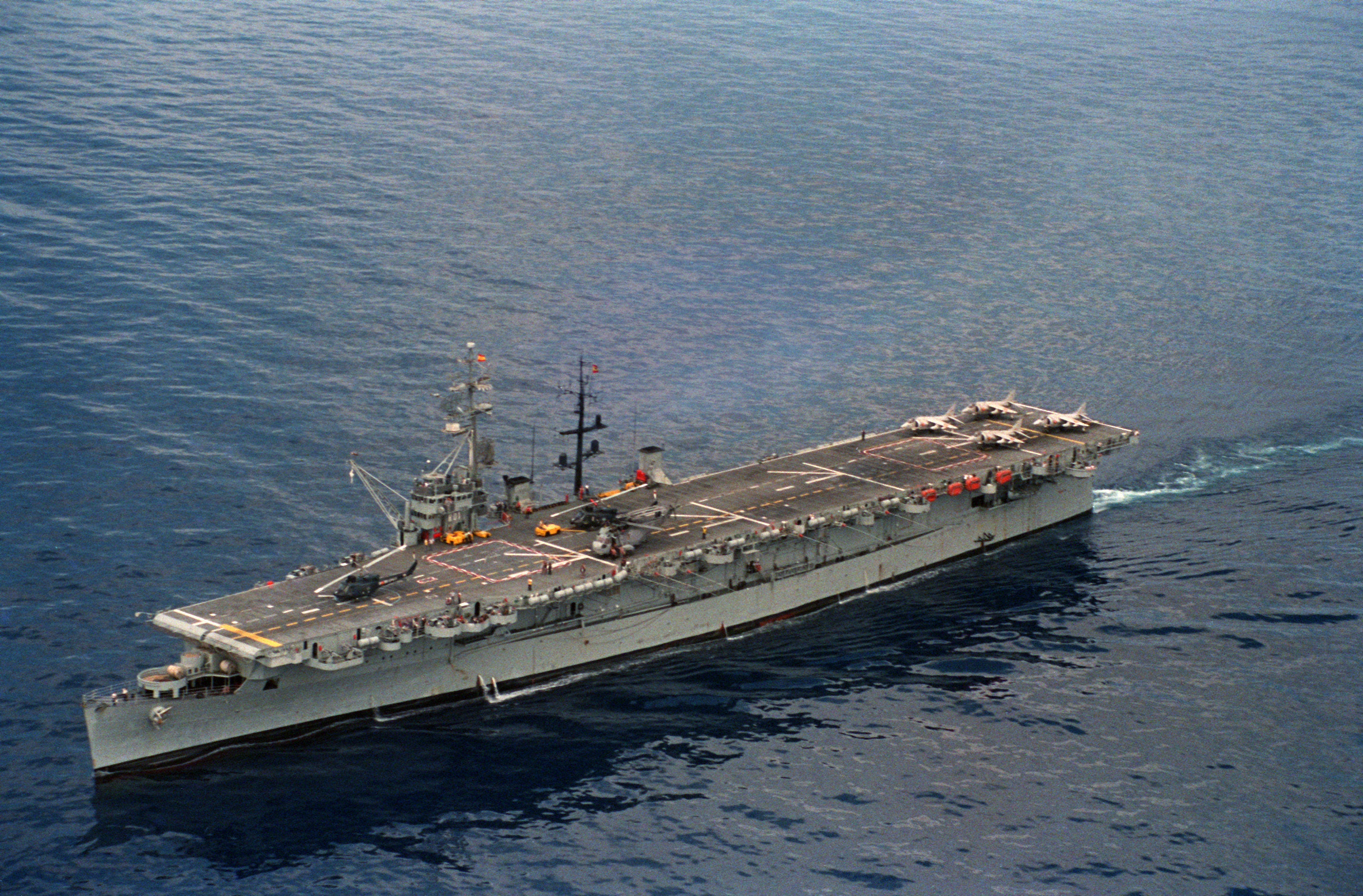
Le Dédalo (R01) (1 juin 1988)

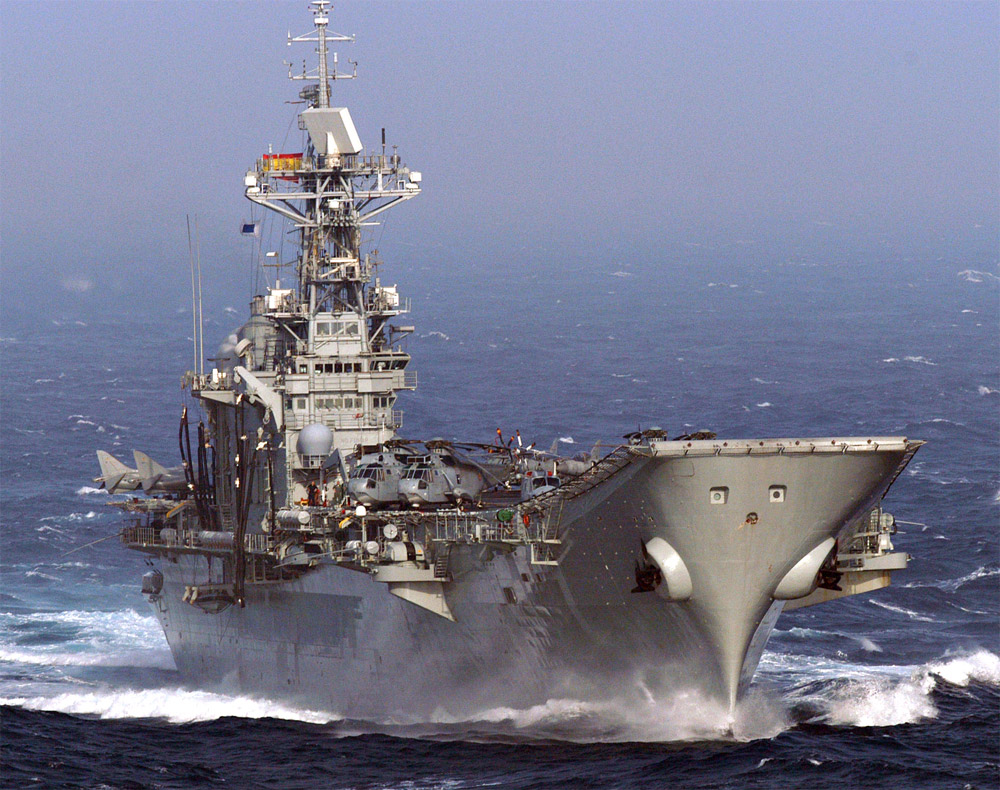
Le Príncipe de Asturias (R11)

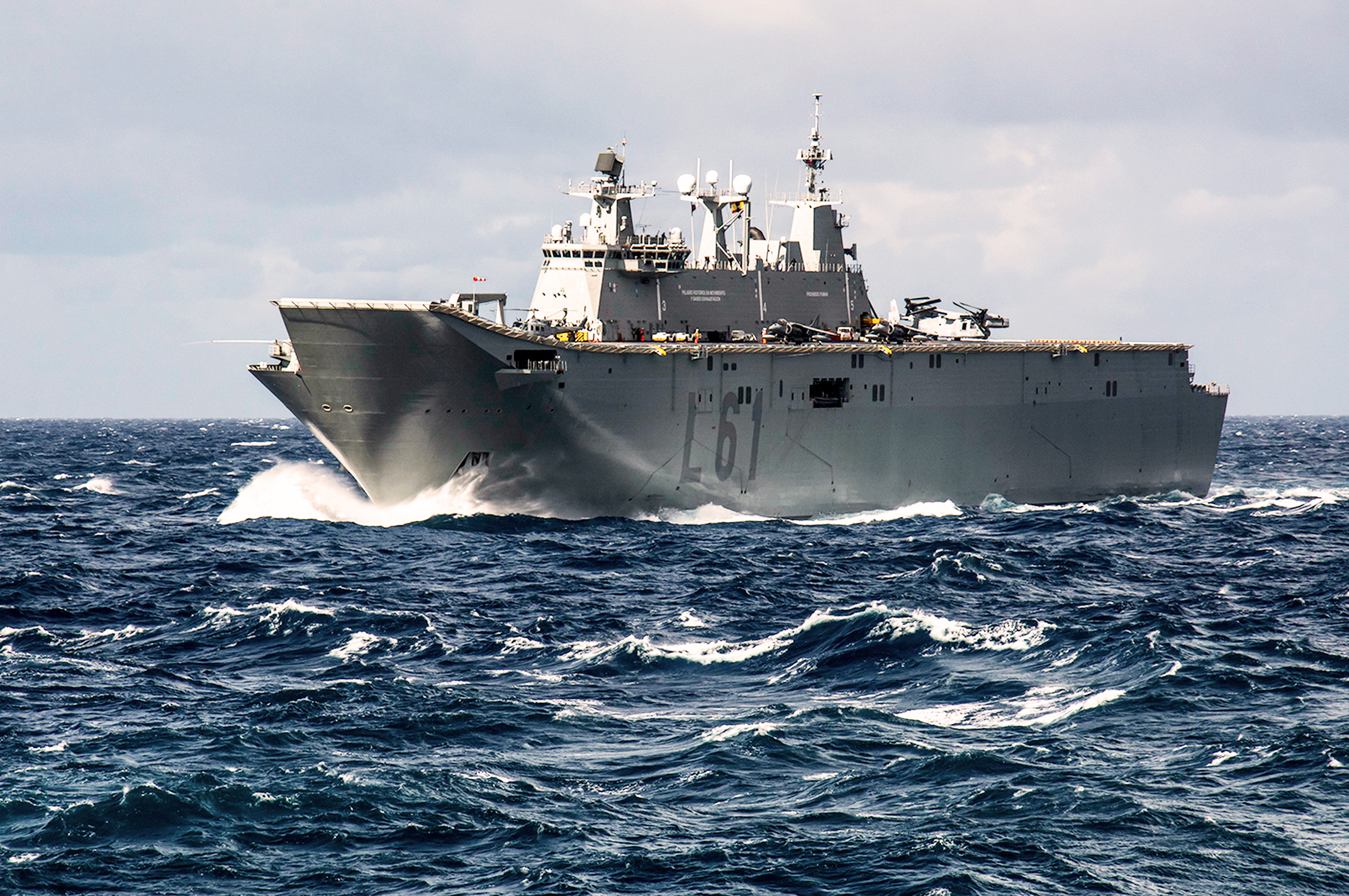
le Juan Carlos I (L61) en 2015

L’Espagne, qui n’avait mis en œuvre que le transport d'hydravions Dédalo de 1922 à 1935, loue le 30 août 1967 puis acquiert en 1972 l’USS Cabot (CVL 28) de classe Independence de 11 000 t. Rebaptisé lui aussi Dédalo (R01), il est transformé (modification de l’îlot, modernisation de l’électronique, etc.) en porte-avions de lutte anti-sous-marine (ASM) utilisant jusqu’à 24 Sea King. Après avoir testé l’appontage de Harrier, il est transformé en STOVL CV en 1976 (sans adjonction de tremplin) afin de mettre en œuvre huit AV-8S Matador, huit hélicoptères Sea King et quelques AB212 ASW ASM. Le bâtiment est retiré du service en 1989 peu après l’entrée en service du Príncipe de Asturias. Ce dernier est le premier porte-avions de construction indigène, bien que sa conception soit basée sur les études (abandonnées) du Sea Control Ship américain. Débutée le 29 mai 1977, la construction s’étale sur cinq ans mais le Príncipe de Asturias (R11) n’est commissionné que le 30 mai 1988. Léger (17 190 tonnes), le bâtiment pouvait néanmoins embarquer jusqu’à 29 aéronefs, mais se contentait de douze AV-8 Harrier II ADAC/V (grâce à un tremplin à 12°) ainsi que six Sea King ASM, 2 Sea King AEW et 4 AB212 ASW et s’acquittait honorablement de sa mission de contrôle des mers. Devant initialement être modernisé pour naviguer jusqu'en 2020, son retrait de la flotte est anticipé pour des raisons budgétaires. Il a connu son dernier mouvement aérien, piloté symboliquement par le prince Felipe de Bourbon, le 7 février 2013 et son désarmement est effectué la même année au port de Ferrol.
Depuis sa mise en service en 2010, le Juan Carlos I (L61) est un élément clé de marine espagnole, car il remplace non seulement les deux Landing Ship Tank (LST) de la classe Newport, les Pizarro (en) et Hernán Cortés (en), mais aussi -et surtout- le Príncipe de Asturias en tant qu'unique porte-aéronefs et navire amiral de la marine espagnole.
Le Juan Carlos I (L61) à la capacité à opérer avec 30 hélicoptères moyens et lourds en profil assaut amphibie, ou, en profil porte-avions, entre 10 et 12 AV-8B+ Harrier II (ou, à l'avenir, éventuellement des F-35B mais pas avant 2034, date jusqu'à laquelle la durée de vie des Harriers sera prolongée).
Retirés
- 1 STOVL CVS (Dédalo (R01), ex-USS Cabot, 1967-1989)
- 1 STOVL SCS (Príncipe de Asturias (R11), 1977-2013)[62].

En service
- 1 STOVL LHD (Juan Carlos I) (L61).

### États-Unis

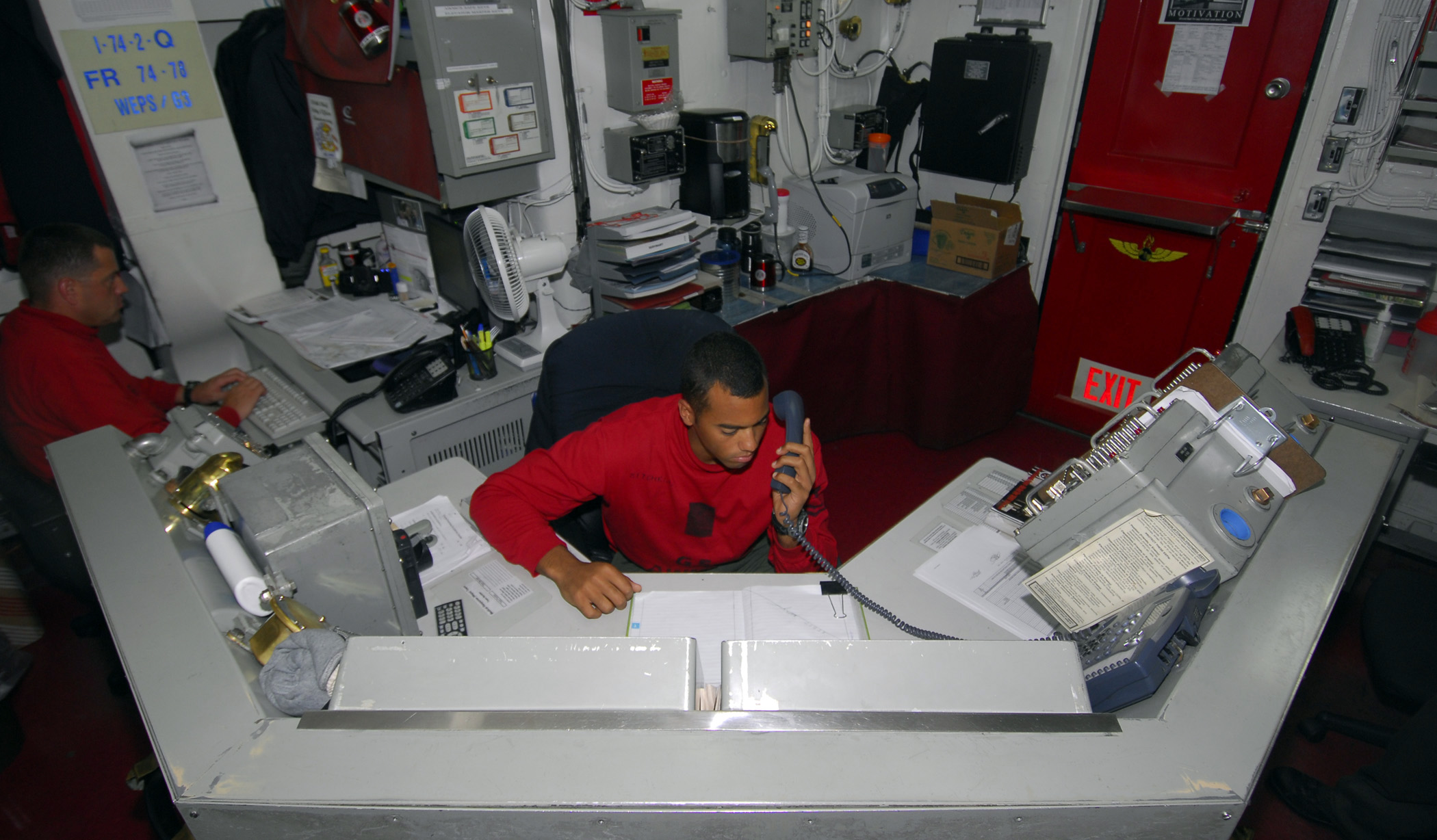
L'intérieur d'un porte-avion de classe Nimitz

Depuis les années 1970, la marine américaine dispose d'un nombre important de porte-avions géants en remplacement des nombreux porte-avions conçus dans les années 1940/1950 : pas moins de douze unités, dont dix sont à propulsion nucléaire en 2008. Ce chiffre devrait rester stable jusqu'à la mi-2009 avec l'entrée en service de l'USS George H. W. Bush. Ceci permet aux États-Unis d’assurer leur suprématie sur les mers et océans du globe en déployant de par le monde deux à trois porte-avions en permanence, toujours entourés de leur groupe de combat aéronaval.
Historiquement, les porte-avions ont été d'une importance primordiale dans la victoire américaine dans les campagnes du Pacifique pendant la Seconde Guerre mondiale. Durant ces batailles, les États-Unis ont perdu six porte-avions, ce qui est peu en regard des pertes japonaises mais durant la guerre ils en mirent en service plus d'une vingtaine avec la classe Essex. Les porte-avions ont été utilisés lors de toutes les opérations qui ont suivi, notamment durant la guerre du Viêt Nam.
Fin 2007, l’US Navy a publié un document de travail du vice-amiral John Morgan, « Three
Futures, One Navy, A Portfolio Analysis », qui propose trois scénarios renforçant les capacités amphibies (dès lors que les LHD à pont continu sont dotés du F-35B) au détriment des porte-avions :
- une flotte à 263 navires (dont 12 porte-avions et 13 LHD) destinée à combattre un adversaire d’égale puissance ;
- une shaping force à 534 navires (dont 6 porte-avions et 24 LHD) adaptée aux opérations de coalition (la 1000-ships Navy) ;
- une balanced force à 474 navires (dont 9 porte-avions et 23 LHD), destinée à remplacer l’actuel plan de construction navale sur 30 ans (2008-2037) à 313 navires comprenant 11 à 12 porte-avions et 31 LHD[63],[64].

En service
- 1 CATOBAR CVN de la classe Gerald R. Ford :
  - l'USS Gerald R. Ford.
- 10 CATOBAR CVN de la classe Nimitz et variantes :
  - l'USS Nimitz
  - l'USS Dwight D. Eisenhower
  - l'USS Carl Vinson
  - l'USS Theodore Roosevelt
  - l'USS Abraham Lincoln
  - l'USS George Washington
  - l'USS John C. Stennis
  - l'USS Harry S. Truman
  - l'USS Ronald Reagan
  - l'USS George H. W. Bush
- 7 STOVL LHD de la classe Wasp.
  - l'USS Wasp
  - l'USS Essex
  - l'USS Kearsarge
  - l'USS Boxer
  - l'USS Bataan
  - l'USS Iwo Jima
  - l'USS Makin Island
- 2 STOVL LHA de la classe America.
  - USS America
  - l'USS Tripoli

En construction
- 3 CATOBAR CVN de la classe Gerald R. Ford :
  - l'USS John F. Kennedy,
  - l'USS Enterprise
  - l'USS Doris Miller
- 1 STOVL LHA de la classe America.
  - l'USS Bougainville (en) (prévu en 2024)

Envisagés

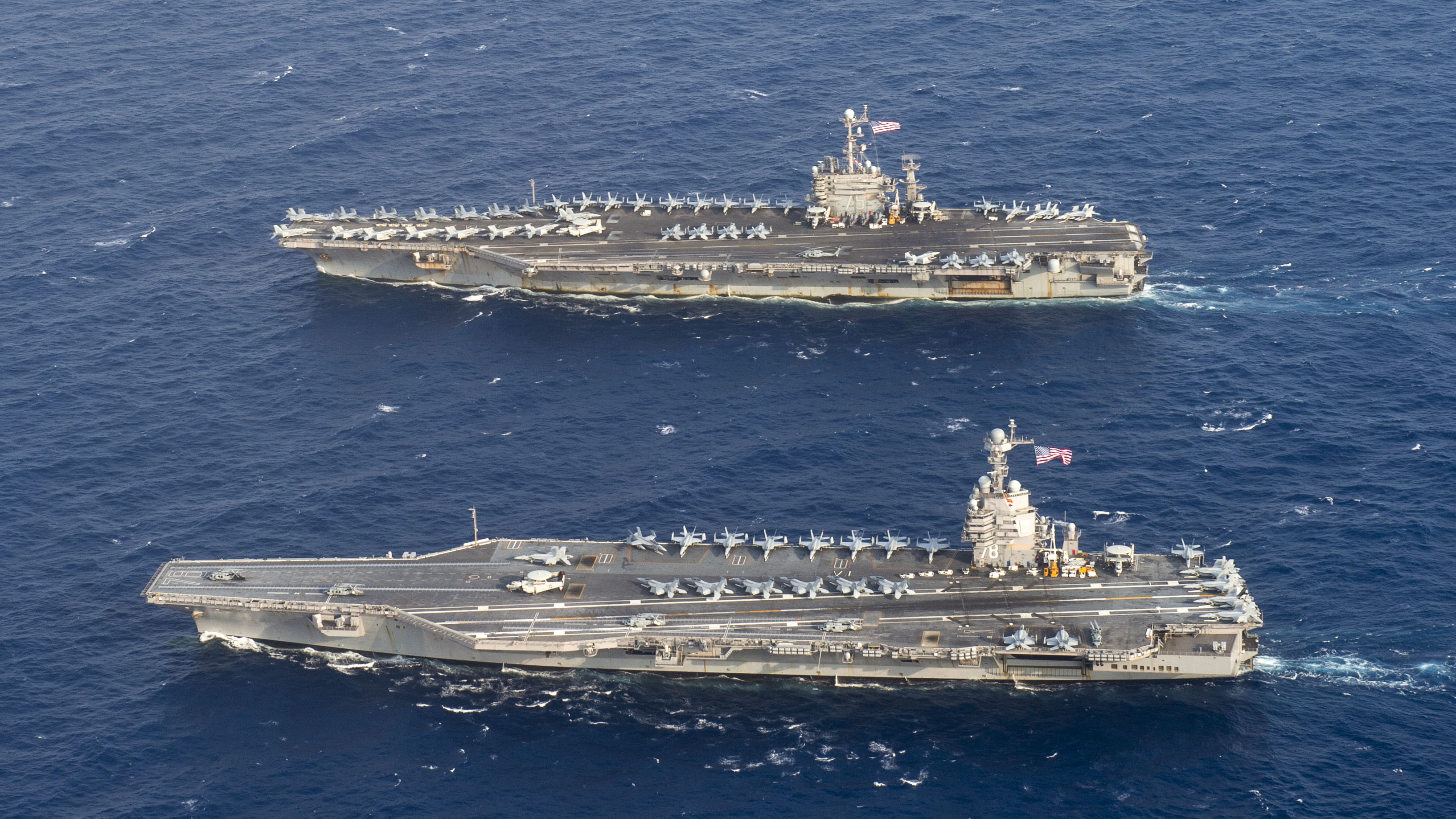
L’USS Gerald R. Ford (CVN-78) (au premier plan) et l’USS Harry S. Truman (CVN-75) en juin 2020

L’USS Nimitz (CVN 68) en 2013

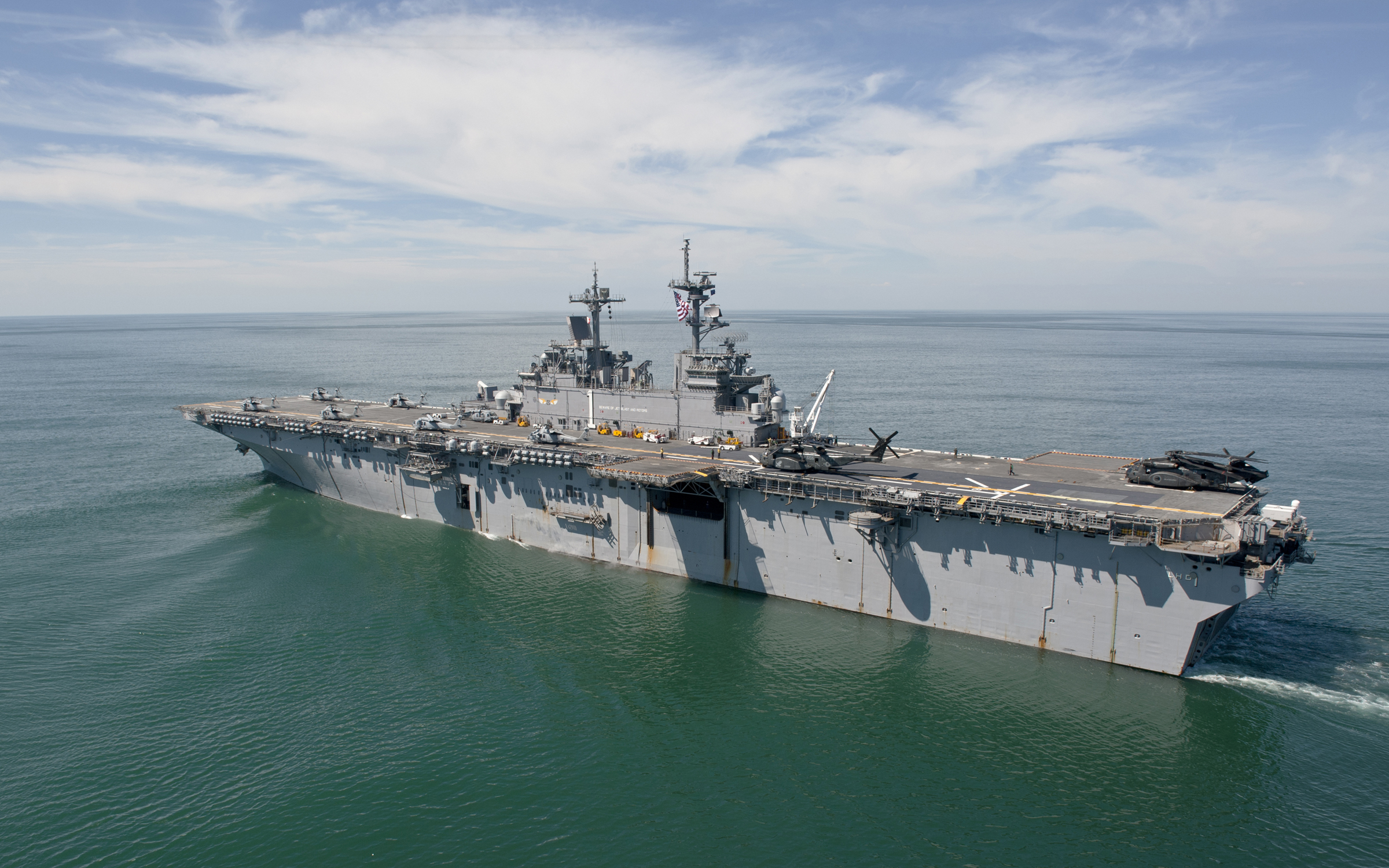
L’USS Wasp (LHD 1) en 2011

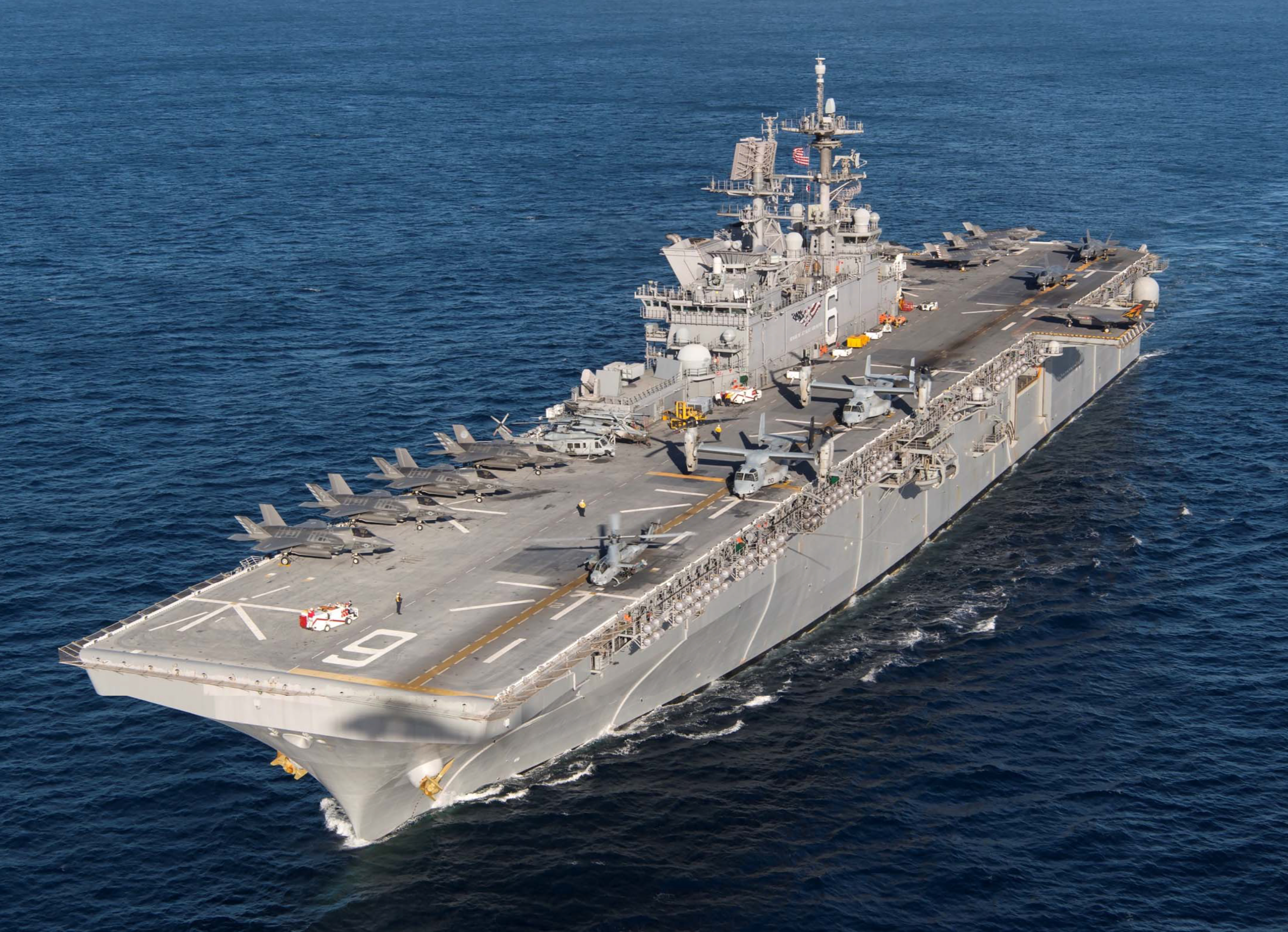
L’USS America (LHA-6) en 2018

- L'US Navy envisage un total de 12 bâtiments de classe Gerald R. Ford commandés.
- 8 STOVL LHA (classe America)[t]

### France

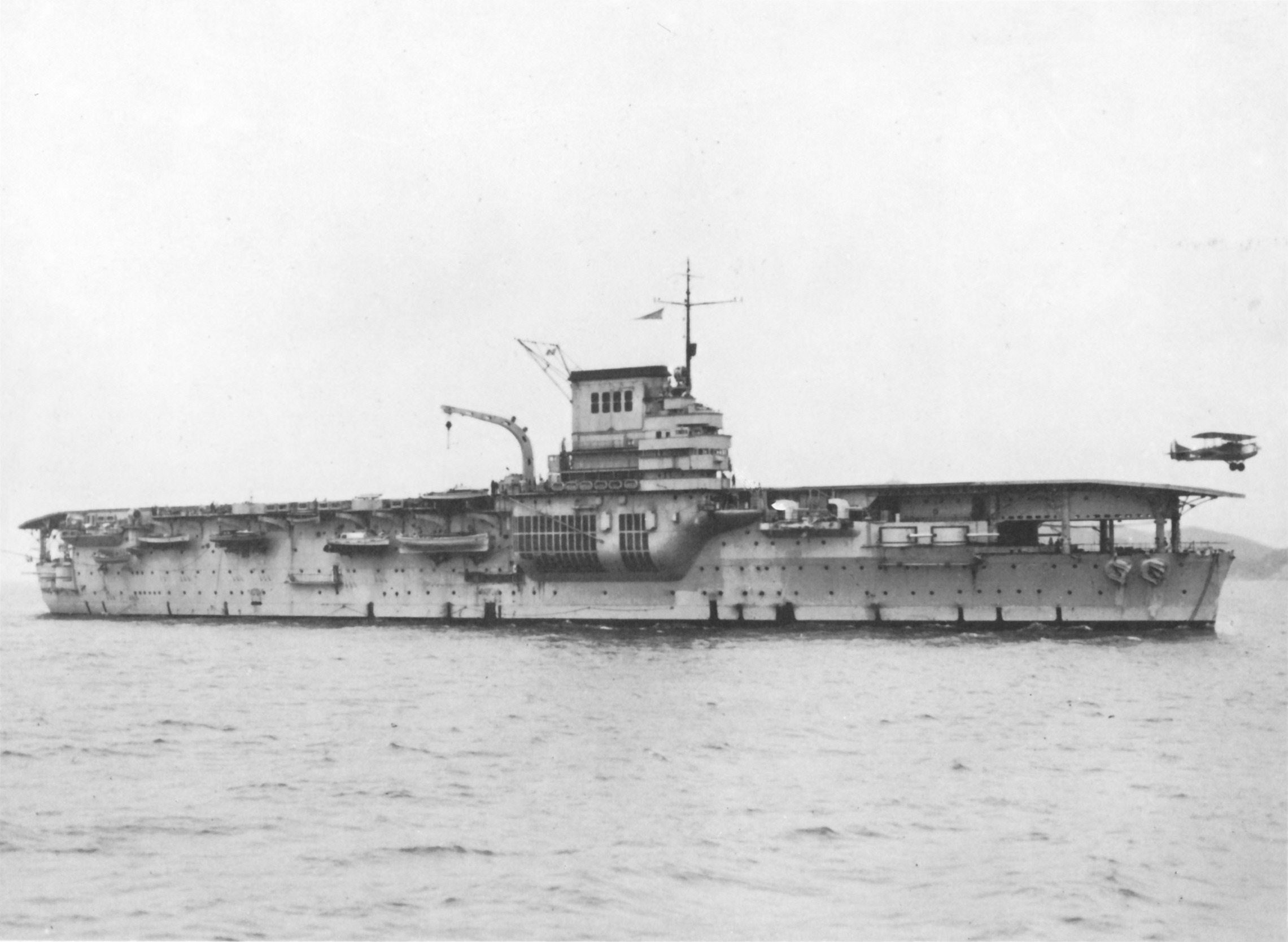
Le porte-avions (1928-1967)

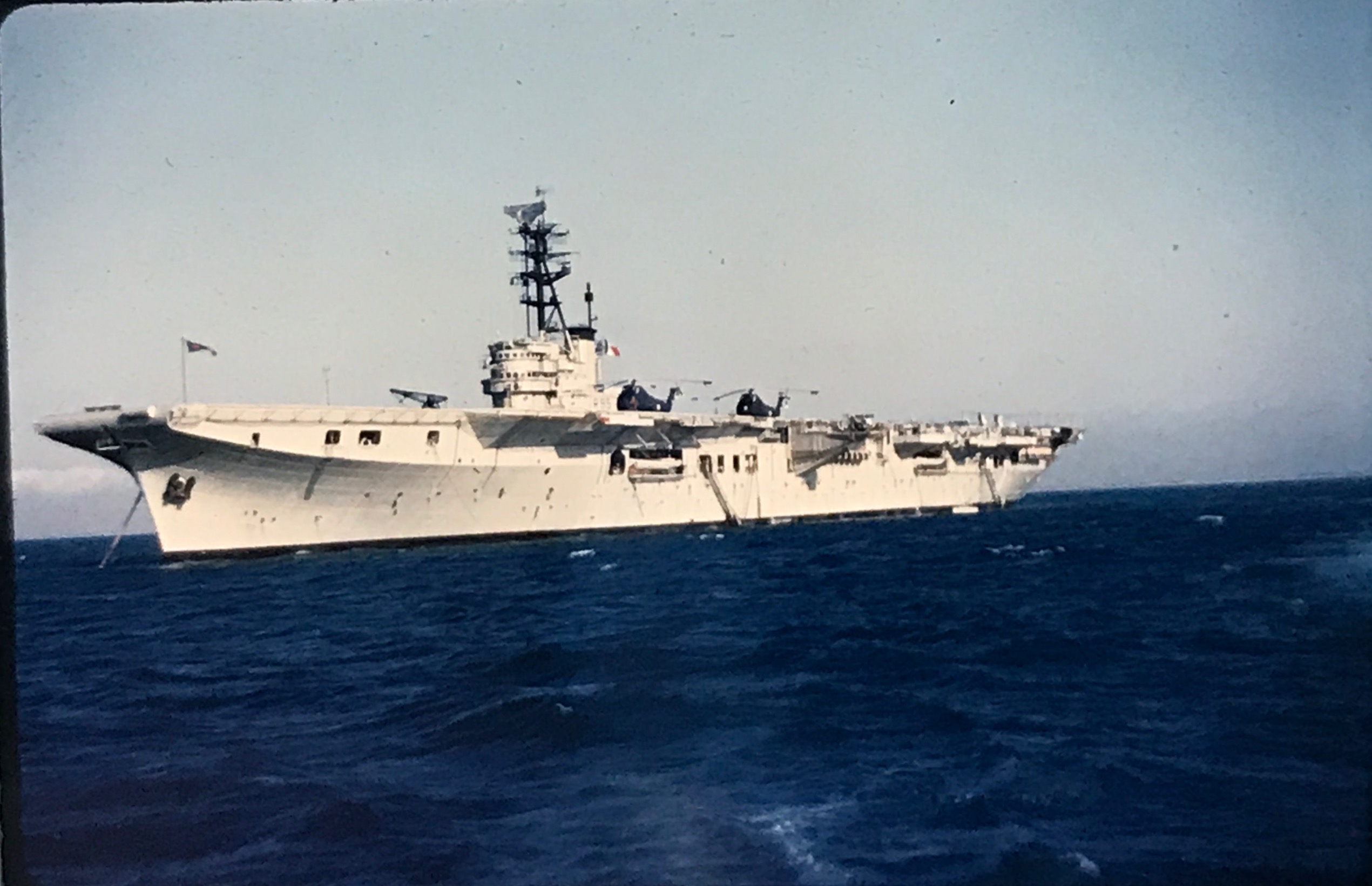
Le porte-avions (ex-HMS Colossus) (1947-1977)

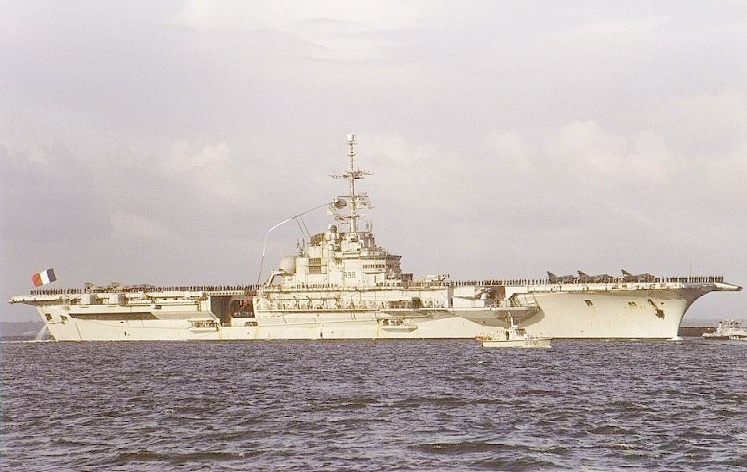
Le porte-avions

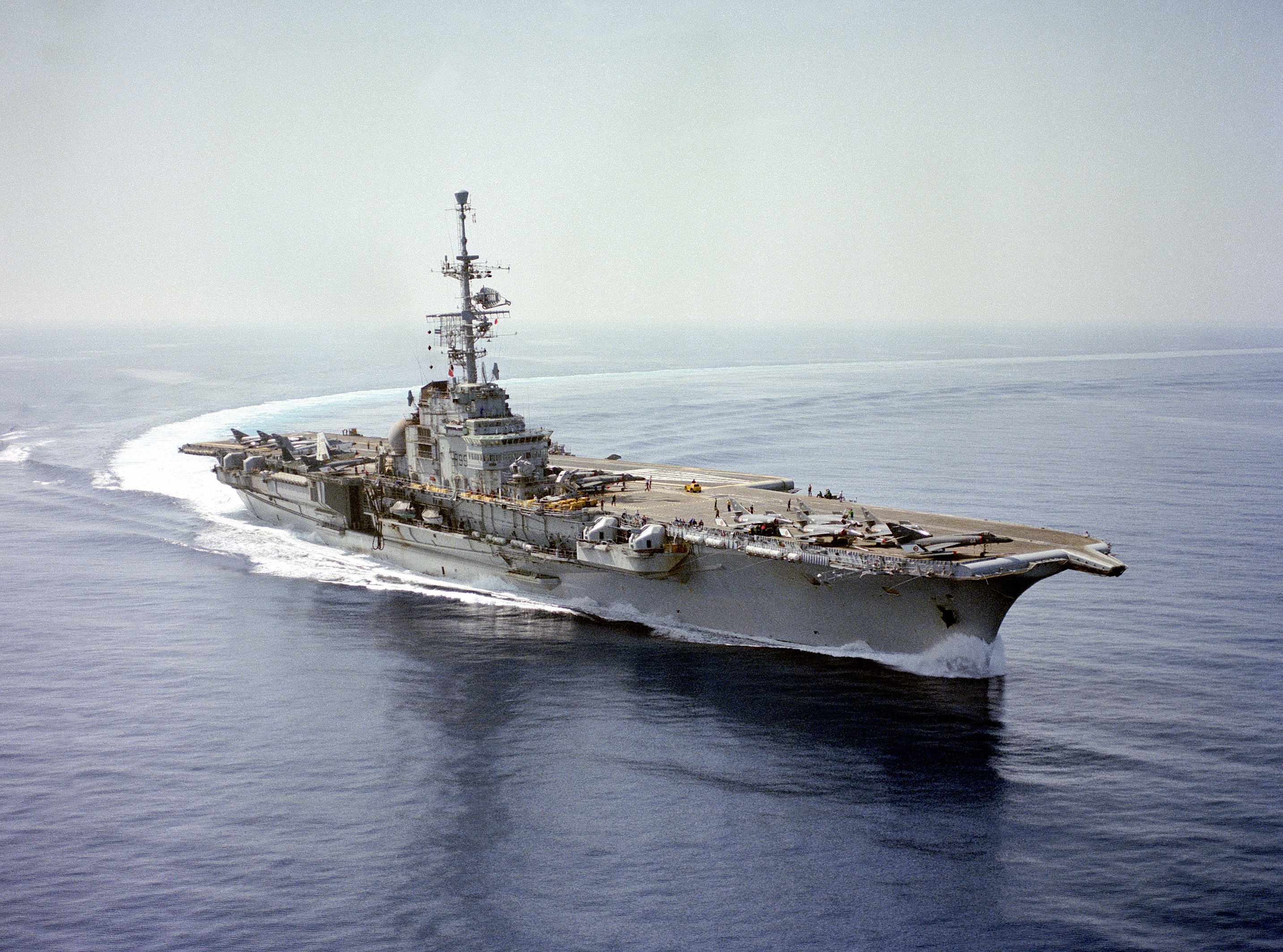
Le porte avions (19 mai 1983)

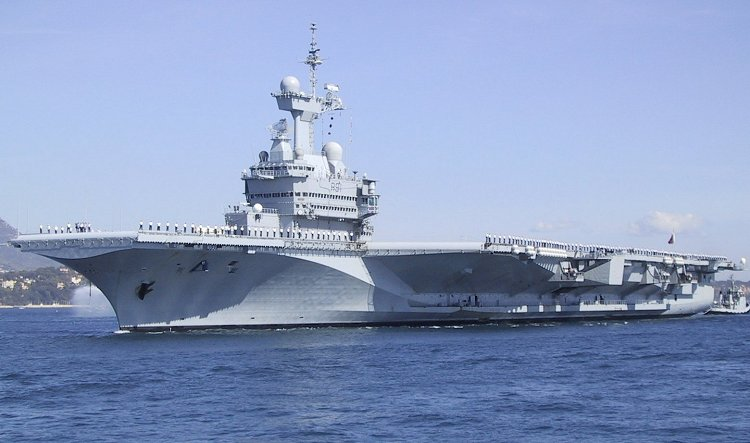
Le porte-avions nucléaire

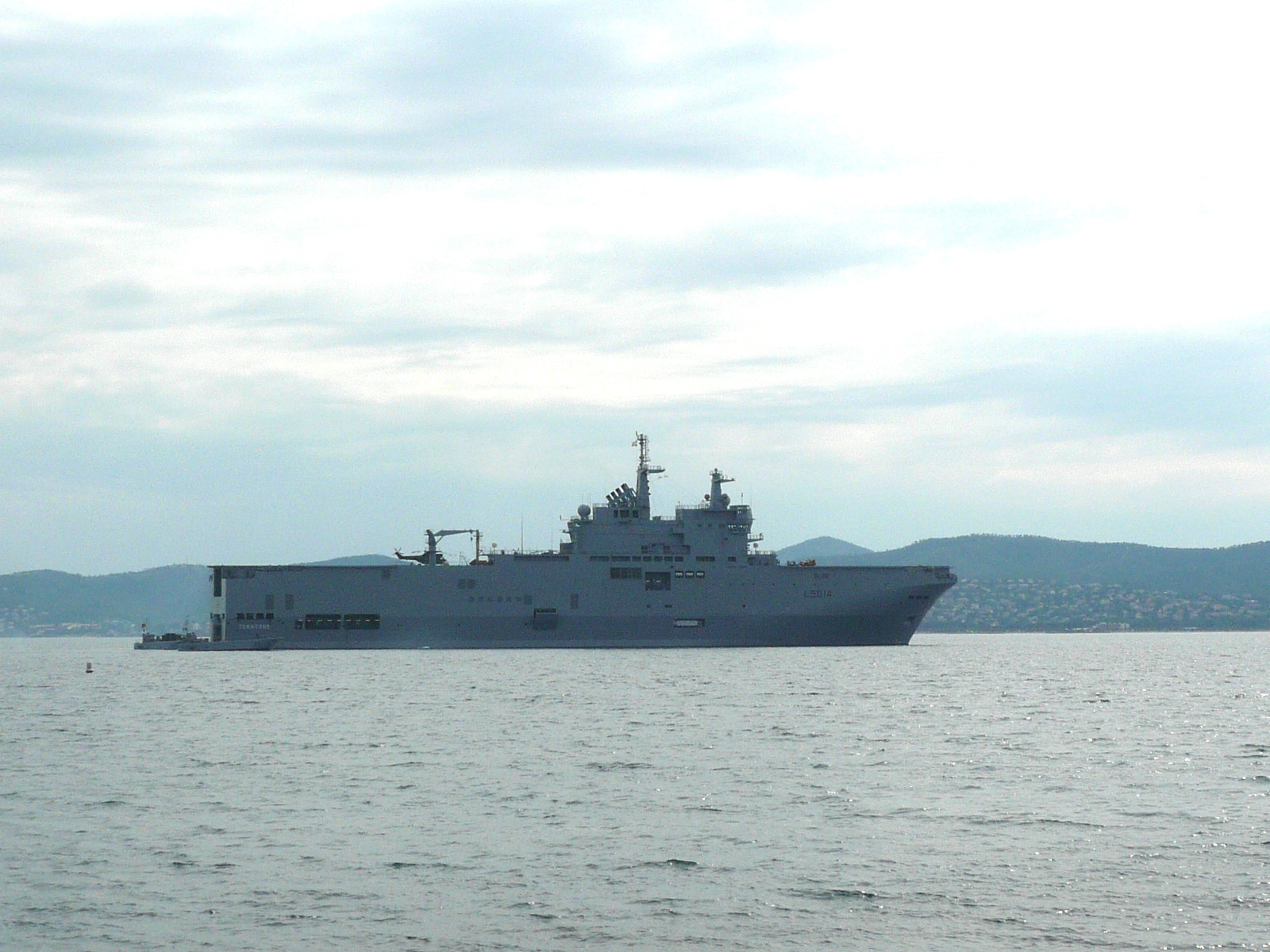
Le bâtiment de projection et de commandement, un porte-hélicoptères de la classe Mistral.

En 1945, construire un porte-avions, spécialement conçu pour cette fonction, est une entreprise nouvelle pour la Marine nationale. Son premier porte-avions, le Béarn, résultait en effet de la transformation, menée entre 1923 et 1927, d'un cuirassé de 25 000 t de la classe Normandie, dont l’achèvement avait été abandonné en 1919. Toutefois plusieurs projets avaient été étudiés à partir de 1931, dont celui de 1938, désigné PA-16, de 18 000 t, et qui devait être concrétisé par deux navires de classe Joffre, le Joffre et le Painlevé.
À la fin de la Seconde Guerre mondiale, la Marine arme 306 bâtiments disparates et vieillissants déplaçant 365 360 t, dont une partie provient de l’aide alliée (203 navires reçus dans le cadre des accords Lend-Lease et Mutual Aid, soit 71 944 t). Au 25 novembre 1947, seuls 226 680 t sont en service et il est prévu que si aucune commande n'est engagée, il ne restera que 136 000 t en 1950 et 98 000 en 1959. L'on prend en compte que « le corps de bataille doit […] comprendre un ensemble harmonieux de porte-avions et de porte-canons entourés d’escorteurs ». La Marine sera organisée en quatre task-forces (un navire de ligne, deux porte-avions, quatre croiseurs légers, douze escorteurs rapides et un train d’escadre d’environ 50 000 t). En 1946, le niveau souhaitable à atteindre est de 750 000 t, soit huit porte-avions de combat, quatre porte-avions d’escorte, quatre navires de ligne et un porte-avions destiné à l'entraînement). Pour des raisons économiques, une version réduite à deux task-forces est proposée : un porte-avions de combat lourd, un porte-avions de combat léger, soutenus par les cuirassés Richelieu, en service depuis le 15 juin 1940, et son sistership le Jean Bart, qui ne sera opérationnel que le 1er mai 1955. Par contre, sur trois porte-aéronefs, seul le Dixmude (ex-HMS Bitter) est disponible.
Le 2 octobre 1945, le Conseil supérieur de la Marine examine trois projets : le PA-28, un porte-avions léger de 15 700 t et d'un coût de 3 milliards de francs, les PA-29 et PA-27 de, respectivement 22 500 et 26 130 t, d'un coût de 4,5 et 5 milliards de francs. Alors que la Marine reçoit en mars 1946 le HMS Colossus (rebaptisé Arromanches), la construction du PA-28 est approuvée par le Conseil, l'État-major et l'Assemblée. Les essais du PA-28, rebaptisé Clemenceau, sont prévus pour septembre 1952.
Le 5 mars 1949, peu avant qu'elle ne rejoigne l'OTAN, la France réclame aux États-Unis un porte-avions, six destroyers d’escorte, vingt-quatre dragueurs, de l’artillerie et des munitions et reçoit en 1950 l'USS Langley (rebaptisé La Fayette) et l'USS Belleau Wood (rebaptisé Bois-Belleau) en 1953. Arrêté fin 1949, le projet de l'amiral Barjot est transformé en deux porte-avions de 22 000 t lège, qui est lancé en 1955. Les deux sisterships seront le Clemenceau (R98) et le Foch (R99).
Le remplacement de l'Arromanches est envisagé avec une version améliorée des Clemenceau, le Verdun, mais le projet du PA 58 est définitivement abandonné en 1961, au profit de SNLE supplémentaires.
En 1973, la question du remplacement de la classe Clemenceau est au centre d'un « plan bleu » visant à doter la Marine nationale française en 1981 de deux porte-aéronefs (les PH 75) de 18 400 t à propulsion nucléaire pour remplacer le porte-avions Arromanches (R95), utilisé alors pour l'entraînement et retiré du service en 1974. Les deux PH 75 devaient mettre en œuvre 10 à 25 aéronefs ADAC avec l'aide d'un tremplin. Les PH 75 (qui resurgiront fortement modifiés en 1997 sous le terme de Bâtiments d'intervention polyvalents, future classe Mistral), sont annulés en 1980. Finalement, seuls les deux porte-avions à propulsion nucléaire (PA 75) sont retenus : le Bretagne, dont l'entrée en service est prévue pour 1992 et son sistership le Provence. Cependant, la commande du 1er bâtiment (renommé Richelieu puis Charles de Gaulle) est renvoyée à 1987 et le 2e, le PA 2, attendra vingt-deux ans.
De fait, depuis 1997, la Marine nationale française ne possède plus qu'un seul porte-avions. Tous les sept ans ½ environ, l'indisponibilité périodique pour entretien et réparation (IPER) immobilise le bâtiment pour 18 mois et entre deux IPER, plusieurs indisponibilités pour entretien intermédiaire (IEI) le rendent inopérationnel pour six mois. C'est pourquoi la construction d'un second porte-avions à propulsion nucléaire, en coopération avec la Royal Navy a été étudiée mais finalement abandonnée.
Retirés
- 2 transports d'hydravions
  - La Foudre (1911-1921)
  - Commandant Teste (1927-1942)
- 1 porte-avions école
  - Bapaume (1920-1924)
- 7 porte-avions CV
  - Béarn (1928-1965) ;
  - Dixmude (1947-1964) ;
  - La Fayette (1951-1962) ;
  - Bois Belleau (1953-1959) ;
  - Arromanches (1946-1978) ;
  - Clemenceau (1961-1997) ;
  - Foch (1963-2000).
- 1 LPH Jeanne d'Arc (1964-2010) : il était classé comme un croiseur porte-hélicoptères.

En service
- 1 porte-avions CVN :
  - le Charles de Gaulle
- 3 PHA de la classe Mistral :
  - le Mistral
  - le Tonnerre
  - le Dixmude

En projet
- 1 porte-avions CVN :
  - Porte-avions de nouvelle génération

La construction du 4e PHA (classe Mistral) prévu par le livre blanc de la défense 2008 a été abandonnée par le livre blanc 2013,.
La construction du deuxième porte-avions (PA 2) a été abandonnée par le Livre Blanc sur la Défense et la Sécurité Nationale de 2013.
En 2018, lors du salon Euronaval, Florence Parly, ministre des armées, annonce un projet de nouveau porte-avions nommé Porte-avions de nouvelle génération (PANG). Le bâtiment, envisagé comme le seul de sa classe, devrait rentrer en service en 2038. D'un tonnage plus important que le Charles de Gaulle, il sera également à propulsion nucléaire.

### Inde

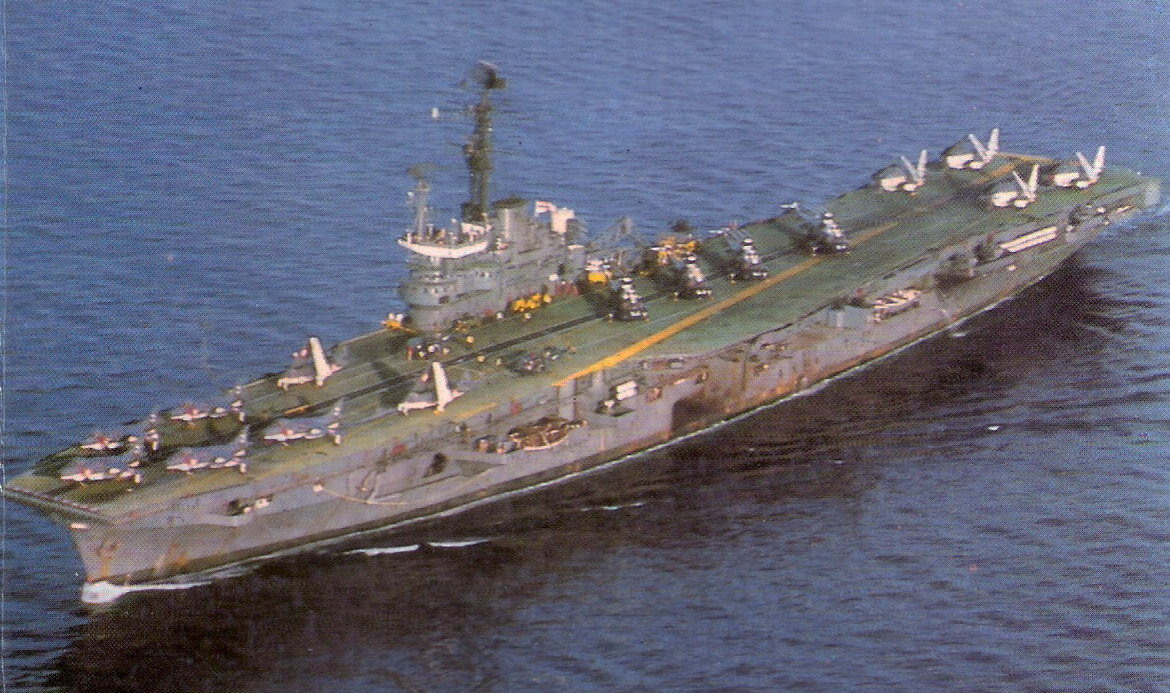
INS Vikrant (R11) en 1984

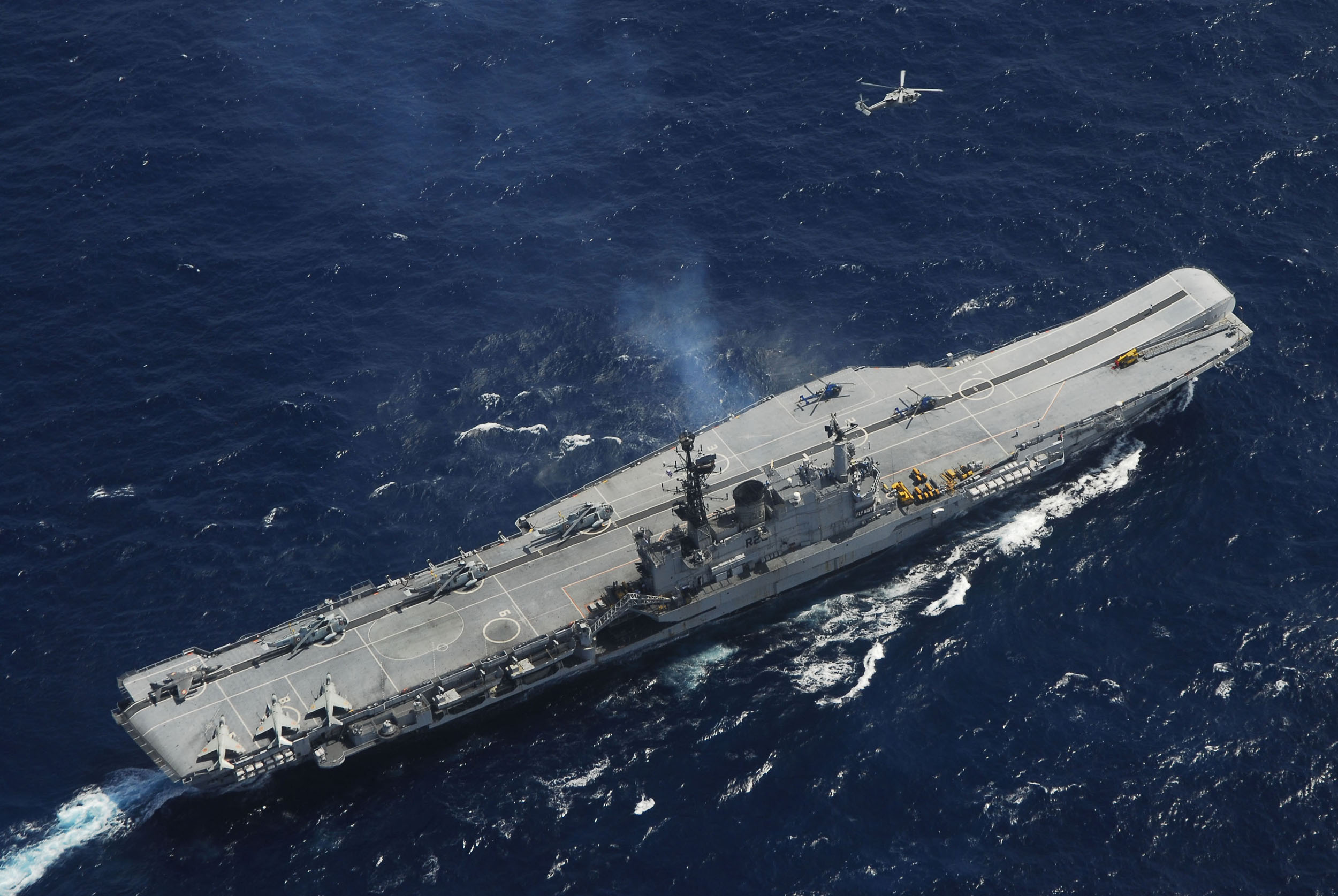
L' dans le Golfe du Bengale (5 septembre 2007).

Naviguant en océan Indien, la marine indienne est la seule en Asie à disposer de la compétence opérationnelle en matière de porte-avions de contrôle des mers. Bien que la constitution d’une force aéronavale ait été décidée dès l’indépendance en 1947, le manque de fonds du côté indien, le déclenchement de la guerre de Corée du côté du Royaume-Uni, empêchent jusqu’en 1955 un accord entre l’amiral Mountbatten et le premier ministre Nehru sur la vente du CATOBAR CV HMS Hercules (R49) de classe Majestic, rebaptisé INS Vikrant. Sa modernisation débute en 1957 et exaspère l’URSS, qui voit d’un mauvais œil l’Inde devenir une puissance aéronavale. Commissionné à Bombay en 1961, le bâtiment de 19 500 t met en œuvre des chasseurs Sea Hawk et des Alizé de lutte anti-sous-marine (ASM), ces derniers étant utilisés en missions de reconnaissance durant l’invasion de Goa (Portugal) en 1961 puis dans des missions ASM lors de la troisième guerre indo-pakistanaise de 1971. Handicapé durant ce conflit par une vitesse de 14 nœuds (au lieu de 23) en raison d’une avarie, le bâtiment est considéré suffisamment dangereux par la marine du Pakistan qui dépêche son seul sous-marin afin de couler (sans succès) le Vikrant. Il subit une seconde modernisation entre 1979 et 1982 (changement des chaudières, installation de nouveaux radars, de systèmes de communication, de canons antiaérien, etc.) et une ultime entre 1982 et 1983 (suppression de la catapulte et des brins d’arrêt et adjonction d’un tremplin pour les Sea Harrier de reconnaissance et d’attaque, réorganisation du pont d’envol pour les Sea King).

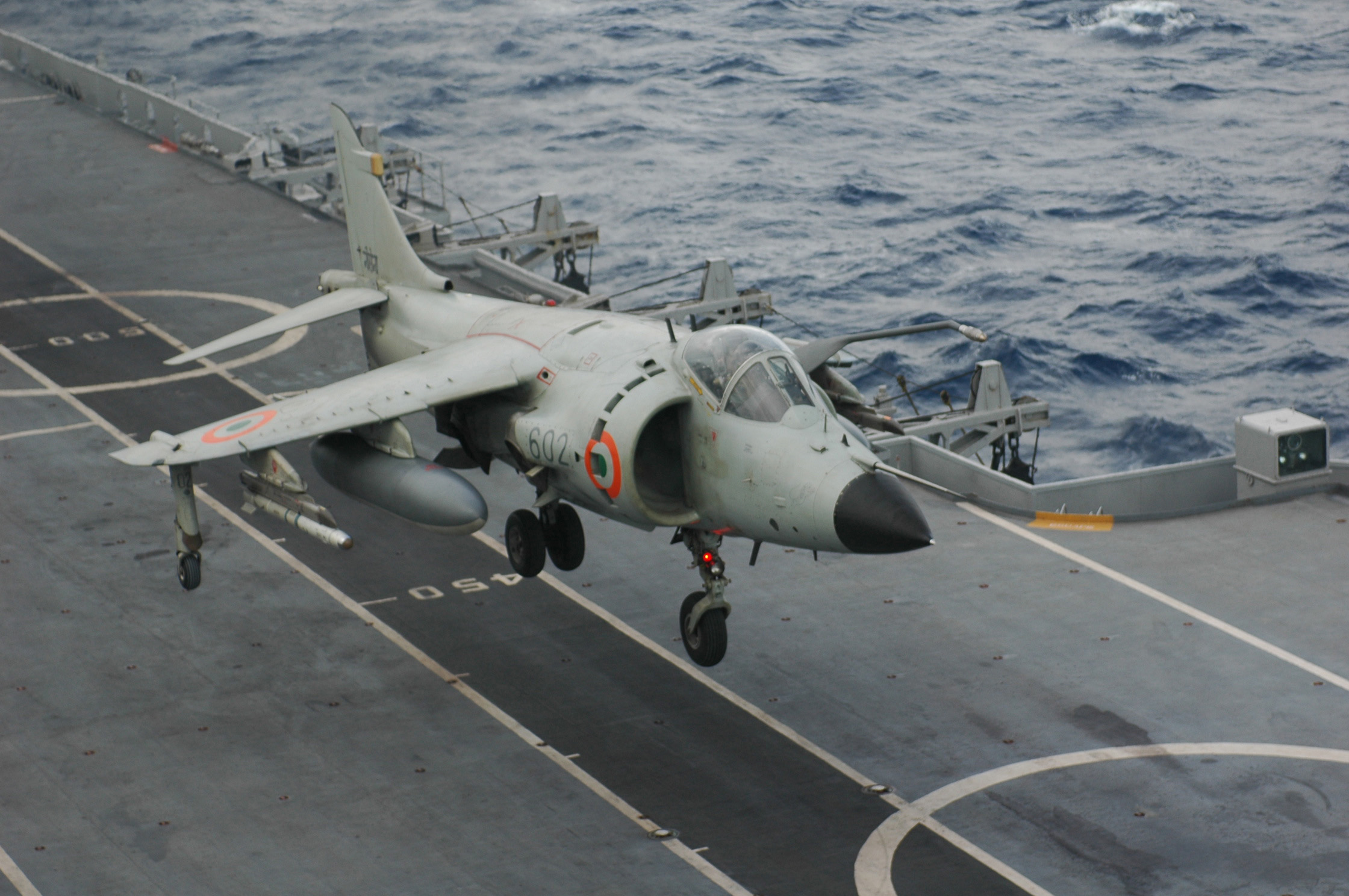
Décollage d'un Sea Harrier du INS Viraat en 2007.

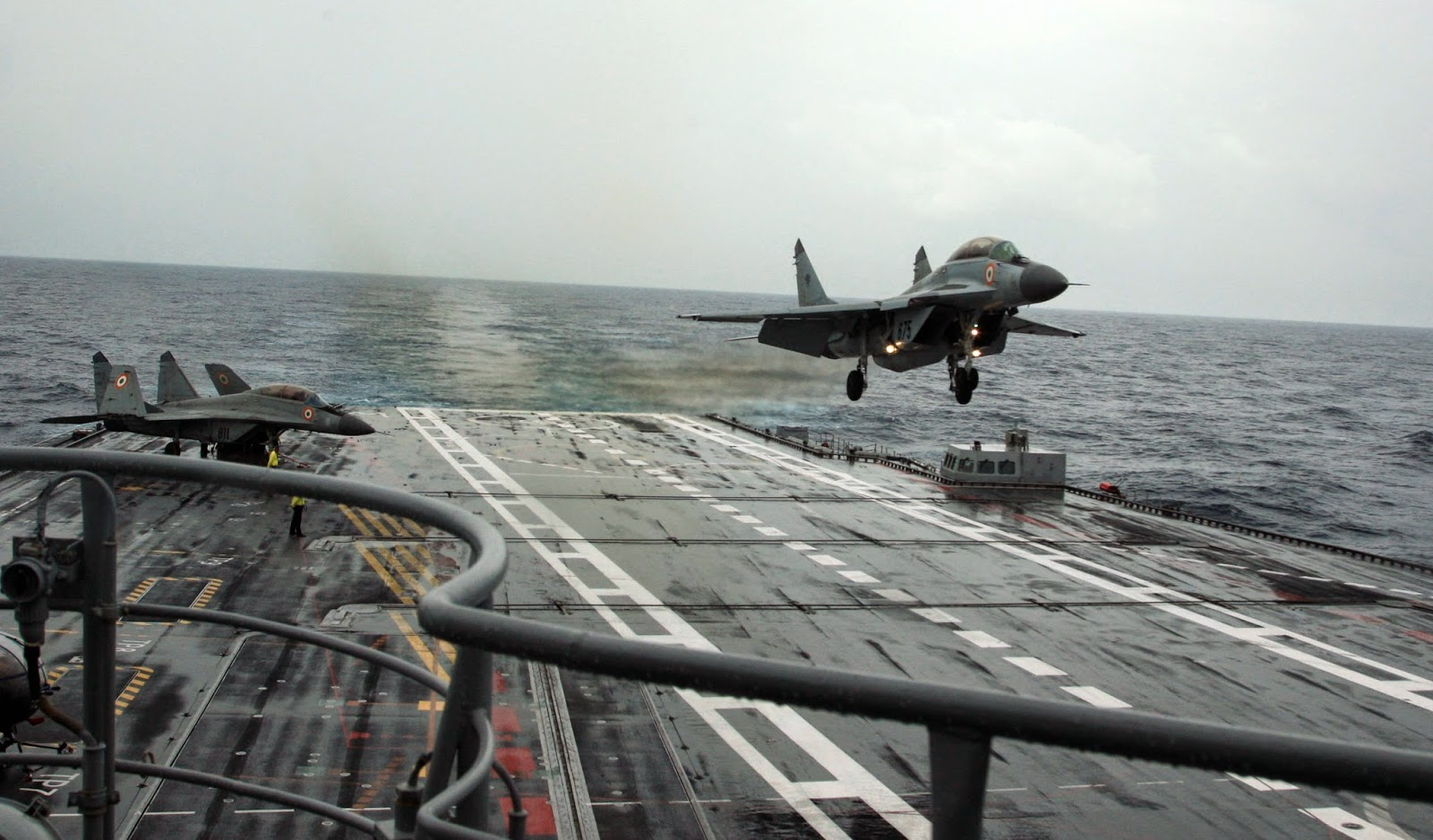
Un MiG-29K appontant sur l'INS Vikramaditya en 2014

Malgré cela, le bâtiment prend rarement la mer, tandis qu’un autre STOBAR CV, le HMS Hermes de classe Centaur, est mis sur le marché en 1985. Il est vendu à l’Inde en mai 1986 et commissionné avec enthousiasme (il a reçu un tremplin à 12° en 1980 et a déjà mis en œuvre des Sea Harrier) le 12 mai 1987 sous le nom d’INS Viraat (R22). Déplaçant 28 700 t, il met en œuvre 12-18 (et jusqu’à 30) Sea Harrier FRS.51 et 6-7 hélicoptères Sea King et Ka-25 Hormone ASM ou Ka-27 Helix/31 d’alerte avancée. Au même moment où le Vikrant est considéré hors-service au début des années 1990 (il est retiré du service le 31 janvier 1997 et conservé comme musée flottant à Bombay), le Viraat est immobilisé de septembre 1993 à 1995 à la suite d'une inondation dans la salle des machines. Entre juillet 1999 et avril 2001, il subit une remise à niveau permettant de le garder opérationnel jusqu’en 2010 puis 2012. Le navire retourne en cale sèche de la mi-2003 à novembre 2004. Auparavant, le 20 janvier, après 10 ans de négociations, l’Inde achète à la Russie l’Amiral Gorshkov (ex-Bakou). Ce STOBAR CV de 44 570 t est acquis clé en main pour 1,5 milliard de dollars, groupe aéronaval inclus (12 MiG-29K monoplaces, quatre MiG-29KUB biplaces plus six Ka-27 Helix/31) et rebaptisé INS Vikramaditya. Sa modernisation (l’armement de proue est supprimé pour faire place à un tremplin à 14,3°) traîne en longueur : devant entrer en service à l’été 2008, il est repoussé à 2012-2013 et l'est finalement en juin 2014. C’est aussi vers 2013 que la marine indienne devrait accueillir son 1er porte-avions STOBAR CV (Indigenous Aircraft Carrier, ex-Air Defense Ship) de classe Vikrant de 37 500-40 000 t, dont la première tôle a été découpée à Kochi le 11 avril 2005. Ce bâtiment, le INS Vikrant, pourrait être opérationnel en 2022, devrait mettre en œuvre environ trente aéronefs dont douze à vingt-quatre MiG-29K, Sea Harrier FRS.51 modernisé, une dizaine d’hélicoptères Sea Hawk ou Dhruv et 2 Ka-27 Helix/31.
Retirés

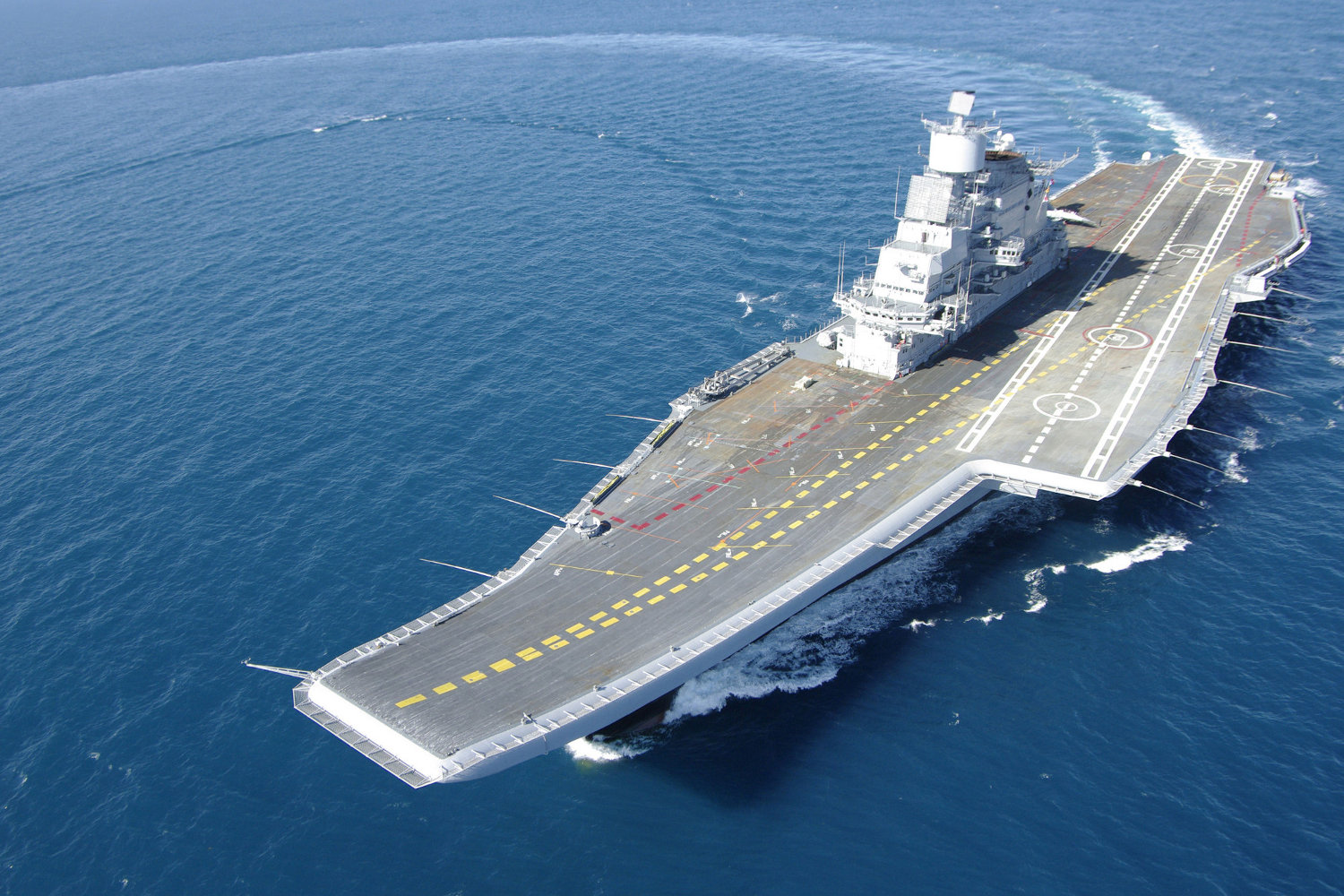
Le INS Vikramaditya.

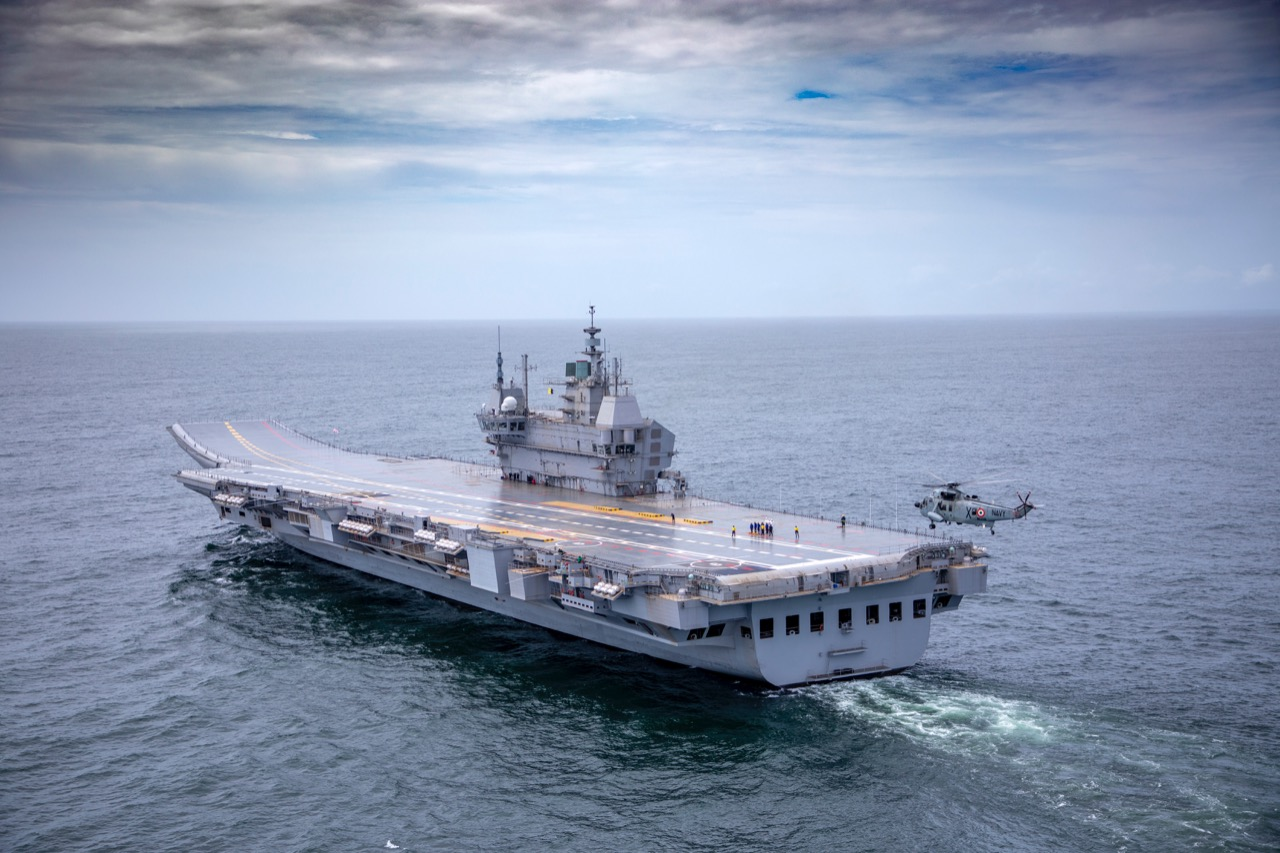
Le INS Vikrant.

- 1 CATOBAR CV puis STOVL CV (INS Vikrant, ex-HMS Hercules, 1961-1997).
- 1 STOVL CV (INS Viraat, ex-HMS Hermes, 1959-2017).

En service
- 2 STOBAR
  - CV (INS Vikramaditya), ex-Amiral Gorshkov.
  - CV (INS Vikrant).

Envisagés
- 1 STOBAR CV (classe Vikrant).

### Italie

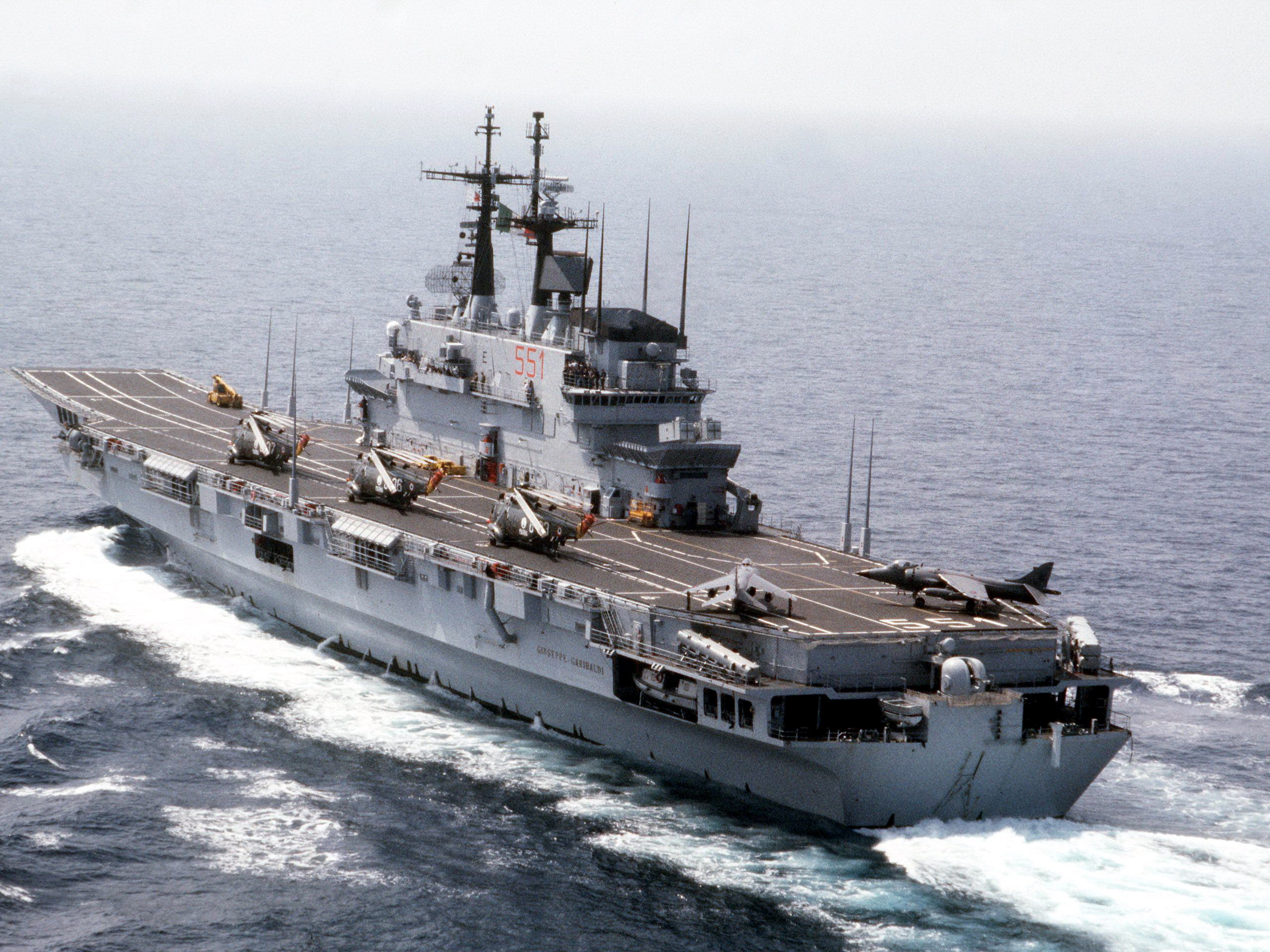
Le MM Garibaldi dans l'océan Atlantique

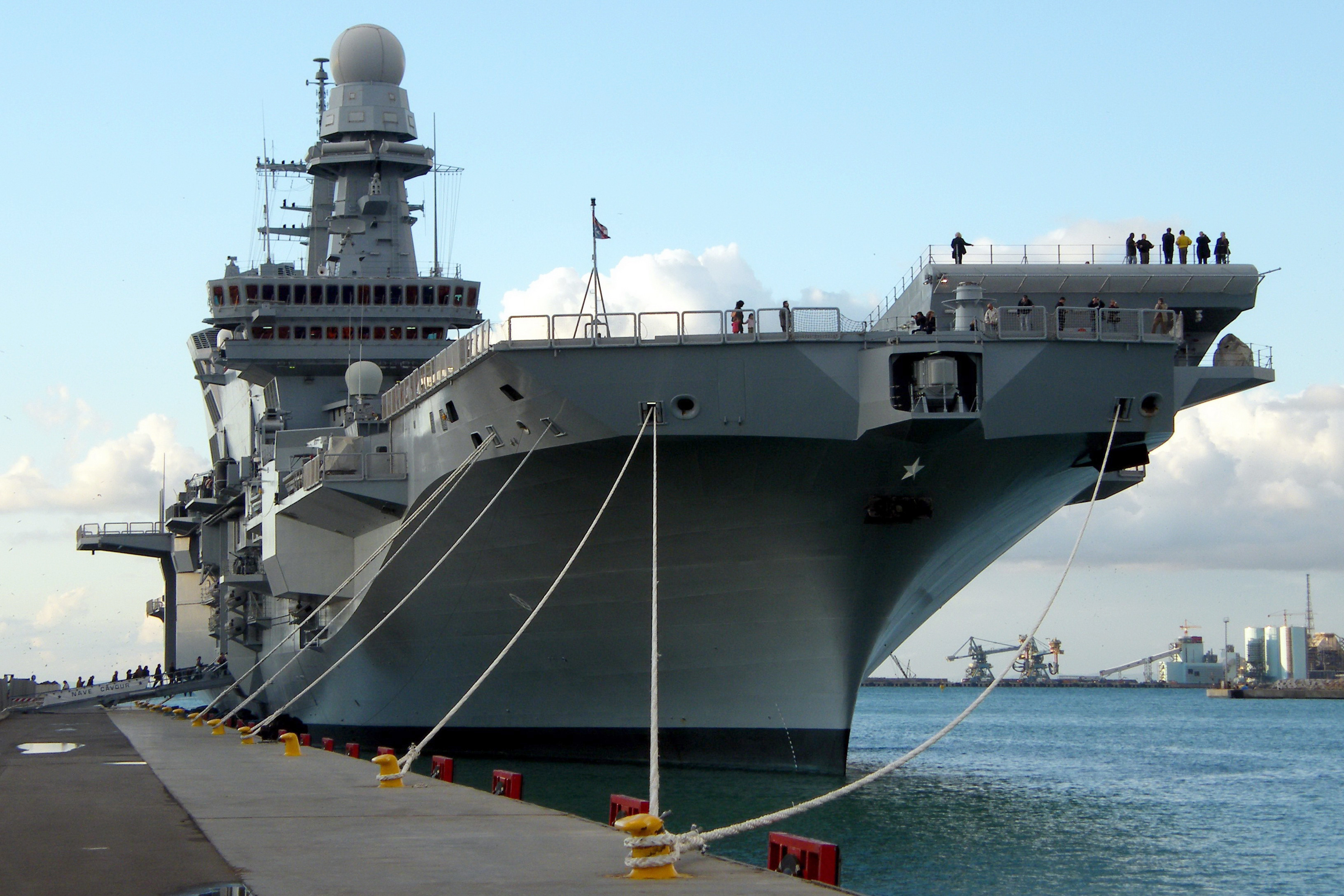
Le MM Conte di Cavour

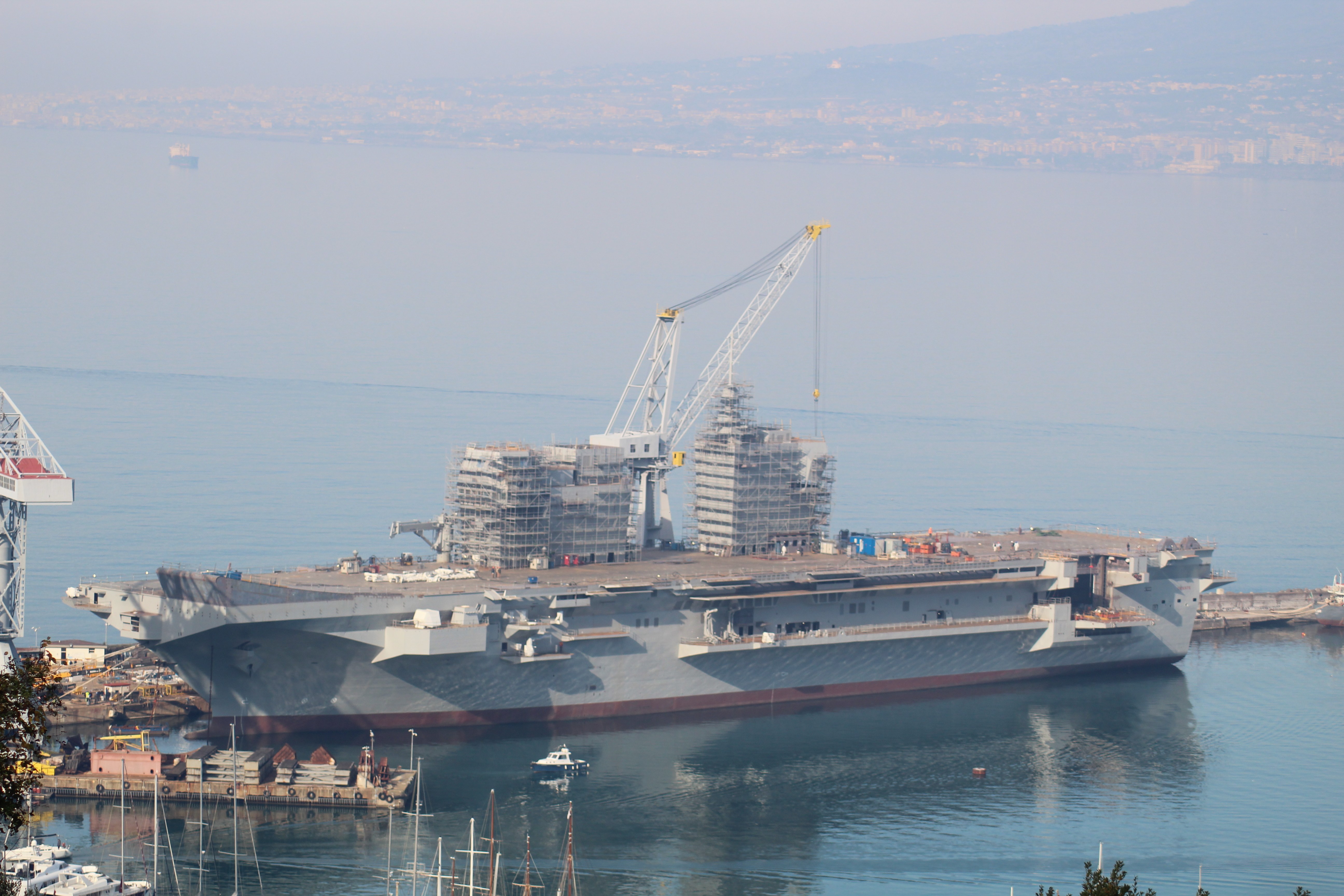
Le porte-aéronefs Trieste en construction (2020)

L'Italie ne s'est intéressée que tardivement aux porte-avions, ne mettant en service qu'un transport d'hydravions, le Giuseppe Miraglia, en 1923. Il faut dire que les îles méditerranéennes comme Pantelleria, en Sicile, étaient vues comme des porte-avions « naturels », Benito Mussolini déclarant même que « L'Italie est un porte-avions insubmersible »... Dès 1932, avec la dégradation des relations internationales, l'ingénieur général Sigismondi commence discrètement l'étude de la conversion du paquebot Roma en porte-avions. Durant la Seconde Guerre mondiale, en réponse aux difficultés rencontrées par la Supermarina (l'État-major de la marine italienne) face à la Royal Navy en mer Méditerranée, notamment lors de la bataille du cap Matapan, le Roma est transformé en porte-avions Aquila de 23 500 t dès juillet 1941. Après le débarquement en Afrique du nord de 1942, diverses tentatives de sabotage, la construction de l'Aquila est abandonnée après l'armistice du 8 septembre 1943. Saisi par la Kriegsmarine nazie, il est une nouvelle fois touché par un bombardement le 16 juin 1944 puis saboté par des nageurs de combat le 19 avril 1945. N'étant jamais entré en service, l’Aquila est mis à la ferraille en 1952[réf. souhaitée].
Le Sparviero est également lancé, mais le navire ne sera jamais achevé. Récupéré par les Allemands, il est finalement sabordé en 1944 afin de bloquer la rade de Gênes pour retarder les Alliés. Renfloué en 1946, il est démoli en 1951.
À la fin des années 1980, l'Italie revoit sa doctrine de défense du flanc sud de l'OTAN. La Marina militare investit dans 3 Landing Platform Docks (LPD) de 7 500 t de la classe San Giorgio, commissionnés en 1987, 1988 et 1994 (qui sont alors les seuls bâtiments d’assaut amphibie, hors États-Unis, à posséder un pont continu et un radier (dock) de taille appréciable), tandis qu'elle déploie le porte-aéronefs CVS Giuseppe Garibaldi, commissionné en 1985. D’un déplacement de 13 850 t, le CVS Garibaldi est le plus léger porte-avions du monde.Néanmoins, sa capacité de commandement et de contrôle est efficiente (communications satellitaire, liaison 16, etc.), son armement est à la hauteur, tout comme sa polyvalence qui lui permet d’utiliser 16 AV-8B Harrier II grâce à un tremplin à 4° ou un mélange de 18 hélicoptères ASM Sea King, d’EH101 Mk 110 ASM et Mk 112 de guerre électronique ou d’AB 212. Pour sa part, le STOL CVH Conte di Cavour (C552) (ex-Nuova Unità Maggiore, Luigi Einaudi, Andrea Doria) prévu dans la loi de programmation militaire 1974-1985, est plus imposant avec 30 000 t de déplacement, soit plus de deux fois celui du Garibaldi, qu’il pourrait remplacer et non suppléer, selon certains experts. Doté d’un tremplin à 12°, il est capable d’embarquer tous les aéronefs en service ou à venir de la Marina Militare tels douze hélicoptères EH101, AB 212, NH90 ou Sea King et huit AV-8B Harrier II ou F-35B ADAC/V. À l’instar du Juan Carlos I espagnol, le CVH Cavour répond à une évolution de la stratégie vers une polyvalence et un empilement de la puissance. Mais, avec seulement 1 % du PIB consacré à la défense (contre 2 % exigés par l’OTAN) les budgets de fonctionnement suivront-ils ?
En service
- 1 STOVL CVH (MM Conte di Cavour C550).
- 1 STOVL Trieste (porte-aéronefs)

Retirés
- 1 STOVL CVS (MM Giuseppe Garibaldi C551)

Projets abandonnés
- Sparviero, conversion de l'Augustus en porte-avions
- Aquila, conversion du SS Roma en porte-avions

### Japon

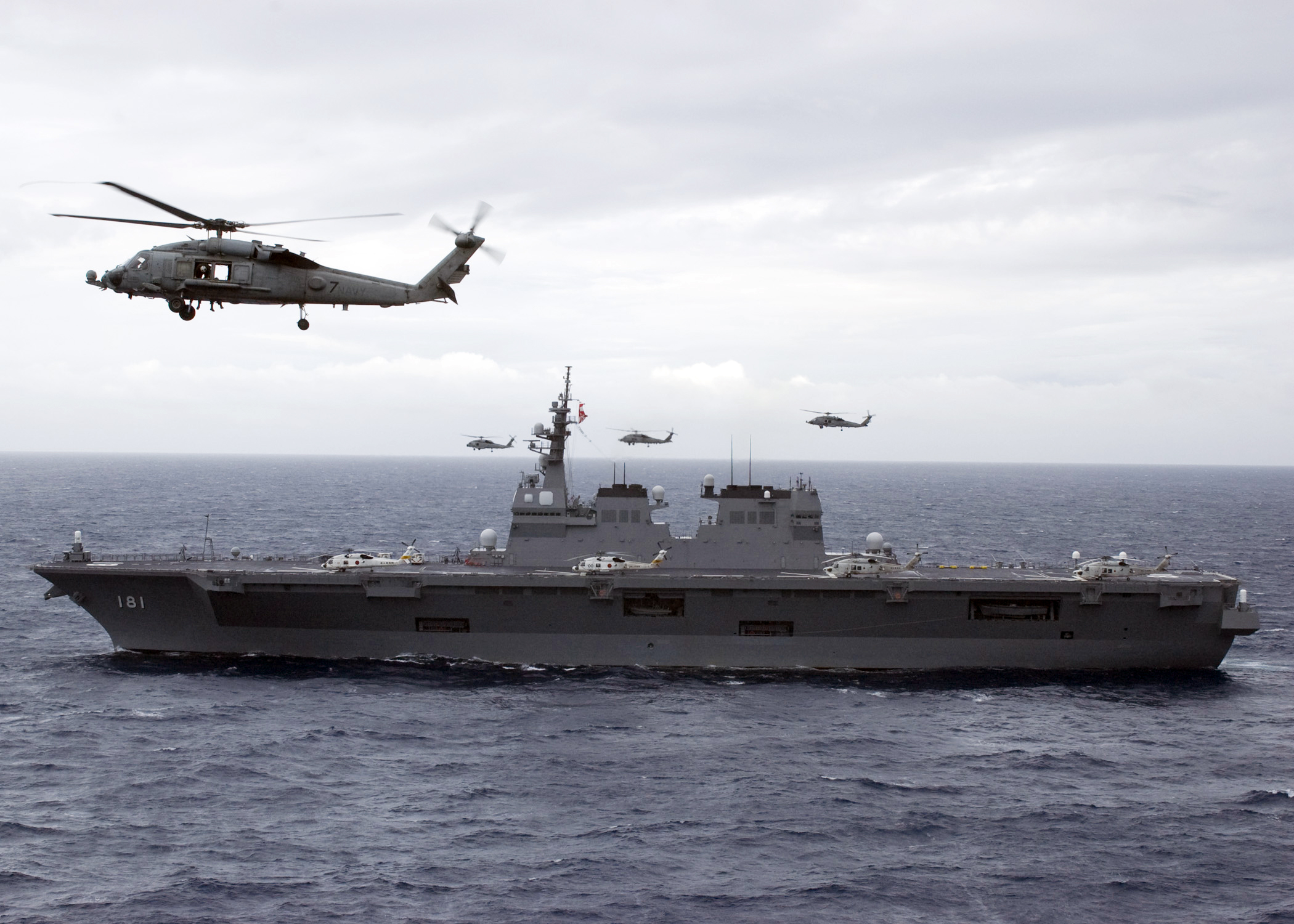
Le JS Hyuga (DDH 181) en 2009.

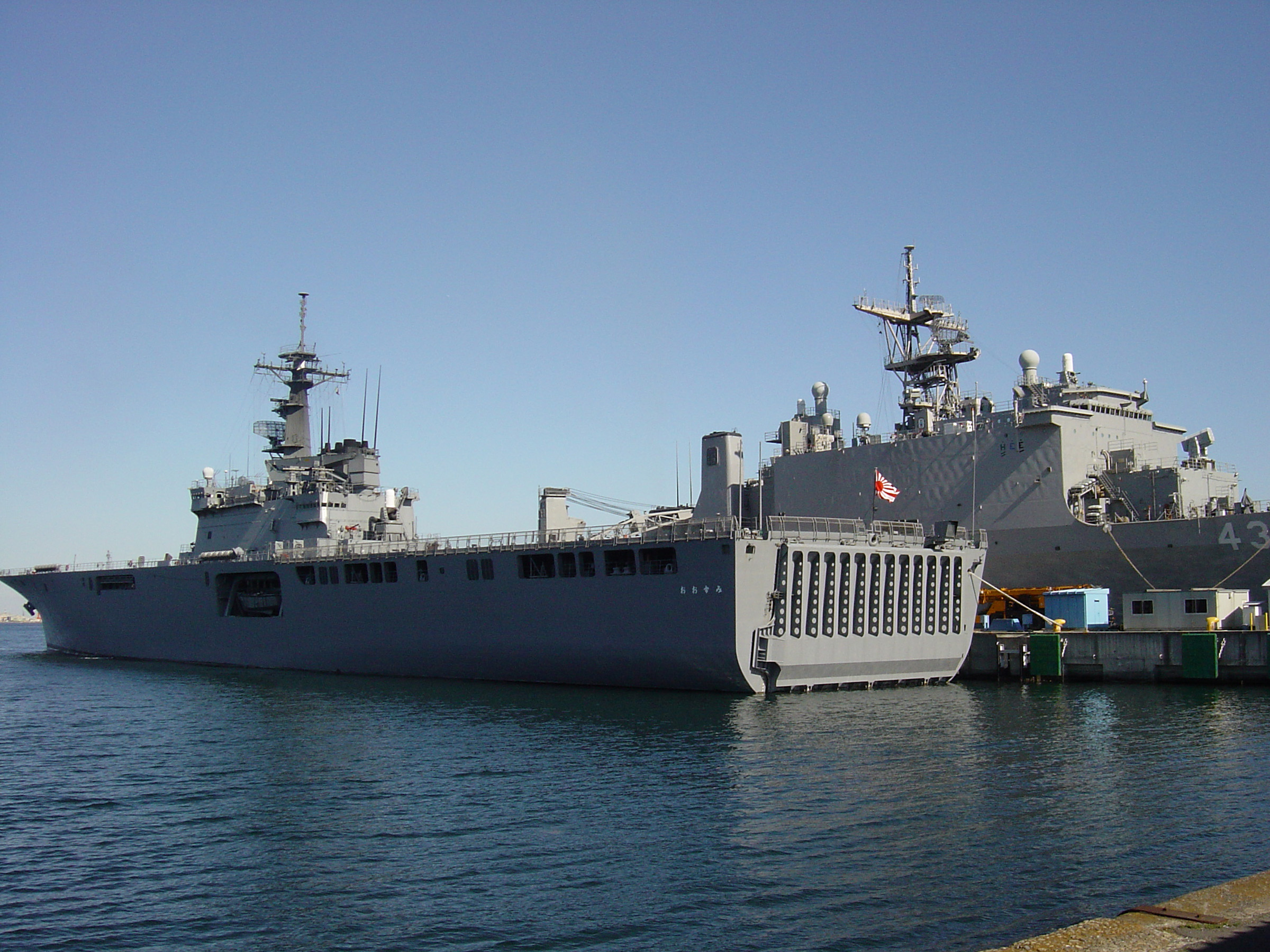
L’Osumi à quai à Yokosuka (7 février 2006)

Puissance économique et ancienne grande puissance militaire, le Japon dévoile au milieu des années 1990 les 3 LPH de 8 900 t de la classe Osumi de la Force maritime d'autodéfense japonaise, qui déclenchent l’anxiété de ses voisins (république populaire de Chine et Corée du Sud) à cause de leurs ponts continus pouvant embarquer des aéronefs ADAC/ADAV bien qu'une déclaration du gouvernement japonais datant de 1988 précise même que « les porte-avions offensifs dépassent le potentiel de guerre nécessaire pour assurer un niveau minimum d’autodéfense, la possession de ces navires est interdite par la Constitution. »
Face à l’opposition politique interne, les Osumi sont transformés en porte-hélicoptères amphibies et de contrôle des mers. Le pont de 160 mètres de long fait cependant fantasmer certains spécialistes, rien n’empêchant à ce que les Osumi embarquent en l’état six hélicoptères de combat AH-IJ Cobra. Par contre, d’importants travaux seraient nécessaires à la mise en œuvre de 3 ou 4 F-35.
Cela ne sera pas nécessaire puisque la Force maritime d'autodéfense japonaise a proposé le programme 16DDH (Classe Hyuga) de 16 000 t dont la dénomination de destroyer porte-hélicoptères ASM ne trompe personne, y compris la Diète. Avec un pont continu de 195 mètres, le Hyuga et son sistership, le Isé entrés en service respectivement en 2009 et 2011 peuvent s'accommoder de dix plutôt que des quatre aéronefs annoncés, dont le AV-8B Harrier II ou, plus sûrement, le F-35, pour lequel l’ascenseur a été dimensionné. Comparables au Principe de Asturias espagnol, bien armés et disposant de puissants systèmes d’information, les Hyuga ambitionnent clairement de devenir des capital ships aptes à déployer une force aéronavale loin de l’archipel, sécuriser les lignes maritimes et faire partie du bouclier antimissile balistique nippo-américain.
Le 23 novembre 2009, le Ministère japonais de la Défense annonce le projet de deux grands porte-hélicoptères appelé par les médias entre autres 22DDH (classe Izumo) ayant un rôle primaire de lutte anti-sous-marine de 248 mètres de long et de 19 500 t de déplacement à vide, embarquant jusqu’à 1 000 marins, cinquante véhicules et quatorze hélicoptères dans le hangar et neuf sur le pont. Susceptible d'embarquer une dizaine de F-35B, le premier entre en service en mars 2015 et le second en 2017. Ils reçoivent les premiers avions Lockheed Martin F-35 Lightning II en août 2025.
En service
- 3 LST/LPD classe Osumi :
  - Osumi,
  - Shimokita,
  - Kunisaki,
- 2 DDH/LHD classe Hyuga :
  - Hyuga,
  - Ise,
- 2 DDH/LHD classe Izumo : 
  - Izumo,
  - Kaga.

Anciens porte-aéronefs de la Marine Impériale du Japon de la Seconde Guerre mondiale
- Porte-avions (CV):
  - Kaga (1921) : coulé, bataille de Midway, juin 1942
  - Akagi (1925) : coulé, bataille de Midway, juin 1942
  - Sōryū (1935) : coulé, bataille de Midway, juin 1942
  - Hiryū (1937) : coulé, bataille de Midway, juin 1942
  - Classe Shōkaku
    - Shōkaku (1939) : coulé, bataille de la mer des Philippines, juin 1944
    - Zuikaku (1939) : coulé, bataille du golfe de Leyte, octobre 1944

  - Classe Unryū
    - Unryū (1943) : coulé par le sous-marin USS Redfish, décembre 1944
    - Amagi (1943) : coulé en juillet 1945
    - Katsuragi (1944) : utilisé comme transport pour rapatrier les troupes japonaise, démantelé

  - Taihō (1940) : coulé à la bataille de la mer des Philippines, juin 1944
  - Shinano (1944) : coulé par le sous-marin USS Archerfish, novembre 1944
- Porte-avions légers/d'escorte (CVL/CVE) 
  - Hōshō (1921) : démantelé en 1946
  - Ryūjō (1931) : coulé, bataille des Salomon de l'Est, août 1942
  - Ryūhō (1933) : endommagé à Kure en juin 1945 par un raid aérien, démantelé en 1946
  - Classe Zuihō
    - Shōhō (1935) : coulé, bataille de la mer de Corail, mai 1942
    - Zuihō (1936) : coulé, bataille du golfe de Leyte, octobre 1944

  - Classe Chitose
    - Chitose (1936) : coulé à la bataille du golfe de Leyte, octobre 1944
    - Chiyoda (1937) : coulé à la bataille du golfe de Leyte, octobre 1944

  - Classe Hiyō
    - Jun'yō (1939) : endommagé à la bataille de la mer des Philippines, juin 1944, démantelé en 1946-47
    - Hiyō (1939) : coulé à la bataille de la mer des Philippines, juin 1944

  - Classe Taiyō
    - Taiyō (1940) : coulé en 1944
    - Un'yō (1939) : coulé par un sous-marin américain, septembre 1944
    - Chūyō (1939) : coulé par un sous-marin américain, décembre 1943

  - Shin'yō (1934) : coulé en 1944
  - Kaiyō (1943) : démantelé en 1946
  - Shimane Maru (1944) : coulé en 1945
- Transport d'hydravions (AV):
  - Mizuho (1939) : coulé par le sous-marin USS Drum, mai 1942
  - Nisshin (1939) : coulé en 1943
  - Notoro (1920) : démoli en 1948,
  - Kamoi (1922) : démoli après 1947
  - Akitsushima (1941) : coulé par la Task Force 38, septembre 1944
  - Classe Kamikawa Maru
    - Kamikawa Maru (1936) : coulé par le sous-marin USS Scamp (SS-277), juillet 1943
    - Kiyokawa Maru (1936) : démoli en 1969
    - Kimikawa Maru (1936) : coulé par le sous-marin USS Sawfish (SS-276), octobre 1944
    - Kunikawa Maru (1937) : démoli après 1947
- Autres porte-aéronefs:
  - Classe Ise (conversions, "cuirassés d'aviation")
    - Ise (1916) : démoli en 1946
    - Hyūga (1917) : coulé en 1945 et démoli en 1947

  - Classe Mogami (conversion, "croiseur d'aviation")
    - Mogami (1934) : coulé en 1944

  - Classe Tone ("croiseurs d'aviation")
    - Tone (1937) : coulé en 1945
    - Chikuma (1938) : coulé en 1944

  - Ōyodo (1942) : démoli en 1948  ("croiseurs d'aviation" léger, mais jamais opéré comme tel)
  - Classe I-400 ("porte-avions sous-marins")
    - I-400 (1944) : coulé le 4 juin 1946 comme cible par les américains
    - I-401 (1944) : coulé le 31 mai 1946 comme cible par les américains
    - I-402 (1944) : coulé le 1er avril 1946 comme cible par les américains

  - Hayasui (1944) : coulé le 19 aout 1944 (conversion, "hybride pétrolier/porte-avion")

Anciens porte-aéronefs de l'Armée Impériale du Japon de la Seconde Guerre mondiale
- Yamashio Mairu (1945) : coulé en 1945
- Shinshū Maru (1934) : coulé en 1945
- Akitsu Maru (1942) : coulé en 1944
- Kumano Maru (1945) : démoli en 1948
- Mayasan Maru (1942) : coulé le 17 novembre 1944
- Tamatsu Maru (1944) : coulé le 19 aout 1944

### Malaisie
La stratégie assez floue de la marine malaise, qui vise toutefois à contrebalancer la supériorité technologique maritime singapourienne et tente de suivre les ambitions de la marine indonésienne en prenant part au contrôle du détroit de Malacca, l’amène à acquérir un navire amphibie de prestige sud-coréen, apte à déployer ses chars polonais PT-91 Twardy, utilisables sur seulement 10 % de son territoire.
Envisagé
- 1 LHD (classe Dokdo)

### Pays-Bas

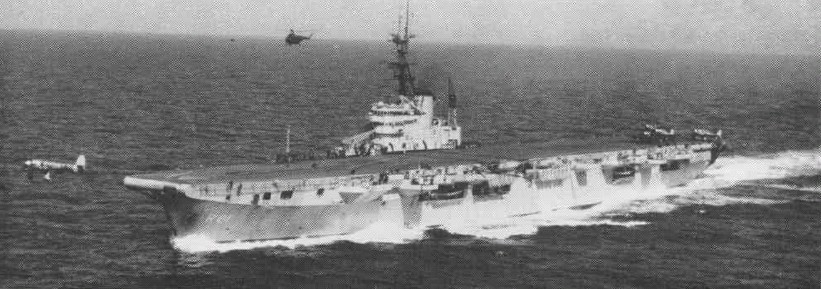
Le Karel Doorman (R81) lançant un Sea Fury (1956)

Durant la bataille de l’Atlantique de la Seconde Guerre mondiale, les Pays-Bas acquièrent une certaine expérience en mettant en œuvre les CAM ships Gadila et Macoma. Dès 1946, la Koninklijke Marine reçoit de la Royal Navy le porte-avions d'escorte HMS Nairana, un bâtiment de classe Nairana, qu’elle renomme en HNLMS Karel Doorman (QH1). Le bâtiment est retourné aux Britanniques en 1948. Le 2 juin, l’HMS Venerable, un porte-avions de classe Colossus, construit entre 1942 et 1945, entre en service en devenant le 2e HRMS Karel Doorman (R81). Durant ses premières années de service, le bâtiment embarque vingt-quatre Firefly et Sea Fury destinés a l'appui aérien rapproché et à l’attaque à la mer plus un Sea Otter de SAR, remplacé par un hélicoptère Sikorsky S-51. De 1955 à 1958, le Karel Doorman est considérablement transformé (installation d'un pont oblique à 8°, remplacement de l’îlot d’origine par des superstructures inspirées de celles des croiseurs de classe De Ruyter, nouvel armement à base de dix canons Bofors 40L70 de 40 mm, nouveaux radars, etc.). Les deux années suivantes, le groupe aéronaval cinq (Smaldeel V) évolue en mer du Nord avec à son bord quatorze bombardiers Avenger, dix chasseurs Sea Hawk et deux hélicoptères S-55. Le 30 mars 1960, le bâtiment est envoyé en Extrême-Orient pour « montrer les couleurs » durant la conquête par l'Indonésie de la Nouvelle-Guinée.
En 1961, l’avionique est une nouvelle fois améliorée et la Smaldell V est mise en œuvre pour l’OTAN à partir d’Invergordon (Écosse) avec la lutte anti-sous-marine (ASM) pour mission principale. L’aviation embarquée est donc modifiée et comprend huit Grumman S-2 Tracker et six hélicoptères S-58, bien que l'on ait décidé son retrait du service au début des années 1970, des avions de patrouille maritime ASM le remplaçant dans ce rôle. En 1968, le Karel Doorman est immobilisé par un incendie. Le coût des réparations est tel que le bâtiment est vendu à l’Argentine. Il faut attendre 40 ans pour que la Koninklijke Marine s'intéresse à nouveau aux porte-aéronefs. La famille Enforcer des arsenaux néerlandais Royal Schelde, qui comprend des bâtiments modulaires allant du LPD de 8 000 ou 13 000 t de classe Rotterdam (deux exemplaires en service) au LHD de 18 000 t, pourrait répondre à ce besoin.
Retirés
- 1 CATOBAR CV (HNLMS Karel Doorman (QH1), ex-HMS Nairana, 1946-1948) ;
- 1 CATOBAR CV (HNLMS Karel Doorman (R81), ex-HMS Venerable (R63) de classe Colossus, 1948-1969).

Envisagé
- 1 LHD

### Russieet ex-URSS

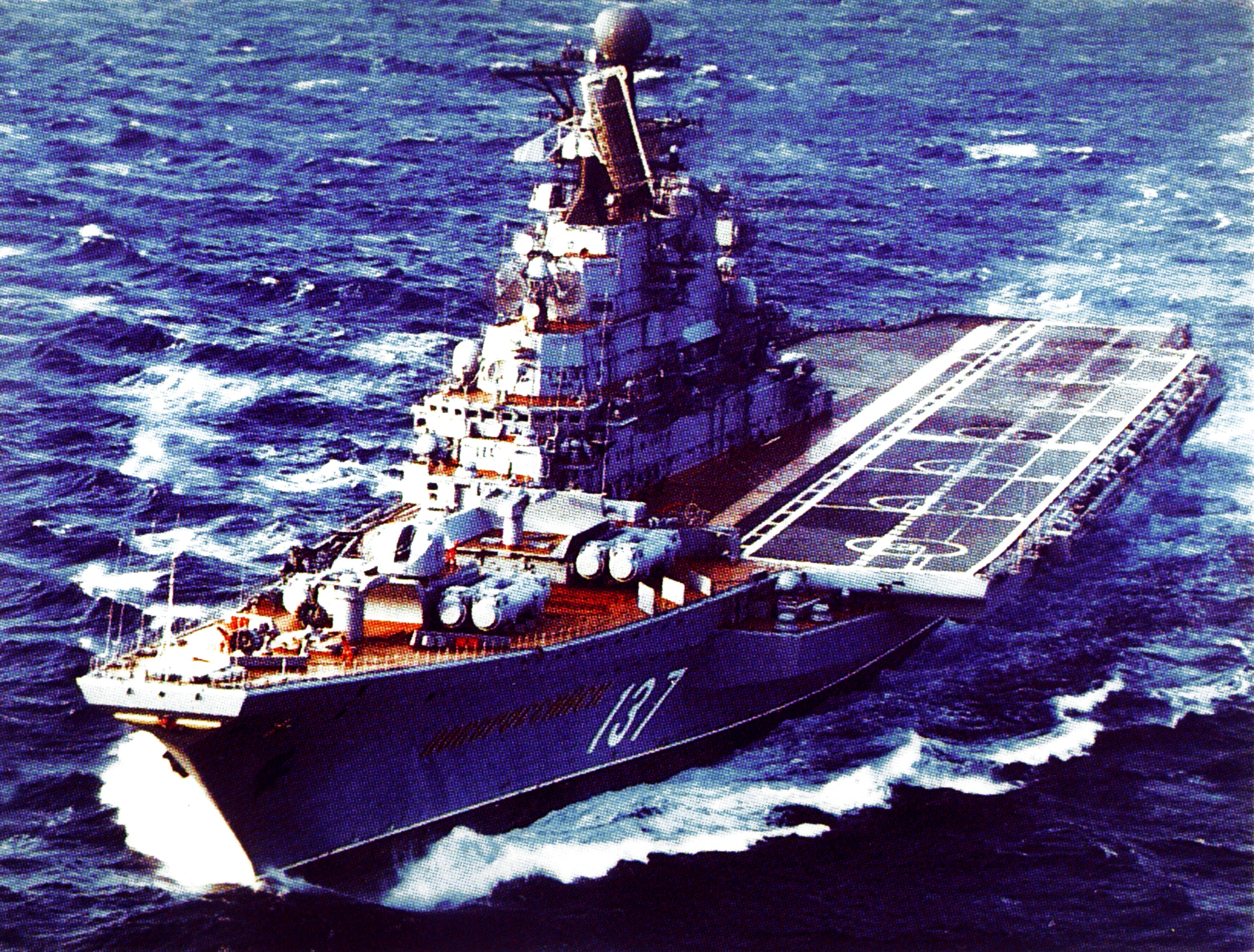
Le Novorossisk (25 mars 1986)

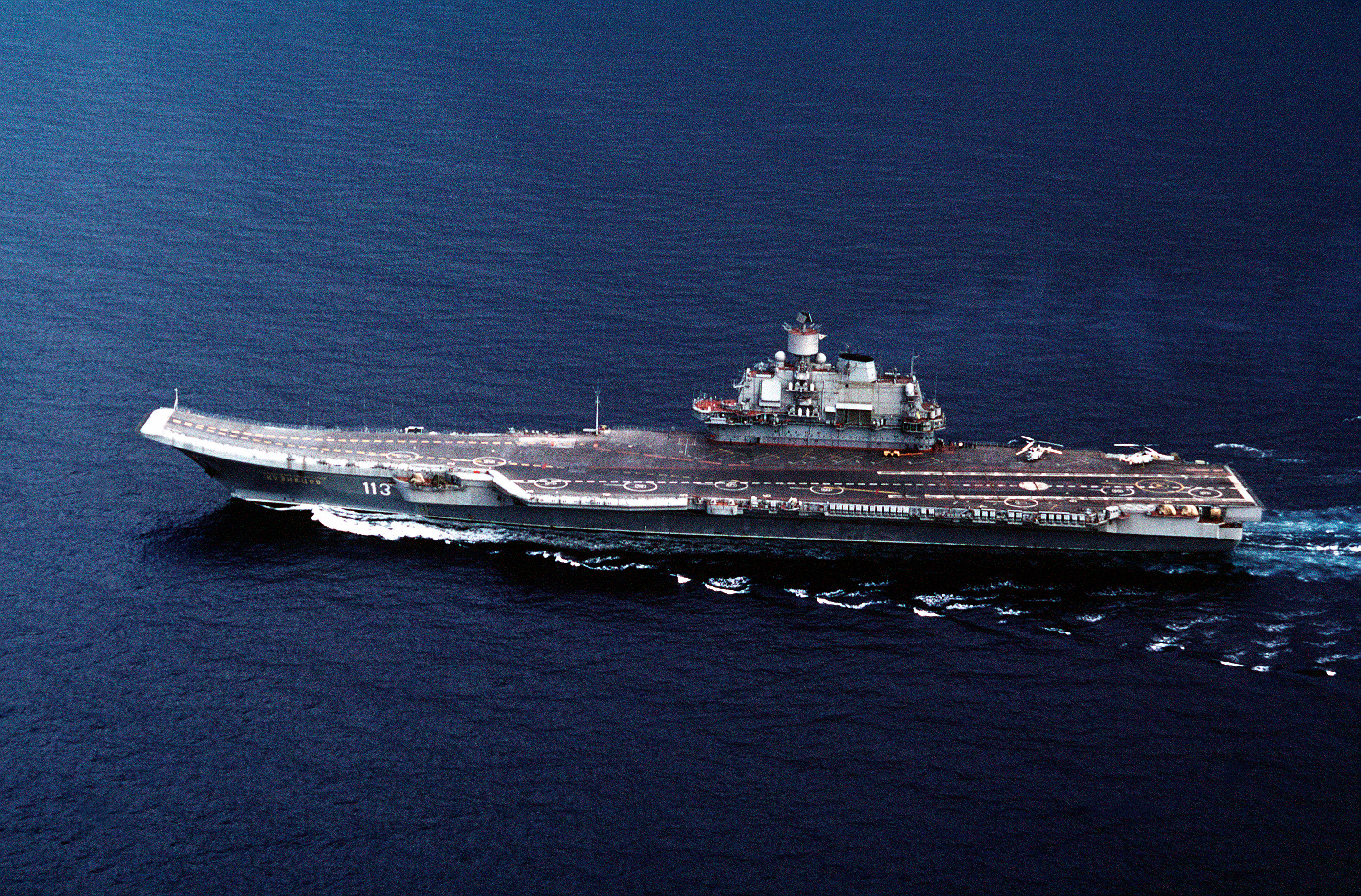
L' Amiral Kouznetsov au sud de l'Italie (10 décembre 1991)

Après la Seconde Guerre mondiale, Joseph Staline décide la mise en place de Forces navales militaires de l’URSS (Военно-морской флот СССР, Voyenno-morskoy flot SSSR) de haute mer mais sans porte-avions, malgré l’insistance de l’amiral Nicolai Kuznetsov, au début des années 1950, en faveur de deux navires (Projet 71) de 10 600 t et (Projet 72) de 23 700 t. L’opinion négative de Nikita Khrouchtchev concernant les forces conventionnelles enterre définitivement les projets. Lorsqu’en 1967, les deux croiseurs porte-hélicoptères (Projet 1123 Kondor)Moskva et Leningrad entrent en service, ils sont les plus lourds bâtiments de la flotte de l’URSS en déplaçant 19 200 t à pleine charge. Armés de missiles ASM à l’avant, ils accommodent à l’arrière quatorze Ka-25 Hormone de l'Aviatsiya Voenno Morskogo Flota (l'aéronavale russe).
En 1973, les Forces navales militaires de l’URSS lancent l’ambitieux Projet 1153 Orel (Орёл) afin de leur donner une capacité en haute mer. Les porte-avions prévus auraient eu un déplacement de 75 000–80 000 t, auraient été dotés de catapultes pour soixante-dix avions conventionnels et auraient été in fine similaires à la classe Kitty Hawk de l’US Navy, la propulsion nucléaire en plus (CATOBAR CVN). Annulé pour raisons budgétaires, le Projet 1153 est remplacé par une classe de 60 000 t pour 50 avions, elle-même annulée pour les mêmes raisons. De fait, le premier porte-avions soviétique est un compromis. Il s’agit du Kiev (Projet 1143, classe Krechyet/Kiev), un STOBAR CV dénommé croiseur porte-avions lourd (TAVKR) de 43 000–45 500 t à pleine charge, suivi de trois sisterships : le Minsk, le Baku (renommé tardivement Amiral Gorshkov) et le Novorossiysk.
La classe ''Kiev'' met en œuvre à la fois des missiles mer-mer, mer-air en proue et un pont oblique pour 12 ou 13 ADAV Yak-38 Forger et 14 à 17 hélicoptères Ka-25 Hormone ou Ka-27 Helix/29. En 1981, l’exercice West-81 convainc à bord du Kiev le ministre de la Défense Oustinov de donner une suite à cette classe. À cette époque, les bureaux d’études travaillent toujours à des designs dérivés du défunt Projet 1153 Orel et à un Kiev doté d’un tremplin à 12°.
Cette solution est retenue sous le nom de Projet 1143.5 Kreml pour l’Amiral Kuznetsov et le Varyag (originellement Tbilisi et Riga), des bâtiments STOBAR CV de 67 500 t pour seize Yak-141 Freestyle, des avions de chasse de 4e génération (douze Su-27 Flanker ou MiG-29K à ailes fixes), quatre Ka-27 Helix, dix-huit Ka-27 PLO et deux Ka-27-S. Similaire aux porte-avions américains, l’Amiral Kouznetsov a un rôle plus défensif de soutien aux SNLE, comme le prouve sa large gamme de missiles mer-mer.
Une résurgence du Projet Orel a lieu en 1984 sous le nom de Projet 1143.7. La tête de classe Oulianovsk, un CATOBAR CVN de 75 000 t, est mise sur cale en novembre 1988, annulée en novembre 1991 alors que le bâtiment était construit à moitié, avant d’être mis à la ferraille en février 1992. On parle, à l’issue d’une longue période d’inactivité pour cause de réparations en 2003-2004, d’une reprise à moyen termes des patrouilles de l’Amiral Kouznetsov dans l’océan Atlantique et en mer Méditerranée à partir de la base de Tartous (Syrie).  
La marine soviétique a démarré le développement de catapulte à vapeur en 1982, et dans la même année une maquette 1:10 a été fabriqué. En 1983 le premier prototype est sorti.
Le système a été installé sur le simulateur НИТКА (наземный испытателъный тренировочный комплекс авиационный) en 1986. Le 7 août 1986 le premier catapultage à vide a été réalisé avec succès, puis successivement des tests sur des masses entre 14 et 17 t ont été menés. Finalement ils ont réussi à obtenir la vitesse entre 180 et 250 km/h.
Plusieurs incidents/accidents ont aussi eu lieu, comme lors d'un test le poids est détaché accidentellement du banc d'essai, le piston a été éjecté à une vitesse de 400 km/h, détruisant entièrement l'avant cylindre de compresseur.
Le système a continué d'être testé sur НИТКА jusqu'à 1988, date à laquelle le catapulte soviétique a été certifié. Il a été prévu d'être installé sur Project 1143.7 mais le secteur aéronautique de l’époque s'oppose formellement à l'idée car cela revient à redesigner une partie des avions aéronavals.
Le poids du secteur aéronautique en URSS fait que le gouvernement soviétique a finalement décidé de continuer sur la voie de tremplin.
Retirés
- 1 LPH (Moskva, 1967-1991) ;
- 1 LPH (Leningrad, 1969-1991) ;
- 1 STOVL CVSG (Kiev, 1975-1993) ;
- 1 STOVL CVSG (Minsk, 1978-1993) ;
- 1 STOVL CVSG (Baku (Amiral Gorshkov), 1982-1993) ;
- 1 STOVL CVSG (Novorossiysk, 1987-1996) ;
- 1 STOBAR CV (Varyag).

En service
- 1 STOBAR CV (Amiral Kuznetsov).

Envisagés
- 5-6 CATOBAR CV envisagé en 2008[101] dans les années 2050. Le programme d'armement russe 2011-2020 ne compte aucun porte-avion et en novembre 2013
- 1 CVN Tchorm[réf. souhaitée]

Abandonnés
- 2 LHD (classe Mistral). Lors de l'implication russe dans la crise ukrainienne de 2013-2014, la France décide de suspendre, puis d'annuler la livraison[53],[54],[55].

### Royaume-Uni
Le 25 juillet 2007, le Premier ministre britannique Gordon Brown a annoncé sa décision de faire construire deux porte-avions, en remplacement des trois porte-aéronefs en activité jusqu'en 2011 au sein de la Royal Navy. Ces bâtiments de la Classe Queen Elizabeth ont été mis à l'eau respectivement en 2014 et 2017 portent les noms de HMS Queen Elizabeth et HMS Prince of Wales. Basés à Portsmouth, ces navires seront les plus grands bâtiments jamais construits par la marine britannique.

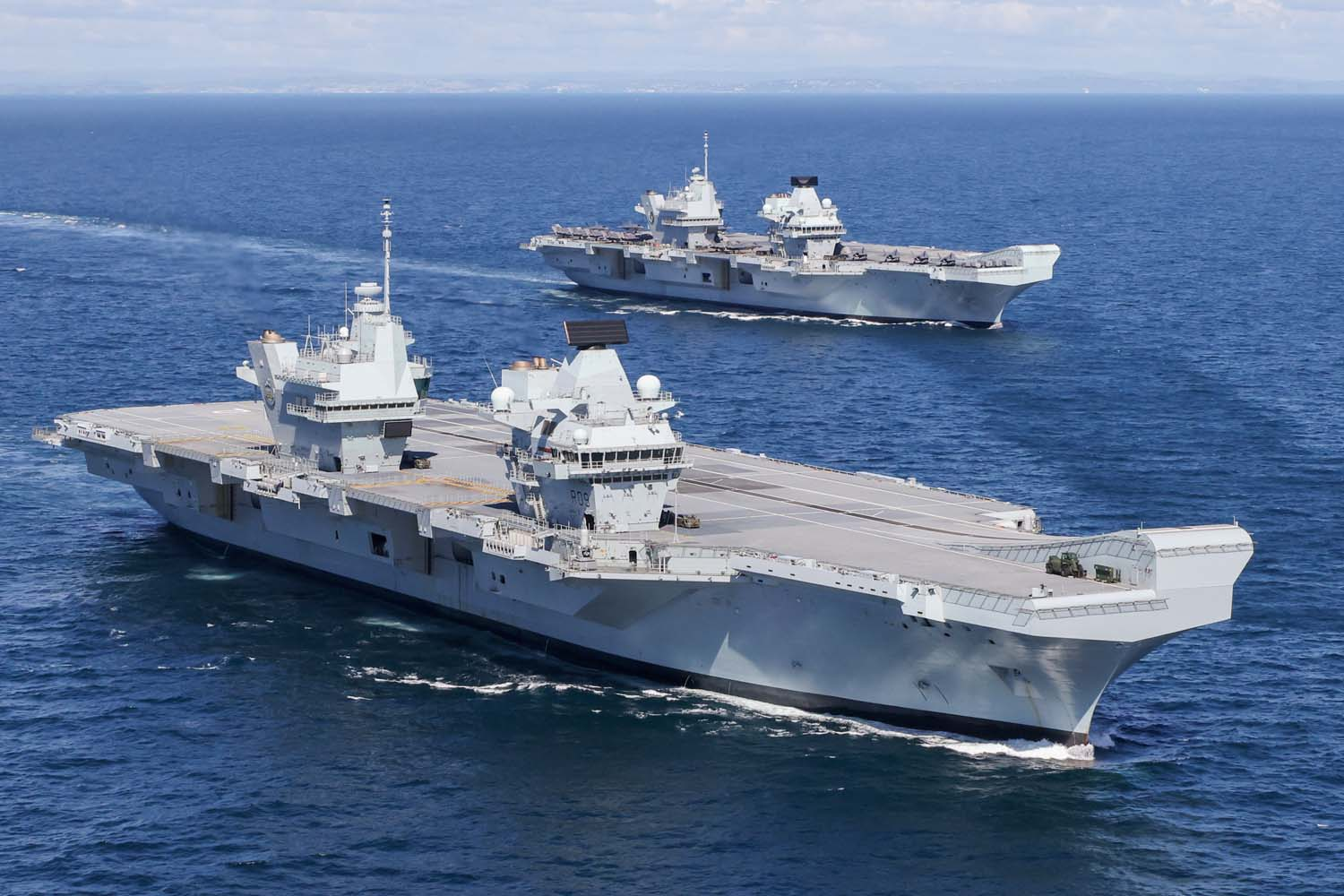
HMS Queen Elizabeth et HMS Prince of Wales en mer

Les caractéristiques de ces navires sont les suivantes :
- Longueur : 284 m.
- Déplacement : 65 000 t à pleine charge.
- Aéronefs : quarante chasseurs multi-rôles F-35B et hélicoptères EH-101 Merlin.
- Vitesse : 25 nœuds.
- Autonomie : 10 000 milles nautiques à 15 nœuds
- Propulsion : 2 turbines à gaz Rolls-Royce Marine Trent MT30 et 4 générateurs Diesel Wärtsilä.
- Équipage : 1 600 personnes (en incluant le personnel du groupe aérien).
- Durée de vie opérationnelle : 50 ans.

Retirés
- 4 STOBAR CVL de la Classe Illustrious, HMS Illustrious (R87), HMS Formidable (67), HMS Victorious (R38) et HMS Indomitable (92).
- 2 STOBAR CVL de la Classe Implacable, HMS Implacable (R86) et HMS Indefatigable (R10).
- 2 STOBAR CVL de la classe Audacious, HMS Eagle (R05) et HMS Ark Royal (91) coulé en 1941 par le U-boot 81.
- 4 CATOBAR CV de la classe Centaur (HMS Centaur (R06)), (HMS Albion (R07)), (HMS Hermes (R12) (1959-1984), (HMS Bulwark (R08) (1954-1981).

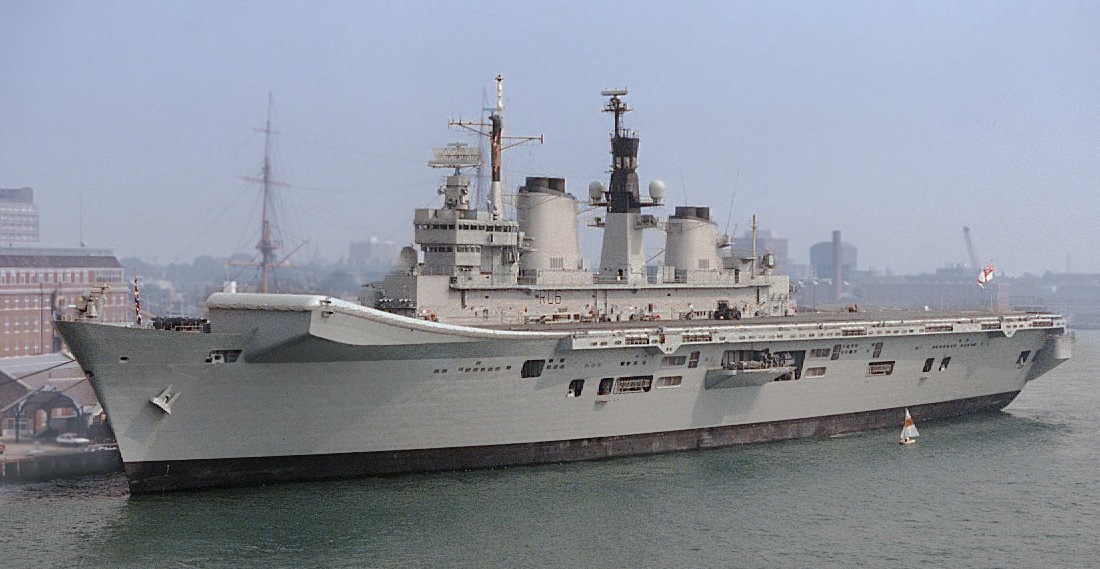
L'HMS Illustrious (R06)

- 3 STOVL CV de la classe Invincible (HMS Invincible (R05) (1980-2005), (HMS Ark Royal (R07)) (1985-2011), (HMS Illustrious (R06)) (1982-2014).

En service
La Royal Navy ne disposait plus de porte-avions en service après le retrait de l'HMS Ark Royal et la mise sous cocon de son autre porte-aéronefs depuis 2011.
- 2 STOVL CV (classe Queen Elizabeth, HMS Queen Elizabeth et HMS Prince of Wales (R09)). Le premier était en chantier depuis 2010 et le second depuis 2011, pour une mise en service en 2018[102].

### Suède

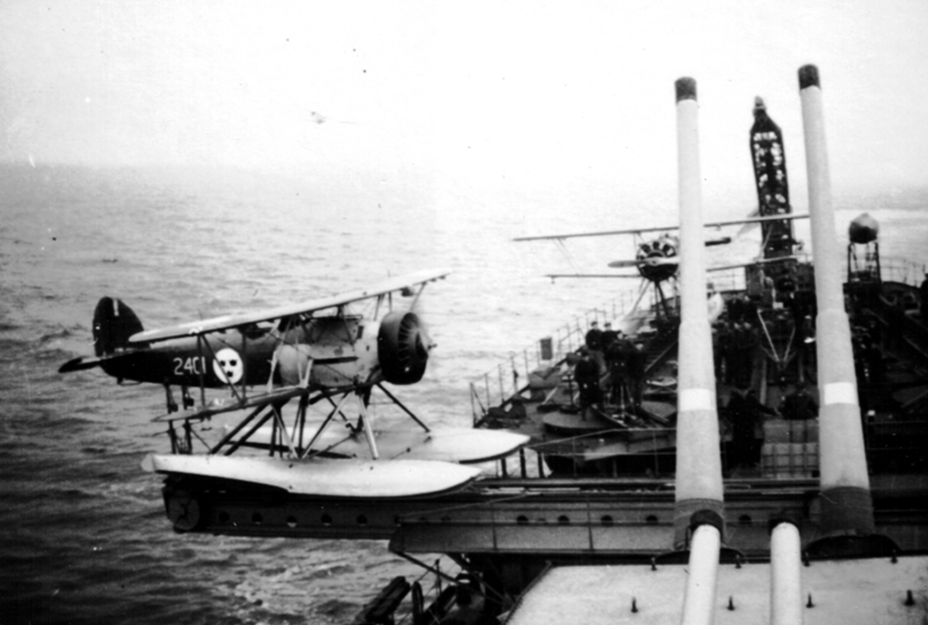
Un Osprey, sur la catapulte du Gotland

La marine royale suédoise ne met en œuvre actuellement aucun porte aéronef à proprement parler. Aujourd'hui, seuls les corvettes de Classe Visby ont la capacité d'accueillir un hélicoptère léger, mais non pas de l'opérer ou déployer.
Dans les années 1930, et durant le début de la Seconde Guerre mondiale, la marine suédoise a également opéré le Gotland, un "croiseur léger porte hydravion", ayant la capacité de déployer 6 hydravions Osprey par le biait d'une catapulte, dont le fait d'arme principal est l'identification du cuirrasé allemend Bismarck par un hydravion, enclanchant ainsi sa traque par les forces alliées.
Retiré
- Croiseur léger porte hydravion HMS Gotland (1933), converti en croiseur anti-air en 1944 et démoli en 1963.

### Thaïlande

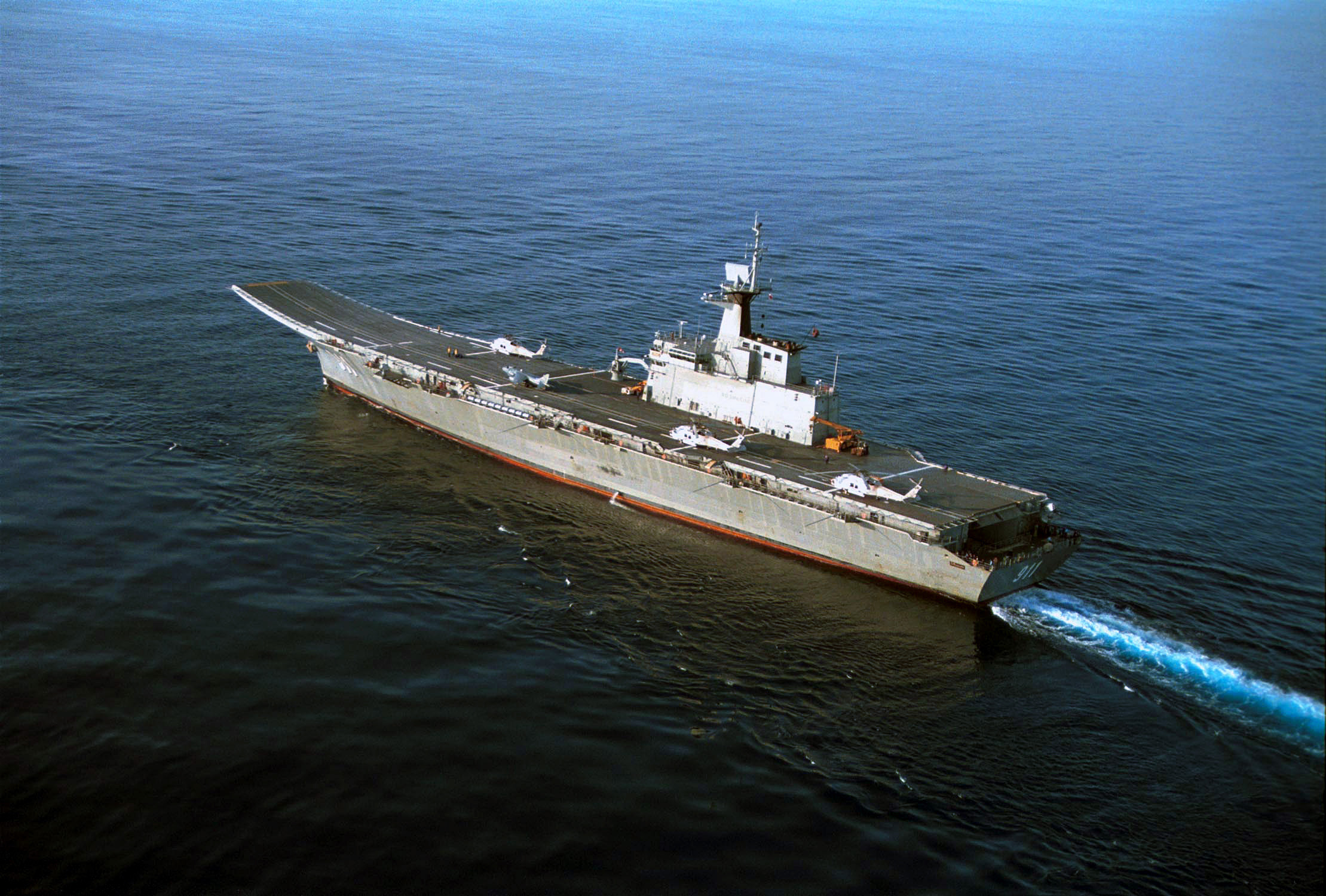
Le HTMS Chakri Naruebet en mer de Chine méridionale (3 avril 2001)

L'aviation navale thaïlandaise (Kongbin Tha Han Lur) met en œuvre du 1er juin 1938 à juin 1951 (date à laquelle elle est dissoute après le coup d’État avorté contre Phibun) différents types d’hydravions et d’aéronefs japonais, britannique et américains, sans posséder de porte-aéronefs. Ce n’est qu’en juillet 1992 que la Marine royale thaïlandaise commande une copie allégée au niveau autodéfense du porte-aéronefs espagnol Príncipe de Asturias, qu’elle commissionne à U-Tapao (en) dans le golfe de Thaïlande le 10 août 1997 sous le nom d’HTMS Chakri Naruebet (thaï จักรีนฤเบศร).
La Marine royale est alors la première marine d’Asie du Sud-Est à posséder un tel bâtiment de 11 486 t dénommé Offshore Patrol Helicopter Carrier (OHPC) avec pour rôle primaire la surveillance de la zone économique exclusive thaïe (ses 80 plates-formes pétrolières comme de sa flotte de pêche, la 3e au monde), le secours en cas de catastrophe naturelle et le SAR. La mission secondaire est, au vu des contestations des frontières de la Thaïlande par le Cambodge, le Viêt Nam et la Malaisie, l’emploi du porte-aéronefs comme bâtiment de contrôle des mers et de lutte anti-sous-marine. À cet effet, l'Espagne transfère 7 Harrier AV-8S Matador de 1re génération (sans radar), 2 Harrier TAV-8S biplaces d'entraînement, tandis que sont acquis 6 hélicoptères S-70B-7 Seahawk ASM.
Bonne plate-forme de surveillance des sous-marins, le Chakri Naruebet est largement sous-employé et n’est intervenu, ni durant la crise au Timor oriental de 1999 de l’ONU, ni lors du tsunami de 2004. De notoriété publique, la concurrence que se livrent le Royal Thai Marine Corps et l’Air and Coastal Defense Command (ACDC) donne la priorité à l’acquisition de sous-marins, de patrouilleurs et de navires amphibies. Surtout, les Harrier AV-8S sont quasiment inopérationnels faute de rechanges (moteurs, etc.) et il n’est pas prévu l’acquisition de Sea Harrier. Des ambitions d’origine à la réalité budgétaire (peu d’activité en haute mer, faible entraînement de l’équipage, réparations non effectuées, dépendance de son escorte, impossibilité de lutter contre la contrebande, etc.), le Chakri Naruebet demeure « un outil de prestige mal employé ».
En service
- 1 STOVL CV (HTMS Chakri Naruebet).

### Turquie
La marine turque s'est dotée d'un bâtiment de projection, l' Anadolu (« Anatolie »). Ce navire dérivé du BPE Juan Carlos I de l’Armada espagnole est long de 225 mètres, large de 32 mètres, avec un déplacement à pleine charge de 28 000 tonnes. Il sera capable d’accueillir 700 hommes de troupe et 250 membres d’équipage, et mettra en œuvre quatre chalands de débarquement, ainsi que soixante-dix véhicules, dont treize chars lourds et vingt-sept véhicules blindés amphibies du type AAV. Il pourra embarquer jusqu'à trente aéronefs, principalement des hélicoptères et éventuellement quelques avions F-35B. Il disposera aussi d'un hôpital de trente lits.
Le premier porte-aéronefs de la marine turque est commandé en septembre 2015. La construction débute le 30 avril 2015 au chantier SEDEF, dans la baie de Tuzla, pour une inauguration le 10 avril 2023,..
En service
- 1 LHD de la classe Juan Carlos I :
  - le TCG Anadolu

## Liste des porte-avions
Le tableau ci-dessous recense uniquement les porte-avions. Les porte-hélicoptères ne sont pas inclus. Les porte-avions en service sont mis en évidence par une nuance de bleu, ceux perdus au combat par une nuance de rouge.
| Nom                   | Marine                                 | no      | Classe               | Type             | Service                 |
| --------------------- | -------------------------------------- | ------- | -------------------- | ---------------- | ----------------------- |
| Abraham Lincoln       | United States Navy                     | CVN-72  | Nimitz               | CATOBAR          | 1989 –…                 |
| Activity              | Royal Navy                             | D94     |                      |                  | 1942 – 1945             |
| Admiralty Islands     | United States Navy                     | CVE-99  | Casablanca           | CATOBAR          | 1944 – 1946             |
| Akagi                 | Marine impériale japonaise             |         | Amagi                | STOBAR           | 1927 – 1942             |
| Albion                | Royal Navy                             | R07     | Centaur              | CATOBAR          | 1954 – 1962             |
| Altamaha              | United States Navy                     | CVE-6   | Bogue                |                  | 1942 – 1942             |
| Altamaha              | United States Navy                     | CVE-18  | Bogue                |                  | 1942 – 1946             |
| Amagi                 | Marine impériale japonaise             |         | Unryū                | STOBAR           | 1944 – 1945             |
| Ameer                 | Royal Navy                             | R01     | Ruler                |                  | 1943 – 1946             |
| America               | United States Navy                     | CV-66   | Kitty Hawk           | CATOBAR          | 1965 – 1996             |
| Amiral Gorchkov       | Marine soviétique Marine russe         | 111     | Kiev                 | VTOL             | 1987 – 1996             |
| Amiral Kouznetsov     | Marine soviétique Marine russe         | 113     | Amiral Kouznetsov    | STOBAR           | 1991 –…                 |
| Antietam              | United States Navy                     | CV-36   | Essex                | CATOBAR          | 1945 – 1963             |
| Anzio                 | United States Navy                     | CVE-57  | Casablanca           | CATOBAR          | 1944 – 1946             |
| Arbiter               | Royal Navy                             | D31     | Ruler                |                  | 1943 – 1946             |
| Archer                | Royal Navy                             | D78     | Long Island          |                  | 1941 – 1943             |
| Argus                 | Royal Navy                             | I49     |                      |                  | 1918 – 1929             |
| Ark Royal             | Royal Navy                             | 91      |                      |                  | 1939 – 1941             |
| Ark Royal             | Royal Navy                             | R09     | Audacious            | CATOBAR          | 1955 – 1978             |
| Ark Royal             | Royal Navy                             | R07     | Invincible           | STOVL            | 1985 – 2011             |
| Arromanches           | Marine nationale                       | R95     | Colossus             | CATOBAR          | 1946 – 1974             |
| Atheling              | Royal Navy                             | D51     | Ruler                |                  | 1943 – 1946             |
| Attacker              | Royal Navy                             | D02     | Attacker             |                  | 1942 – 1946             |
| Attu                  | United States Navy                     | CVE-102 | Casablanca           | CATOBAR          | 1944 – 1946             |
| Audacity              | Royal Navy                             | D10     |                      |                  | 1941 – 1941             |
| Avenger               | Royal Navy                             | D14     |                      |                  | 1942 – 1942             |
| Badoeng Strait        | United States Navy                     | CVE-116 | Commencement Bay     |                  | 1945 – 1957             |
| Baffins               | United States Navy                     | CVE-35  | Bogue                |                  | 1943 – 1943             |
| Bairoko               | United States Navy                     | CVE-115 | Commencement Bay     |                  | 1945 – 1955             |
| Barnes                | United States Navy                     | CVE-7   | Bogue                |                  | 1942 – 1942             |
| Barnes                | United States Navy                     | CVE-20  | Bogue                |                  | 1942 – 1946             |
| Bastian               | United States Navy                     | CVE-37  | Bogue                |                  | 1942 – 1942             |
| Bataan                | United States Navy                     | CVL-29  | Independence         |                  | 1943 – 1954             |
| Battler               | Royal Navy                             | D18     | Attacker             |                  | 1942 – 1946             |
| Béarn                 | Marine nationale                       |         | Normandie            | STOBAR           | 1927 – 1948             |
| Begum                 | Royal Navy                             | D38     | Ruler                |                  | 1944 – 1946             |
| Belleau Wood          | United States Navy                     | CVL-24  | Independence         |                  | 1943 – 1947             |
| Bennington            | United States Navy                     | CV-20   | Essex                | CATOBAR          | 1944 – 1970             |
| Bismarck Sea          | United States Navy                     | CVE-95  | Casablanca           | CATOBAR          | 1944 – 1945             |
| Biter                 | Royal Navy                             | D97     | Avenger              |                  | 1940 – 1945             |
| Block Island          | United States Navy                     | CVE-21  | Bogue                |                  | 1943 – 1944             |
| Block Island          | United States Navy                     | CVE-106 | Commencement Bay     |                  | 1944 – 1954             |
| Bogue                 | United States Navy                     | CVE-9   | Bogue                |                  | 1942 – 1946             |
| Bois Belleau          | Marine nationale                       | R97     | Independence         |                  | 1953 – 1960             |
| Bolinas               | United States Navy                     | CVE-36  | Bogue                |                  | 1943 – 1943             |
| Bon Homme Richard     | United States Navy                     | CV-31   | Essex                | CATOBAR          | 1944 – 1971             |
| Bonaventure           | Marine royale canadienne               | CVL-22  | Majestic             | CATOBAR          | 1957 – 1970             |
| Bougainville          | United States Navy                     | CVE-100 | Casablanca           | CATOBAR          | 1944 – 1946             |
| Boxer                 | United States Navy                     | CV-21   | Essex                | CATOBAR          | 1945 – 1969             |
| Breton                | United States Navy                     | CVE-10  | Bogue                |                  | 1943 – 1943             |
| Breton                | United States Navy                     | CVE-23  | Bogue                |                  | 1943 – 1946             |
| Bulwark               | Royal Navy                             | R08     | Centaur              | CATOBAR          | 1954 – 1981             |
| Bunker Hill           | United States Navy                     | CV-17   | Essex                | CATOBAR          | 1943 – 1947             |
| Cabot                 | United States Navy                     | CVL-28  | Independence         |                  | 1943 – 1955             |
| Campania              | Royal Navy                             | D48     | Nairana              |                  | 1944 – 1952             |
| Cape Esperance        | United States Navy                     | CVE-88  | Casablanca           | CATOBAR          | 1944 – 1959             |
| Cape Gloucester       | United States Navy                     | CVE-109 | Commencement Bay     |                  | 1945 – 1946             |
| Card                  | United States Navy                     | CVE-11  | Bogue                |                  | 1942 – 1946             |
| Carl Vinson           | United States Navy                     | CVN-70  | Nimitz               | CATOBAR          | 1982 –…                 |
| Carnegie              | United States Navy                     | CVE-38  | Bogue                |                  | 1943 – 1943             |
| Casablanca            | United States Navy                     | CVE-55  | Casablanca           | CATOBAR          | 1943 – 1946             |
| Cavour                | Marina Militare                        | 550     |                      | V/STOL           | 2008 –…                 |
| Centaur               | Royal Navy                             | R06     | Centaur              | CATOBAR          | 1953 – 1965             |
| Chakri Naruebet       | Marine royale thaïlandaise             | 911     | Príncipe de Asturias | STOVL            | 1997 –…                 |
| Charger               | United States Navy                     | CVE-30  | Avenger              |                  | 1942 – 1946             |
| Charger               | Royal Navy                             | D27     | Avenger              |                  | 1942 – 1942             |
| Charles de Gaulle     | Marine nationale                       | R91     |                      | CATOBAR          | 2001 –…                 |
| Chaser                | Royal Navy                             | D32     | Attacker             |                  | 1943 – 1946             |
| Chatham               | United States Navy                     | CVE-32  | Bogue                |                  | 1943 – 1943             |
| Chenango              | United States Navy                     | CVE-28  | Sangamon             |                  | 1942 – 1946             |
| Chitose               | Marine impériale japonaise             |         | Chitose              | STOBAR           | 1942 – 1944             |
| Chiyoda               | Marine impériale japonaise             |         | Chitose              | STOBAR           | 1943 – 1944             |
| Chūyō                 | Marine impériale japonaise             |         | Taiyō                | STOBAR           | 1942 – 1943             |
| Clemenceau            | Marine nationale                       | R98     | Clemenceau           | CATOBAR          | 1961 – 1997             |
| Colossus              | Royal Navy                             | R15     | Colossus             | CATOBAR          | 1944 – 1946             |
| Commencement Bay      | United States Navy                     | CVE-105 | Commencement Bay     |                  | 1944 – 1946             |
| Constellation         | United States Navy                     | CV-64   | Kitty Hawk           | CATOBAR          | 1961 – 2003             |
| Copahee               | United States Navy                     | CVE-12  | Bogue                |                  | 1942 – 1946             |
| Coral Sea             | United States Navy                     | CV-43   | Midway               |                  | 1947 – 1990             |
| Cordova               | United States Navy                     | CVE-39  | Bogue                |                  | 1943 – 1943             |
| Core                  | United States Navy                     | CVE-13  | Bogue                |                  | 1942 – 1946             |
| Corregidor            | United States Navy                     | CVE-58  | Casablanca           | CATOBAR          | 1943 – 1958             |
| Courageous            | Royal Navy                             | 50      | Courageous           |                  | 1928 – 1939             |
| Cowpens               | United States Navy                     | CVL-25  | Independence         |                  | 1943 – 1947             |
| Croatan               | United States Navy                     | CVE-14  | Bogue                |                  | 1943 – 1943             |
| Croatan               | United States Navy                     | CVE-25  | Bogue                |                  | 1943 – 1946             |
| Dasher                | Royal Navy                             | D37     | Avenger              |                  | 1942 – 1943             |
| Dédalo                | Marine espagnole                       |         | Independence         |                  | 1967 – 1989             |
| Delgada               | United States Navy                     | CVE-40  | Bogue                |                  | 1943 – 1943             |
| Dixmude               | Marine nationale                       |         | Avenger              |                  | 1945 – 1966             |
| Dwight D. Eisenhower  | United States Navy                     | CVN-69  | Nimitz               | CATOBAR          | 1977 –…                 |
| Eagle                 | Royal Navy                             | 94      |                      |                  | 1924 – 1942             |
| Eagle                 | Royal Navy                             | R05     | Audacious            | CATOBAR          | 1951 – 1972             |
| Edisto                | United States Navy                     | CVE-41  | Bogue                |                  | 1943 – 1943             |
| Emperor               | Royal Navy                             | D98     | Ruler                |                  | 1943 – 1946             |
| Empress               | Royal Navy                             | D42     | Ruler                |                  | 1943 – 1946             |
| Enterprise            | United States Navy                     | CV-6    | Yorktown             |                  | 1938 – 1947             |
| Enterprise            | United States Navy                     | CVN-65  |                      |                  | 1961 – 2012             |
| Essex                 | United States Navy                     | CV-9    | Essex                | CATOBAR          | 1942 – 1969             |
| Estero                | United States Navy                     | CVE-42  | Bogue                |                  | 1943 – 1943             |
| Fanshaw Bay           | United States Navy                     | CVE-70  | Casablanca           | CATOBAR          | 1943 – 1946             |
| Fencer                | Royal Navy                             | D64     | Attacker             |                  | 1943 – 1946             |
| Foch                  | Marine nationale                       | R99     | Clemenceau           | CATOBAR          | 1963 – 2000             |
| Formidable            | Royal Navy                             | 67      | Illustrious          | CATOBAR          | 1940 – 1947             |
| Forrestal             | United States Navy                     | CV-59   | Forrestal            | CATOBAR          | 1955 – 1993             |
| Franklin              | United States Navy                     | CV-13   | Essex                | CATOBAR          | 1944 – 1947             |
| Franklin D. Roosevelt | United States Navy                     | CV-42   | Midway               |                  | 1945 – 1977             |
| Furious               | Royal Navy                             | 47      | Courageous           |                  | 1917 – 1945             |
| Gambier Bay           | United States Navy                     | CVE-73  | Casablanca           | CATOBAR          | 1943 – 1944             |
| George H. W. Bush     | United States Navy                     | CVN-77  | Nimitz               | CATOBAR          | 2009 –…                 |
| George Washington     | United States Navy                     | CVN-73  | Nimitz               | CATOBAR          | 1992 –…                 |
| Gerald R. Ford        | United States Navy                     | CVN-78  | Gerald R. Ford       | CATOBAR          | 2017 –…                 |
| Gilbert Islands       | United States Navy                     | CVE-107 | Commencement Bay     |                  | 1945 – 1955             |
| Giuseppe Garibaldi    | Marina Militare                        | 551     |                      | STOVL            | 1983 – 2024             |
| Glacier               | United States Navy                     | CVE-33  | Bogue                |                  | 1943 – 1943             |
| Glorious              | Royal Navy                             | 77      | Courageous           |                  | 1930 – 1940             |
| Glory                 | Royal Navy                             | 62      | Colossus             | CATOBAR          | 1943 – 1956             |
| Guadalcanal           | United States Navy                     | CVE-60  | Casablanca           | CATOBAR          | 1943 – 1946             |
| Hamlin                | United States Navy                     | CVE-15  | Bogue                |                  | 1942 – 1942             |
| Hancock               | United States Navy                     | CV-19   | Essex                | CATOBAR          | 1944 – 1976             |
| Harry S. Truman       | United States Navy                     | CVN-75  | Nimitz               | CATOBAR          | 1998 –…                 |
| Hermes                | Royal Navy                             | 95      |                      | CATOBAR / STOBAR | 1924 – 1942             |
| Hermes                | Royal Navy                             | R12     | Centaur              | CATOBAR / STOVL  | 1959 – 1984             |
| Hiryū                 | Marine impériale japonaise             |         |                      | STOBAR           | 1939 – 1942             |
| Hiyō                  | Marine impériale japonaise             |         | Hiyō                 | STOBAR           | 1942 – 1944             |
| Hoggatt Bay           | United States Navy                     | CVE-75  | Casablanca           | CATOBAR          | 1944 – 1946             |
| Hollandia             | United States Navy                     | CVE-97  | Casablanca           | CATOBAR          | 1944 – 1947             |
| Hornet                | United States Navy                     | CV-8    | Yorktown             |                  | 1941 – 1942             |
| Hornet                | United States Navy                     | CV-12   | Essex                | CATOBAR          | 1943 – 1970             |
| Hōshō                 | Marine impériale japonaise             |         |                      | STOBAR           | 1922 – 1946             |
| Hunter                | Royal Navy                             | D80     | Attacker             |                  | 1943 – 1945             |
| Illustrious           | Royal Navy                             | 87      | Illustrious          | CATOBAR          | 1940 – 1954             |
| Illustrious           | Royal Navy                             | R06     | Invincible           | STOVL            | 1982 – 2014             |
| Implacable            | Royal Navy                             | R86     | Implacable           | CATOBAR          | 1944 – 1954             |
| Indefatigable         | Royal Navy                             | R10     | Implacable           | CATOBAR          | 1944 – 1946             |
| Independence          | United States Navy                     | CVL-22  | Independence         |                  | 1943 – 1946             |
| Independence          | United States Navy                     | CV-62   | Forrestal            | CATOBAR          | 1959 – 1998             |
| Independencia         | Marine argentine                       | V-1     | Colossus             | CATOBAR          | 1958 – 1970             |
| Indomitable           | Royal Navy                             | 92      | Illustrious          | CATOBAR          | 1941 – 1953             |
| Intrepid              | United States Navy                     | CV-11   | Essex                | CATOBAR          | 1943 – 1974             |
| Invincible            | Royal Navy                             | R05     | Invincible           | STOVL            | 1980 – 2005             |
| Izumo                 | Force maritime d'autodéfense japonaise | DDH-183 | Izumo                | STOVL            | 2015 –…                 |
| Jamaica               | United States Navy                     | CVE-43  | Bogue                |                  | 1943 – 1943             |
| John C. Stennis       | United States Navy                     | CVN-74  | Nimitz               | CATOBAR          | 1995 –…                 |
| John F. Kennedy       | United States Navy                     | CV-67   | Kitty Hawk           | CATOBAR          | 1968 – 2007             |
| Juan Carlos I         | Marine espagnole                       |         | Juan Carlos I        | STOVL            | 2010 –…                 |
| Jun'yō                | Marine impériale japonaise             |         | Hiyō                 | STOBAR           | 1942 – 1946             |
| Kadashan Bay          | United States Navy                     | CVE-76  | Casablanca           | CATOBAR          | 1944 – 1946             |
| Kaga                  | Marine impériale japonaise             |         |                      | STOBAR           | 1928 – 1942             |
| Kaga                  | Force maritime d'autodéfense japonaise | DDH-184 | Izumo                | STOVL            | 2017 –…                 |
| Kaiyō                 | Marine impériale japonaise             |         |                      | STOBAR           | 1943 – 1945             |
| Kalinin Bay           | United States Navy                     | CVE-68  | Casablanca           | CATOBAR          | 1943 – 1946             |
| Karel Doorman         | Marine royale néerlandaise             | QH1     | Nairana              |                  | 1946 – 1948             |
| Karel Doorman         | Marine royale néerlandaise             | R81     | Colossus             | CATOBAR          | 1948 – 1968             |
| Kasaan Bay            | United States Navy                     | CVE-69  | Casablanca           | CATOBAR          | 1943 – 1946             |
| Katsuragi             | Marine impériale japonaise             |         | Unryū                | STOBAR           | 1944 – 1945             |
| Kearsarge             | United States Navy                     | CV-33   | Essex                | CATOBAR          | 1946 – 1970             |
| Keweenaw              | United States Navy                     | CVE-44  | Bogue                |                  | 1943 – 1943             |
| Khedive               | Royal Navy                             | D62     | Ruler                |                  | 1943 – 1946             |
| Kiev                  | Marine soviétique Marine russe         | 075     | Kiev                 | VTOL             | 1975 – 1993             |
| Kitkun Bay            | United States Navy                     | CVE-71  | Casablanca           | CATOBAR          | 1943 – 1946             |
| Kitty Hawk            | United States Navy                     | CV-63   | Kitty Hawk           | CATOBAR          | 1961 – 2009             |
| Kula Gulf             | United States Navy                     | CVE-108 | Commencement Bay     |                  | 1945 – 1969             |
| Kwajalein             | United States Navy                     | CVE-98  | Casablanca           | CATOBAR          | 1944 – 1946             |
| La Fayette            | Marine nationale                       | R96     | Independence         |                  | 1951 – 1963             |
| Lake Champlain        | United States Navy                     | CV-39   | Essex                | CATOBAR          | 1945 – 1966             |
| Langley               | United States Navy                     | CV-1    |                      |                  | 1922 – 1938             |
| Langley               | United States Navy                     | CVL-27  | Independence         |                  | 1943 – 1947             |
| Lexington             | United States Navy                     | CV-2    | Lexington            |                  | 1927 – 1942             |
| Lexington             | United States Navy                     | CV-16   | Essex                | CATOBAR          | 1943 – 1991             |
| Leyte                 | United States Navy                     | CV-32   | Essex                | CATOBAR          | 1946 – 1959             |
| Liaoning              | Marine chinoise                        | 16      | Type 001             | STOBAR           | 2012 –…                 |
| Liscome Bay           | United States Navy                     | CVE-56  | Casablanca           | CATOBAR          | 1943 – 1943             |
| Long Island           | United States Navy                     | CVE-1   | Long Island          |                  | 1941 – 1946             |
| Lunga Point           | United States Navy                     | CVE-94  | Casablanca           | CATOBAR          | 1944 – 1946             |
| Magnificent           | Marine royale canadienne               | CVL-21  | Majestic             | CATOBAR          | 1948 – 1956             |
| Makassar Strait       | United States Navy                     | CVE-91  | Casablanca           | CATOBAR          | 1944 – 1946             |
| Makin Island          | United States Navy                     | CVE-93  | Casablanca           | CATOBAR          | 1944 – 1946             |
| Manila Bay            | United States Navy                     | CVE-61  | Casablanca           | CATOBAR          | 1943 – 1946             |
| Marcus Island         | United States Navy                     | CVE-77  | Casablanca           | CATOBAR          | 1944 – 1946             |
| Matanikau             | United States Navy                     | CVE-101 | Casablanca           | CATOBAR          | 1944 – 1946             |
| Melbourne             | Royal Australian Navy                  | R21     | Majestic             | CATOBAR          | 1955 – 1982             |
| Midway                | United States Navy                     | CV-41   | Midway               |                  | 1945 – 1992             |
| Minas Gerais          | Marine brésilienne                     | A11     | Colossus             |                  | 1960 – 2001             |
| Mindoro               | United States Navy                     | CVE-120 | Commencement Bay     |                  | 1945 – 1955             |
| Minsk                 | Marine soviétique Marine russe         | 025/011 | Kiev                 | VTOL             | 1978 – 1993             |
| Mission Bay           | United States Navy                     | CVE-59  | Casablanca           | CATOBAR          | 1943 – 1958             |
| Monterey              | United States Navy                     | CVL-26  | Independence         |                  | 1943 – 1956             |
| Munda                 | United States Navy                     | CVE-104 | Casablanca           | CATOBAR          | 1944 – 1946             |
| Nabob                 | Royal Navy                             | D77     | Bogue                |                  | 1943 – 1944             |
| Nairana               | Royal Navy                             | D05     | Nairana              |                  | 1943 – 1956             |
| Nassau                | United States Navy                     | CVE-16  | Bogue                |                  | 1942 – 1946             |
| Natoma Bay            | United States Navy                     | CVE-62  | Casablanca           | CATOBAR          | 1943 – 1946             |
| Nehenta Bay           | United States Navy                     | CVE-74  | Casablanca           | CATOBAR          | 1944 – 1946             |
| Niantic               | United States Navy                     | CVE-46  | Bogue                |                  | 1943 – 1943             |
| Nimitz                | United States Navy                     | CVN-68  | Nimitz               | CATOBAR          | 1975 –…                 |
| Novorossiisk          | Marine soviétique Marine russe         | 137     | Kiev                 | VTOL             | 1982 – 1993             |
| Ocean                 | Royal Navy                             | R68     | Colossus             | CATOBAR          | 1945 – 1960             |
| Ommaney Bay           | United States Navy                     | CVE-79  | Casablanca           | CATOBAR          | 1944 – 1945             |
| Oriskany              | United States Navy                     | CV-34   | Essex                | CATOBAR          | 1950 – 1975             |
| Palau                 | United States Navy                     | CVE-122 | Commencement Bay     |                  | 1946 – 1954             |
| Patroller             | Royal Navy                             | D07     | Bogue                |                  | 1943 – 1947             |
| Perdido               | United States Navy                     | CVE-47  | Bogue                |                  | 1943 – 1944             |
| Petrof Bay            | United States Navy                     | CVE-80  | Casablanca           | CATOBAR          | 1944 – 1946             |
| Philippine Sea        | United States Navy                     | CV-47   | Essex                | CATOBAR          | 1946 – 1958             |
| Point Cruz            | United States Navy                     | CVE-119 | Commencement Bay     |                  | 1945 – 1956             |
| Premier               | Royal Navy                             | D23     | Bogue                |                  | 1943 – 1946             |
| Pretoria Castle       | Royal Navy                             | F61     |                      |                  | 1943 – 1946             |
| Prince of Wales       | Royal Navy                             | R09     | Queen Elizabeth      | STOVL            | 2019 –…                 |
| Prince William        | United States Navy                     | CVE-19  | Bogue                |                  | 1943 – 1943             |
| Prince William        | United States Navy                     | CVE-31  | Bogue                |                  | 1943 – 1946             |
| Princeton             | United States Navy                     | CVL-23  | Independence         |                  | 1943 – 1944             |
| Princeton             | United States Navy                     | CV-37   | Essex                | CATOBAR          | 1945 – 1970             |
| Príncipe de Asturias  | Marine espagnole                       | R11     | Príncipe de Asturias | STOVL            | 1988 – 2013             |
| Puget Sound           | United States Navy                     | CVE-113 | Commencement Bay     |                  | 1945 – 1946             |
| Puncher               | Royal Navy                             | D79     | Bogue                |                  | 1944 – 1946             |
| Pursuer               | Royal Navy                             | D73     | Bogue                |                  | 1942 – 1946             |
| Pybus                 | United States Navy                     | CVE-34  | Bogue                |                  | 1943 – 1943             |
| Queen                 | Royal Navy                             | D19     | Bogue                |                  | 1943 – 1947             |
| Queen Elizabeth       | Royal Navy                             | R08     | Queen Elizabeth      | STOVL            | 2017 –…                 |
| Rajah                 | Royal Navy                             | D10     | Bogue                |                  | 1943 – 1947             |
| Randolph              | United States Navy                     | CV-15   | Essex                | CATOBAR          | 1944 – 1969             |
| Ranee                 | Royal Navy                             | D03     | Bogue                |                  | 1943 – 1947             |
| Ranger                | United States Navy                     | CV-4    |                      |                  | 1934 – 1946             |
| Ranger                | United States Navy                     | CV-61   | Forrestal            | CATOBAR          | 1957 – 1993             |
| Ravager               | Royal Navy                             | D70     | Bogue                |                  | 1943 – 1946             |
| Reaper                | Royal Navy                             | D82     | Bogue                |                  | 1944 – 1946             |
| Rendova               | United States Navy                     | CVE-114 | Commencement Bay     |                  | 1945 – 1955             |
| Roi                   | United States Navy                     | CVE-103 | Casablanca           | CATOBAR          | 1944 – 1946             |
| Ronald Reagan         | United States Navy                     | CVN-76  | Nimitz               | CATOBAR          | 2003 –…                 |
| Rudyerd Bay           | United States Navy                     | CVE-81  | Casablanca           | CATOBAR          | 1944 – 1946             |
| Ruler                 | Royal Navy                             | D72     | Bogue                |                  | 1943 – 1946             |
| Ryūhō                 | Marine impériale japonaise             |         |                      | STOBAR           | 1942 – 1945             |
| Ryūjō                 | Marine impériale japonaise             |         |                      | STOBAR           | 1933 – 1942             |
| Sable                 | United States Navy                     | IX-81   |                      |                  | 1943 – 1945             |
| Saginaw Bay           | United States Navy                     | CVE-82  | Casablanca           | CATOBAR          | 1944 – 1946             |
| Saidor                | United States Navy                     | CVE-117 | Commencement Bay     |                  | 1945 – 1947             |
| Saipan                | United States Navy                     | CVL-48  | Saipan               |                  | 1946 – 1965             |
| Salamaua              | United States Navy                     | CVE-96  | Casablanca           | CATOBAR          | 1944 – 1946             |
| Salerno Bay           | United States Navy                     | CVE-110 | Commencement Bay     |                  | 1945 – 1954             |
| San Jacinto           | United States Navy                     | CVL-30  | Independence         |                  | 1943 – 1947             |
| Sangamon              | United States Navy                     | CVE-26  | Sangamon             |                  | 1942 – 1945             |
| Santee                | United States Navy                     | CVE-29  | Sangamon             |                  | 1942 – 1946             |
| São Paulo             | Marine brésilienne                     | A12     | Clemenceau           | CATOBAR          | 2000 – 2017             |
| Saratoga              | United States Navy                     | CV-3    | Lexington            |                  | 1927 – 1946             |
| Saratoga              | United States Navy                     | CV-60   | Forrestal            | CATOBAR          | 1956 – 1994             |
| Sargent Bay           | United States Navy                     | CVE-83  | Casablanca           | CATOBAR          | 1944 – 1946             |
| Savo Island           | United States Navy                     | CVE-78  | Casablanca           | CATOBAR          | 1944 – 1946             |
| Searcher              | Royal Navy                             | D40     | Bogue                |                  | 1943 – 1945             |
| Shah                  | Royal Navy                             | D21     | Bogue                |                  | 1943 – 1946             |
| Shamrock Bay          | United States Navy                     | CVE-84  | Casablanca           | CATOBAR          | 1944 – 1946             |
| Shandong              | Marine chinoise                        | 17      | Type 002             | STOBAR           | 2019 –…                 |
| Shangri-La            | United States Navy                     | CV-38   | Essex                | CATOBAR          | 1944 – 1971             |
| Shimane Maru          | Marine impériale japonaise             |         | Shimane Maru         | STOBAR           | 1945 – 1945             |
| Shinano               | Marine impériale japonaise             |         | Yamato               | STOBAR           | 1944 – 1944             |
| Shin'yō               | Marine impériale japonaise             |         |                      | STOBAR           | 1943 – 1944             |
| Shipley Bay           | United States Navy                     | CVE-85  | Casablanca           | CATOBAR          | 1944 – 1946             |
| Shōhō                 | Marine impériale japonaise             |         | Zuihō                | STOBAR           | 1941 – 1942             |
| Shōkaku               | Marine impériale japonaise             |         | Shōkaku              | STOBAR           | 1941 – 1944             |
| Siboney               | United States Navy                     | CVE-112 | Commencement Bay     |                  | 1945 – 1956             |
| Sicily                | United States Navy                     | CVE-118 | Commencement Bay     |                  | 1945 – 1954             |
| Sitkoh Bay            | United States Navy                     | CVE-86  | Casablanca           | CATOBAR          | 1944 – 1946 1950 – 1954 |
| Slinger               | Royal Navy                             | D26     | Bogue                |                  | 1943 – 1946             |
| Smiter                | Royal Navy                             | D55     | Bogue                |                  | 1944 – 1946             |
| Solomons              | United States Navy                     | CVE-67  | Casablanca           | CATOBAR          | 1943 – 1946             |
| Sōryū                 | Marine impériale japonaise             |         |                      | STOBAR           | 1937 – 1942             |
| Speaker               | Royal Navy                             | D90     | Bogue                |                  | 1943 – 1946             |
| St. Lo                | United States Navy                     | CVE-63  | Casablanca           | CATOBAR          | 1944 – 1944             |
| Stalker               | Royal Navy                             | D91     | Bogue                |                  | 1942 – 1945             |
| Steamer Bay           | United States Navy                     | CVE-87  | Casablanca           | CATOBAR          | 1944 – 1947             |
| Striker               | Royal Navy                             | D12     | Bogue                |                  | 1943 – 1946             |
| Suwannee              | United States Navy                     | CVE-27  | Sangamon             |                  | 1942 – 1946             |
| Sydney                | Royal Australian Navy                  | R17     | Majestic             | CATOBAR          | 1948 – 1958             |
| Taihō                 | Marine impériale japonaise             |         |                      | STOBAR           | 1944 – 1944             |
| Taiyō                 | Marine impériale japonaise             |         | Taiyō                | STOBAR           | 1941 – 1944             |
| Takanis Bay           | United States Navy                     | CVE-89  | Casablanca           | CATOBAR          | 1944 – 1946             |
| Tarawa                | United States Navy                     | CV-40   | Essex                | CATOBAR          | 1945 – 1960             |
| Thane                 | Royal Navy                             | D48     | Bogue                |                  | 1943 – 1945             |
| Theodore Roosevelt    | United States Navy                     | CVN-71  | Nimitz               | CATOBAR          | 1986 –…                 |
| Theseus               | Royal Navy                             | R64     | Colossus             | CATOBAR          | 1946 – 1956             |
| Thetis Bay            | United States Navy                     | CVE-90  | Casablanca           | CATOBAR          | 1944 – 1964             |
| Ticonderoga           | United States Navy                     | CV-14   | Essex                | CATOBAR          | 1944 – 1973             |
| Tracker               | Royal Navy                             | D24     | Bogue                |                  | 1943 – 1946             |
| Tripoli               | United States Navy                     | CVE-64  | Casablanca           | CATOBAR          | 1943 – 1958             |
| Triumph               | Royal Navy                             | R16     | Colossus             | CATOBAR          | 1946 – 1975             |
| Trouncer              | Royal Navy                             | D85     | Bogue                |                  | 1944 – 1946             |
| Trumpeter             | Royal Navy                             | D09     | Bogue                |                  | 1943 – 1946             |
| Tulagi                | United States Navy                     | CVE-72  | Casablanca           | CATOBAR          | 1943 – 1946             |
| Unicorn               | Royal Navy                             | I72     |                      |                  | 1943 – 1946 1949 – 1953 |
| Unryū                 | Marine impériale japonaise             |         | Unryū                | STOBAR           | 1944 – 1944             |
| Un'yō                 | Marine impériale japonaise             |         | Taiyō                | STOBAR           | 1942 – 1944             |
| Valley Forge          | United States Navy                     | CV-45   | Essex                | CATOBAR          | 1946 – 1970             |
| Veinticinco de Mayo   | Marine argentine                       | V-2     | Colossus             | CATOBAR          | 1968 – 1997             |
| Vella Gulf            | United States Navy                     | CVE-111 | Commencement Bay     |                  | 1945 – 1946             |
| Venerable             | Royal Navy                             | R63     | Colossus             | CATOBAR          | 1945 – 1947             |
| Vengeance             | Royal Navy                             | R71     | Colossus             | CATOBAR          | 1945 – 1952             |
| Vengeance             | Royal Australian Navy                  | R71     | Colossus             | CATOBAR          | 1952 – 1955             |
| Victorious            | Royal Navy                             | R38     | Illustrious          | CATOBAR          | 1941 – 1968             |
| Vikramaditya          | Marine indienne                        | R33     | Kiev                 | STOBAR           | 2013 –…                 |
| Vikrant               | Marine indienne                        | R11     | Majestic             | CATOBAR / STOVL  | 1961 – 1997             |
| Vikrant               | Marine indienne                        | 2013    | Vikrant              | STOBAR / STOVL   | 2024 –                  |
| Vindex                | Royal Navy                             | D15     | Nairana              |                  | 1943 – 1947             |
| Viraat                | Marine indienne                        | R22     | Centaur              | STOVL            | 1987 – 2017             |
| Wake Island           | United States Navy                     | CVE-65  | Casablanca           | CATOBAR          | 1943 – 1946             |
| Warrior               | Marine royale canadienne               | R31     | Colossus             | CATOBAR          | 1946 – 1948             |
| Warrior               | Royal Navy                             | R31     | Colossus             | CATOBAR          | 1945 – 1946 1948 – 1958 |
| Wasp                  | United States Navy                     | CV-7    |                      |                  | 1940 – 1942             |
| Wasp                  | United States Navy                     | CV-18   | Essex                | CATOBAR          | 1943 – 1972             |
| White Plains          | United States Navy                     | CVE-66  | Casablanca           | CATOBAR          | 1943 – 1946             |
| Willapa               | United States Navy                     | CVE-53  | Bogue                |                  | 1943 – 1944             |
| Windham Bay           | United States Navy                     | CVE-92  | Casablanca           | CATOBAR          | 1944 – 1959             |
| Wolverine             | United States Navy                     | IX-64   |                      |                  | 1942 – 1945             |
| Wright                | United States Navy                     | CVL-49  | Saipan               |                  | 1947 – 1970             |
| Yamashio Maru         | Armée impériale japonaise              |         | Yamashio Maru        | STOBAR           | 1945 – 1945             |
| Yorktown              | United States Navy                     | CV-5    | Yorktown             |                  | 1937 – 1942             |
| Yorktown              | United States Navy                     | CV-10   | Essex                | CATOBAR          | 1943 – 1970             |
| Zuihō                 | Marine impériale japonaise             |         | Zuihō                | STOBAR           | 1940 – 1944             |
| Zuikaku               | Marine impériale japonaise             |         | Shōkaku              | STOBAR           | 1941 – 1944             |